# Liste der Biografien/Sti
Liste der Biografien |
Portal Biografien |
Personensuche
# |
A |
B |
C |
D |
E |
F |
G |
H |
I |
J |
K |
L |
M |
N |
O |
P |
Q |
R |
S |
T |
U |
V |
W |
X |
Y |
Z |
?
 
Sa |
Sb |
Sc |
Sd |
Se |
Sf |
Sg |
Sh |
Si |
Sj |
Sk |
Sl |
Sm |
Sn |
So |
Sp |
Sq |
Sr |
Ss |
St |
Su |
Sv |
Sw |
Sy |
Sz
 
Sta |
Ste |
Sth |
Sti |
Stj |
Stl |
Sto |
Str |
Sts |
Stt |
Stu |
Stv |
Stw |
Sty
Die Liste der Biografien führt alle Personen auf, die in der deutschsprachigen Wikipedia einen Artikel haben. Dieses ist eine Teilliste mit 1123 Einträgen von Personen, deren Namen mit den Buchstaben „Sti“ beginnt.

## Sti

### Stia
- Stiansen, Bent (* 1963), norwegischer Koch
- Stiansen, Svein-Erik (* 1942), norwegischer Eisschnellläufer
- Stiansen, Tom (* 1970), norwegischer Skirennläufer
- Štiasný, Bernard Václav (1760–1835), tschechischer Cellist und Komponist
- Stiasny, Edmund (1872–1965), Gerbereichemiker
- Štiasný, František Jan (* 1764), tschechischer Komponist und Cellist
- Stiasny, Franz (1872–1940), österreichischer Medailleur
- Stiasny, Gustav Albert (1877–1946), österreichisch-niederländischer Zoologe
- Stiasny, Nora (* 1898), Opfer der nationalsozialistischen Gewaltherrschaft
- Stiasny, Petra (* 2001), Schweizer RadrennfahrerinPetra Stiasny (* 2001)

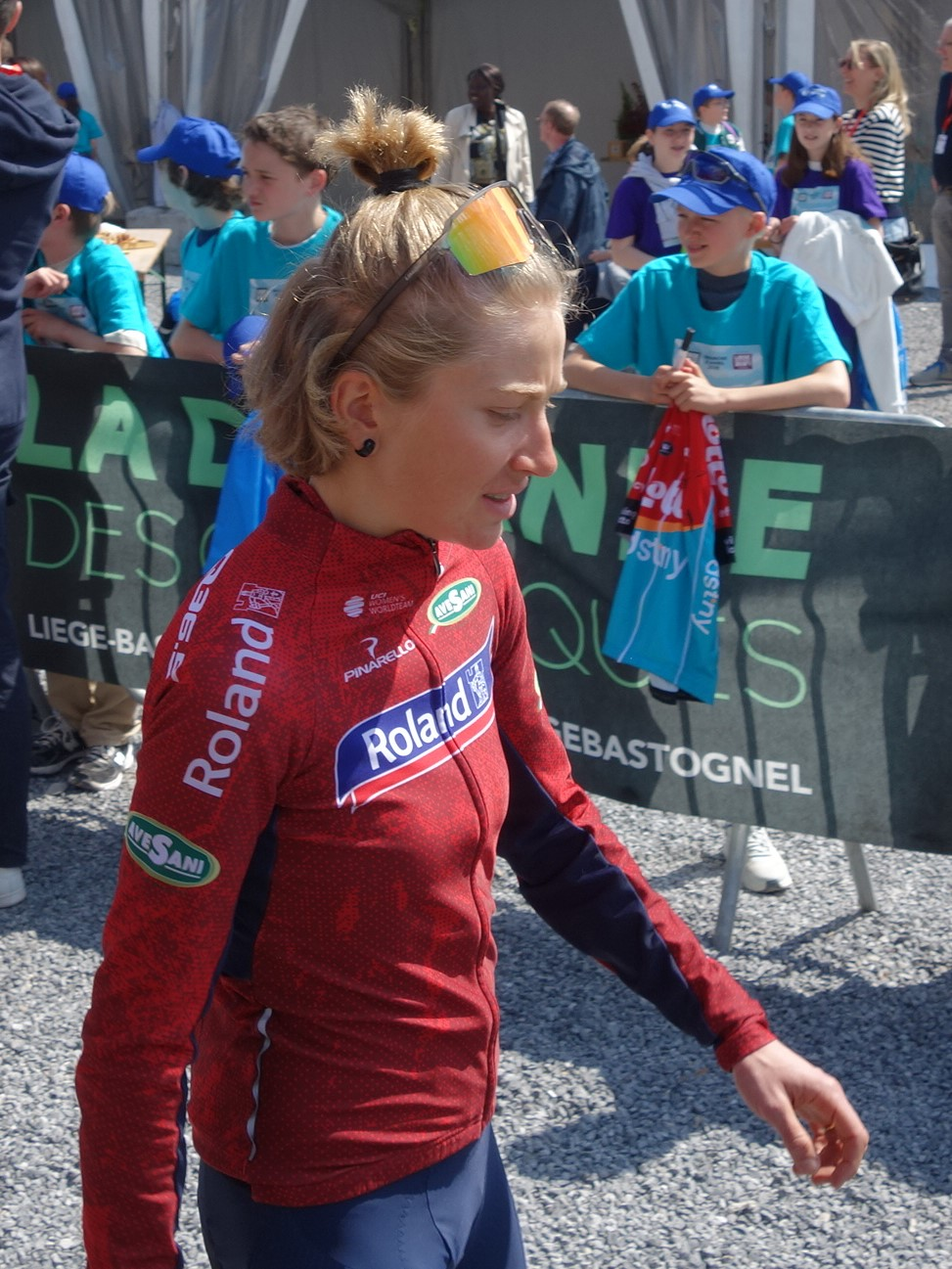
Petra Stiasny (* 2001)

- Stiasny, Willi, deutscher Archivar
- Stiassny, Martin (* 1943), deutscher Präsident der Europäischen Go Föderation
- Stiassny, Melanie (* 1953), US-amerikanische Ichthyologin
- Stiassny, Robert (1862–1917), österreichischer Kunsthistoriker
- Stiassny, Rudolf (1883–1943), österreichischer Schauspieler und Regisseur
- Stiassny, Wilhelm (1842–1910), österreichischer Architekt
- Stiattesi, César (1881–1934), argentinischer Komponist, Dirigent und Musikpädagoge französisch-italienischer Herkunft

### Stib
- Stiba, Christoph (* 1967), deutscher Baptistenpastor, Generalsekretär des Bundes Evangelisch-Freikirchlicher Gemeinden
- Stibaner, Ottilie (1908–1972), deutsche Schachspielerin
- Stibbe, Conrad M. (1925–2019), niederländischer Klassischer Archäologe und Lyriker
- Stibbe, Eddy (* 1948), niederländischer Reiter
- Stibbe, Eytan (* 1958), israelischer Astronaut
- Stibbe, Nina (* 1962), britische Autorin
- Stibbert, Frederick (1838–1906), englisch-italienischer Unternehmer, Sammler und Mäzen
- Stibbon, Emma (* 1962), englische Künstlerin
- Stiben, Laura (* 1992), deutsche FußballspielerinLaura Stiben (* 1992)

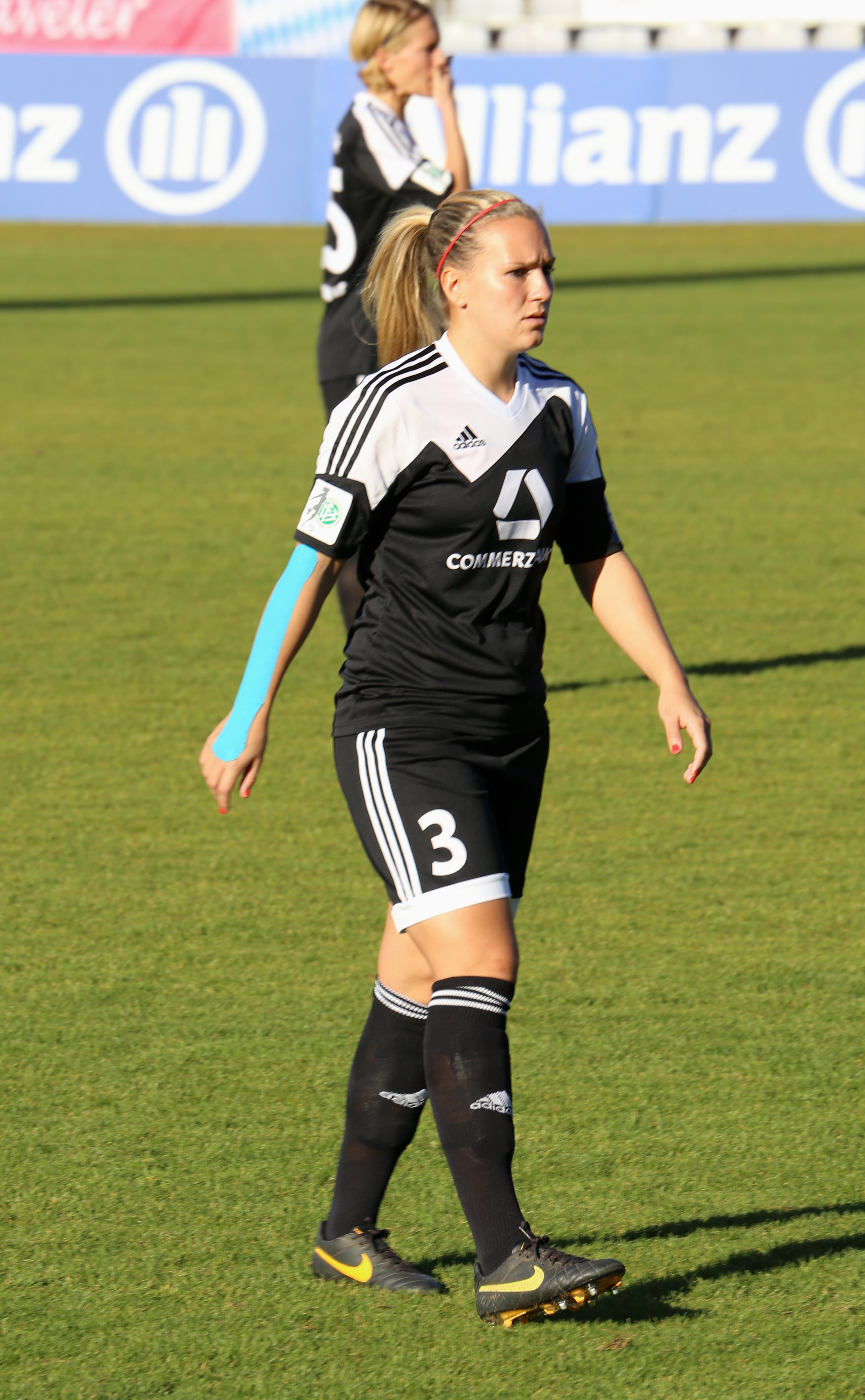
Laura Stiben (* 1992)

- Stibi, Axel (* 1966), deutscher Politiker (CDU)
- Stibi, Georg (1901–1982), deutscher Chefredakteur des SED-Zentralorgans Neues Deutschland und stellvertretender Außenminister der DDR
- Stibill, Rudolf (1924–1995), österreichisch-deutscher Lyriker
- Stibinger, Iosif (1922–1949), rumänischer Fußballspieler
- Stibitz, George (1904–1995), US-amerikanischer Ingenieur und Computerpionier
- Stibler, Linda (* 1938), Schweizer Journalistin, Autorin und Politikerin (SP)
- Stiblin, Kaspar (* 1526), deutscher Altphilologe
- Stibolt, Willem (1890–1964), norwegischer Tennisspieler
- Stibor zo Stiboríc a Beckova († 1414), Adliger und Heerführer
- Stibor, Eduard (* 1900), tschechoslowakischer Schwimmer und Wasserballspieler
- Stibor, Karel (1924–1948), tschechischer Eishockeyspieler
- Stiborius, Andreas († 1515), deutscher Astronom und Mathematiker
- Stibral, Franz (1854–1930), österreichischer Verwaltungsjurist und Handelsminister
- Stibral, Jiří (1859–1939), tschechischer Architekt, Innenarchitekt, Designer, Professor und Lehrer sowie später Direktor der Akademie für Kunst, Architektur und Design in Prag
- Štibrányi, Jozef (* 1940), tschechoslowakischer Fußballspieler

### Stic
- Stich, Andrea (* 1969), deutsche Tischtennisspielerin
- Stich, Benjamin (* 1980), deutscher Agrarbiologe
- Stich, Bertha (1818–1876), deutsche Theaterschauspielerin
- Stich, Clara (1820–1862), deutsche Schauspielerin
- Stich, Daniel (* 1976), deutscher Politiker (SPD)
- Stich, Dominique (* 1951), Schweizer Romanist
- Stich, Erika (* 1967), italienische Badmintonspielerin rumänischer Herkunft
- Stich, Ferdinand (1892–1967), deutsch-namibischer Bibliophiler und Buchhändler
- Stich, Ignaz (1863–1926), österreichischer Bibliothekar und Kommunalpolitiker
- Stich, Johann Karl (1888–1955), österreichischer Jurist und Generalstaatsanwalt in Wien während der NS-Zeit
- Stich, Kirsten (* 1968), deutsche Politikerin (SPD), MdL NRW
- Stich, Lisl (1913–2000), deutsche Künstlerin und Grafikerin
- Stich, Matthias (* 1961), deutscher Musiker (Alt- und Sopransaxophon, Klarinetten, Piano), Komponist und Musikpädagoge
- Stich, Matthias (* 1963), deutscher Sportschütze
- Stich, Max (* 1940), deutscher Politiker (CDU), MdL
- Stich, Michael (* 1968), deutscher Tennisspieler und OlympiasiegerMichael Stich (* 1968)

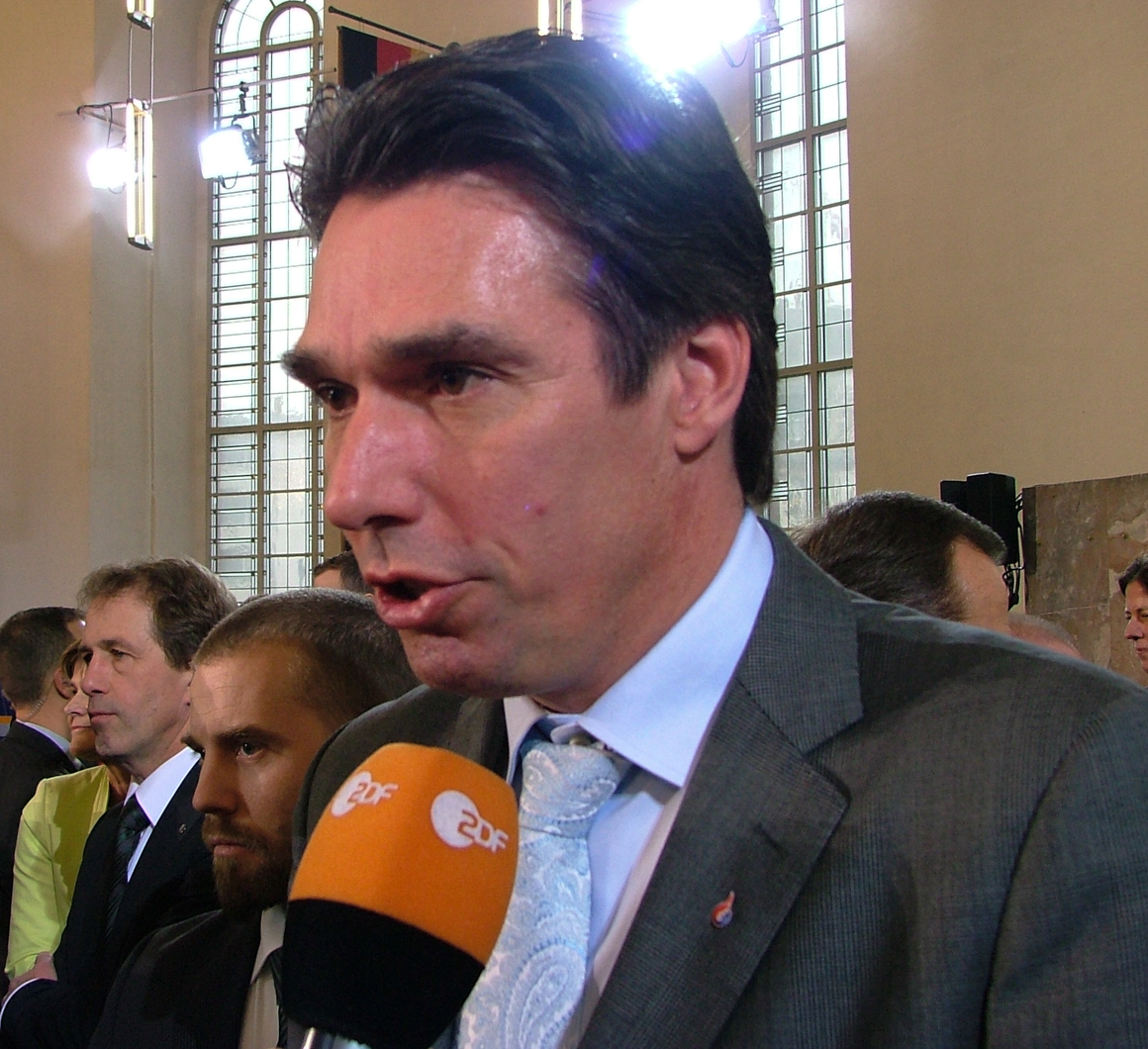
Michael Stich (* 1968)

- Stich, Otto (1927–2012), Schweizer Politiker (SP)
- Stich, Paul (* 1998), österreichischer Politiker (SPÖ)
- Stich, Randolf (1966–2023), deutscher Jurist und Politiker (SPD)
- Stich, Rudolf (1875–1960), deutscher Chirurg und Hochschullehrer
- Stich, Rudolf (1926–2012), deutscher Jurist, Professor für Baurecht
- Stich, Stephen (* 1943), US-amerikanischer Philosoph und Kognitionswissenschaftler
- Stich, Theo (* 1960), Schweizer Historiker und Dokumentarfilmer
- Stich, Walter (1930–2020), deutscher Politiker (CDU), Regierungspräsident
- Stich, Wilhelm (1794–1824), deutscher Theaterschauspieler
- Stich-Randall, Teresa (1927–2007), US-amerikanische Opernsängerin (Sopran)
- Sticha, Dennis (* 1998), deutsch-österreichischer Eishockeyspieler
- Sticha, Pavel (* 1942), tschechisch-deutscher Fotograf und Fotojournalist
- Sticha, Timo (* 2004), deutsch-österreichischer Eishockeyspieler
- Stichaner, Joseph Philipp von (1838–1889), deutscher Verwaltungsjurist und Bezirkspräsident des Unterelsass
- Stichaner, Joseph von (1769–1856), bayerischer Regierungspräsident in verschiedenen Bezirken, Historiker
- Stichart, Alexander (1838–1896), deutscher Maler und Illustrator
- Stichel, Georg Heinrich (1825–1905), Bürgermeister, Mitglied des Provinziallandtages der Provinz Hessen-Nassau
- Stichel, Hans (1862–1936), deutscher Eisenbahnbeamter und Biologe
- Stichel, Rainer (* 1942), deutscher Byzantinist
- Stichel, Rudolf H. W. (* 1945), deutscher Klassischer Archäologe
- Stichel, Wolfgang (1898–1968), deutscher Zoologe und Entomologe
- Sticher, Hans (1934–2022), Schweizer Chemiker und Hochschullehrer
- Sticher, Hermann (1927–2014), deutscher evangelisch-methodistischer Bischof
- Sticher, Karl (1887–1953), deutscher Politiker
- Sticher, Otto (1936–2022), Schweizer Pharmazeut und Ordinarius für Pharmakognosie und Phytochemie
- Stichina, Jelena (* 1986), russische Opernsängerin (Sopran)
- Stichler, Bernd (* 1946), deutscher Schauspieler und Regisseur
- Stichler, Christine (* 1966), deutsche Synchronsprecherin und Schauspielerin
- Stichler, Mark (* 1968), deutscher Buch- und Filmautor
- Stichler, Peter (* 1958), deutscher Fußballspieler
- Stichler, Susanne (* 1969), deutsche Fernsehmoderatorin und JournalistinSusanne Stichler (* 1969)

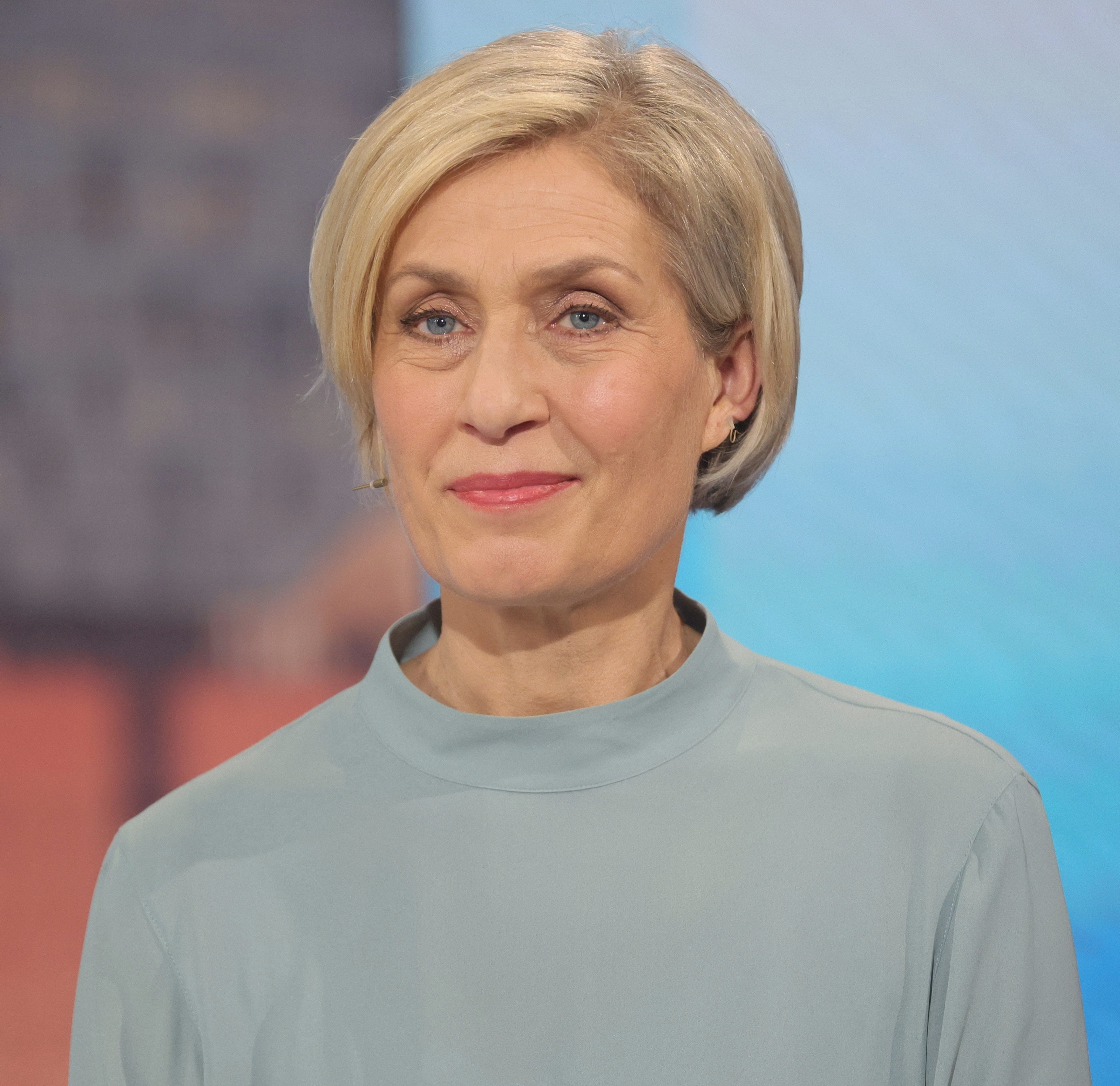
Susanne Stichler (* 1969)

- Stichling, Bianca (* 2000), deutsche Hochspringerin
- Stichling, Constantin (1766–1836), deutscher großherzoglich-sächsischer Kammerdirektor und Präsident des Kammer-Kollegiums
- Stichling, Gottfried Theodor (1814–1891), großherzoglich-sächsischer Staatsminister
- Stichling, Luise (1781–1860), deutsche Schriftstellerin
- Stichling, Otto (1866–1912), deutscher Bildhauer
- Stichling, Werner (1895–1982), deutscher Konteradmiral der Kriegsmarine
- Stichlmair, Johann (* 1940), deutscher Verfahrenstechniker und Hochschullehrer
- Stichmann, Andreas (* 1983), deutscher Schriftsteller
- Stichmann, Wilfried (1934–2020), deutscher Biologiedidaktiker
- Stichnath, Carl (1863–1933), deutscher Politiker (DDP) und Bremer Senator
- Stichnote, Werner E. (1908–1994), deutscher Verleger
- Stichnoth, Martin (* 1977), deutscher Politiker (CDU) und seit 2018 Landrat des Landkreises Börde
- Stichs, Werner, deutscher Richter
- Sticht, Johann Christoph († 1772), deutscher Pädagoge, Orientalist und evangelischer Theologe
- Stichtenoth, Dietrich (1913–1964), deutscher Historiker
- Stichtenoth, Fritz (1895–1935), deutscher Politiker der NSDAP und letzter Staatsminister von Mecklenburg-Strelitz
- Stichtenoth, Henning (* 1944), deutscher Mathematiker
- Stichter, Beth Cavener (* 1972), amerikanische Künstlerin
- Stichweh, Friedrich August (1818–1886), deutscher Färber und Begründer des Chemischen Textilreinigungsunternehmens F. A. Stichweh
- Stichweh, Hermann (1940–2014), deutscher Politiker (SPD), MdBB
- Stichweh, Klaus (* 1936), deutscher Philosoph und Musikwissenschaftler, Forscher, Autor und Herausgeber
- Stichweh, Rudolf (* 1951), deutscher Soziologe
- Stichweh, Wilhelm (1899–1979), deutscher Unternehmer und Kunstmäzen
- Stick, Judith († 1615), Opfer der Hexenverfolgung in Sindelfingen
- Stick, Lisa (* 1987), deutsche Jazzmusikerin (Posaune, Komposition)
- Stickan, Franz (1887–1953), deutscher Manager, Direktor der Reederei DG Neptun
- Stickan, Walter (* 1924), deutscher Schauspieler
- Stickdorn, Mickie (* 1954), deutscher Musiker, Schlagzeuger und Perkussionist
- Stickel, Franz Ferdinand Michael (1787–1848), deutscher Rechtswissenschaftler
- Stickel, Gerhard (* 1937), deutscher Sprachwissenschaftler
- Stickel, Heinz (1949–2015), deutscher Fußballspieler
- Stickel, Johann Gustav (1805–1896), deutscher evangelischer Theologe, Orientalist und Numismatiker
- Stickel, Max (1875–1952), deutscher Gynäkologe
- Stickel, Michael (* 1981), deutscher Fußballspieler
- Stickel, Viktor (* 1982), deutscher Filmregisseur und Drehbuchautor für Animationsfilme
- Stickel, Walt (1922–1987), US-amerikanischer American-Football-Spieler
- Stickelberger, Emanuel (1884–1962), Schweizer Schriftsteller
- Stickelberger, Jacob (1940–2022), Schweizer Liedermacher und Rechtsanwalt
- Stickelberger, Ludwig (1850–1936), Schweizer Mathematiker
- Stickelberger, Rainer (* 1951), deutscher Politiker (SPD), MdLRainer Stickelberger (* 1951)

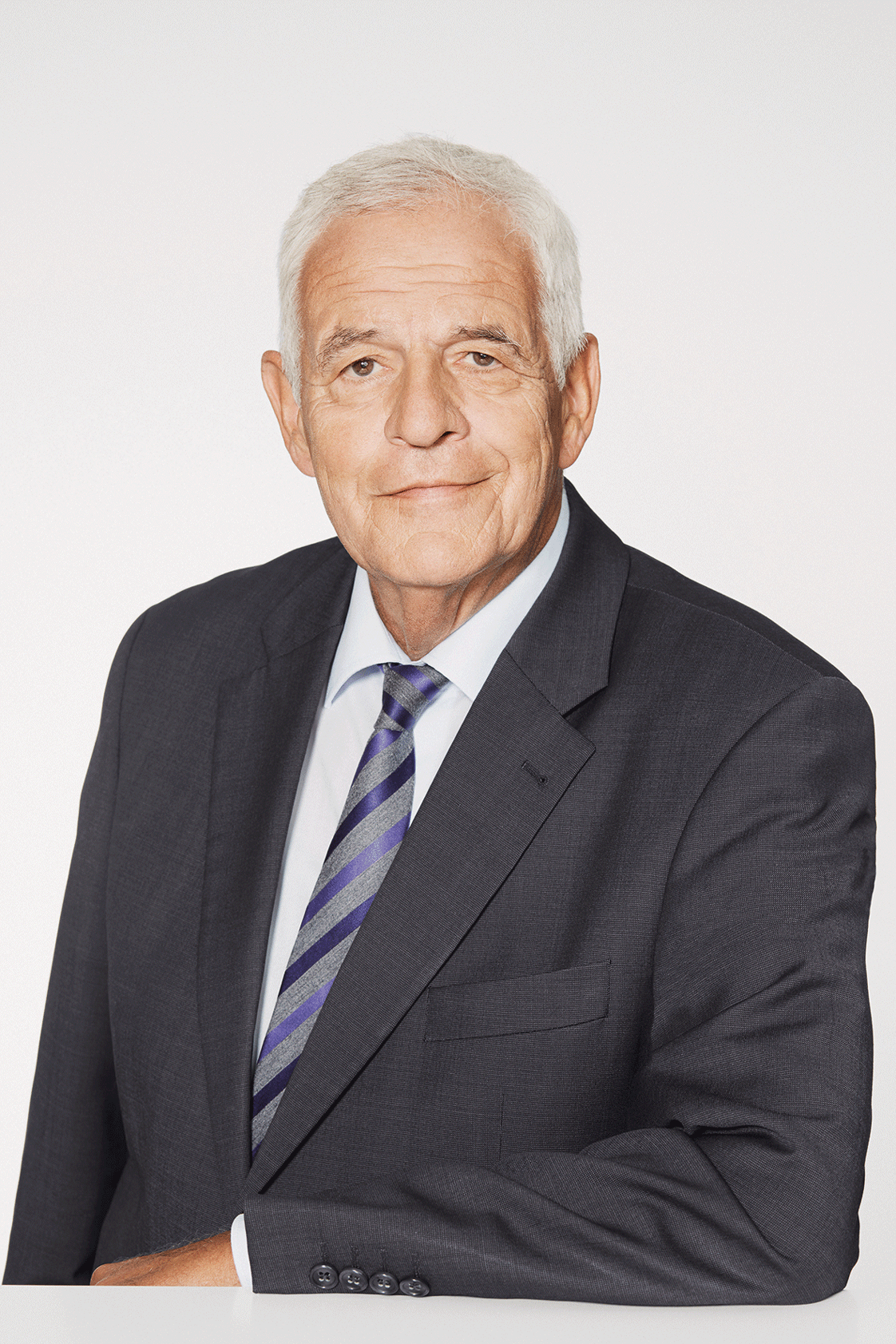
Rainer Stickelberger (* 1951)

- Stickelbroeck, Michael (* 1963), deutscher katholischer Geistlicher und Theologe
- Stickelbrucks, Lothar E. (* 1943), deutscher Kameramann
- Stickelmann, Hermann (1893–1949), Leiter des Marinesicherheitsdienstes in Frankfurt
- Stickelmann, Rudolph (1870–1956), deutscher Fotograf
- Stickeln, Michael (* 1968), deutscher Politiker (CDU), Bürgermeister von Warburg
- Sticken, Salome († 1449), Priorin im Kloster Diepenveen
- Sticker, Ajda (* 1986), österreichische Journalistin und Fernsehmoderatorin
- Sticker, Anna (1902–1995), deutsche Diakonisse, Pflegehistorikerin
- Sticker, Bernhard (1906–1977), deutscher Astronom
- Sticker, Georg (1860–1960), deutscher Hygieniker und Medizinhistoriker
- Sticker, Jonah (* 2004), deutscher Fußballspieler
- Sticker, Josephine (1894–1960), österreichische Schwimmerin
- Stickert, Uwe (* 1974), deutscher Opern- und Konzertsänger (lyrischer Tenor)
- Stickl, Otto (1897–1951), deutscher Hygieniker und Hochschullehrer
- Stickl, Simon (* 1987), deutscher Skisportler
- Stickland, Leonard Hubert (* 1905), britischer Biochemiker
- Stickler, Alfons Maria (1910–2007), österreichischer Kardinal der römisch-katholischen Kirche
- Stickler, Friedrich (* 1949), österreichischer Manager und FußballfunktionärFriedrich Stickler (* 1949)

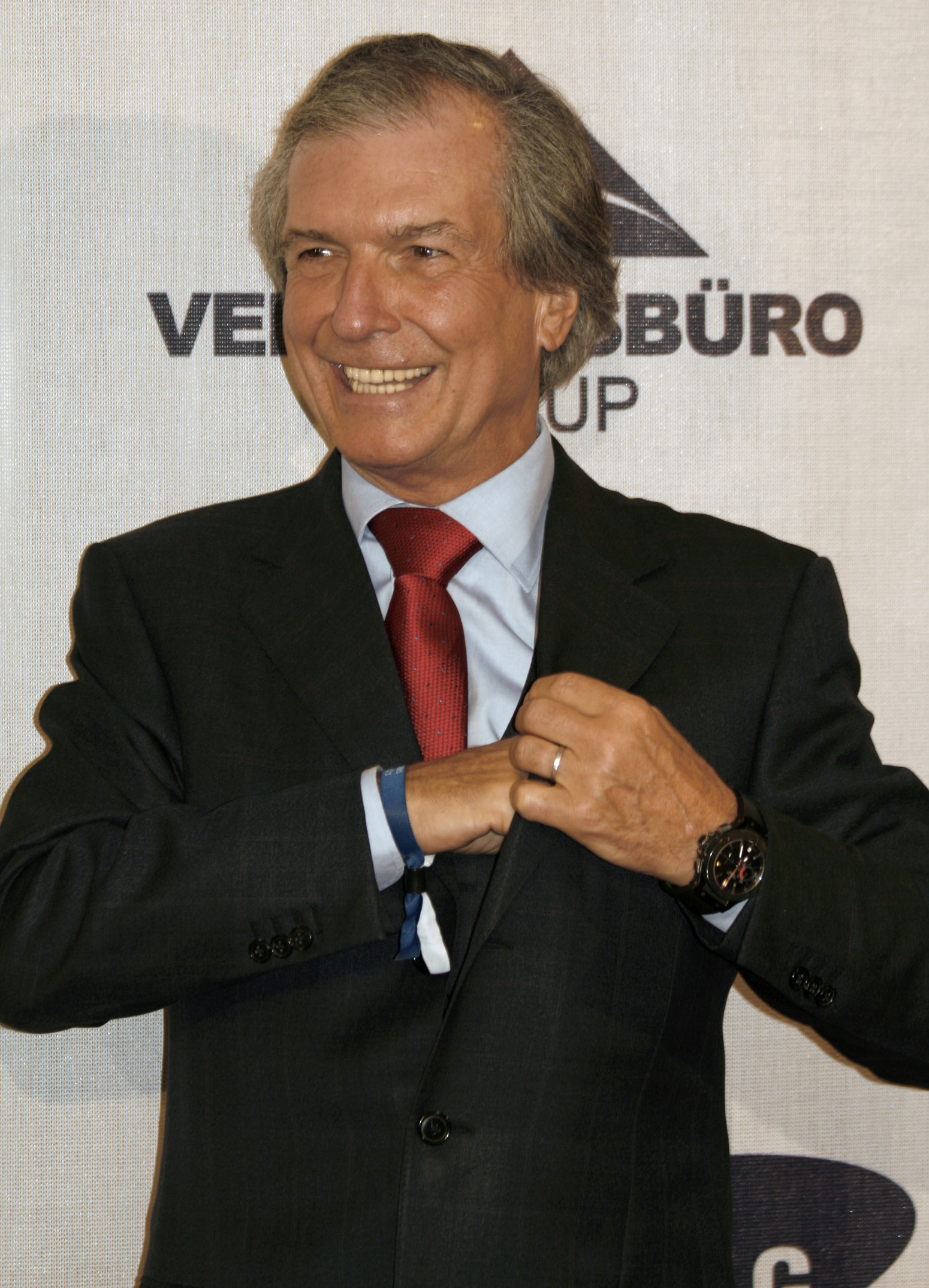
Friedrich Stickler (* 1949)

- Stickler, Gertrud (1929–2015), österreichische Don-Bosco-Schwester und Religionspsychologin
- Stickler, Gunnar B. (1925–2010), deutschamerikanischer Kinderarzt
- Stickler, Marie-Theres (* 1988), österreichische Musikerin und Komponistin
- Stickler, Matthias (* 1967), deutscher Hochschullehrer für Neuere und Neueste Geschichte
- Stickler, Timo (* 1971), deutscher Althistoriker
- Stickles, Edward (* 1942), US-amerikanischer Schwimmer
- Stickles, Peter (* 1976), US-amerikanischer Schauspieler
- Stickles, Terri (* 1946), US-amerikanische Schwimmerin
- Stickley, Gustav (1858–1942), US-amerikanischer Tischler des Arts und Crafts Movements
- Stickling, Emil (1889–1950), deutscher Bergbauingenieur und Opfer des Stalinismus
- Stickney, Angeline (1830–1892), amerikanische Mathematikerin, Sklavereigegnerin und Befürworterin des Frauenwahlrechts
- Stickney, Dorothy (1896–1998), US-amerikanische Schauspielerin
- Stickney, Pamelia (* 1976), US-amerikanische Theremin-Spielerin
- Stickney, Stuart (1877–1932), US-amerikanischer Golfer
- Stickney, William (1879–1944), US-amerikanischer Golfer
- Stickney, William W. (1853–1932), US-amerikanischer Politiker, Gouverneur des Bundesstaates Vermont (1900–1902)
- Stickroth, Bruno (1937–2017), deutscher Schauspieler, Moderator, Sänger und Frisör und Model
- Stickroth, Thomas (* 1965), deutscher Fußballspieler und -trainer
- Sticky Fingaz (* 1973), US-amerikanischer Rapper und SchauspielerSticky Fingaz (* 1973)

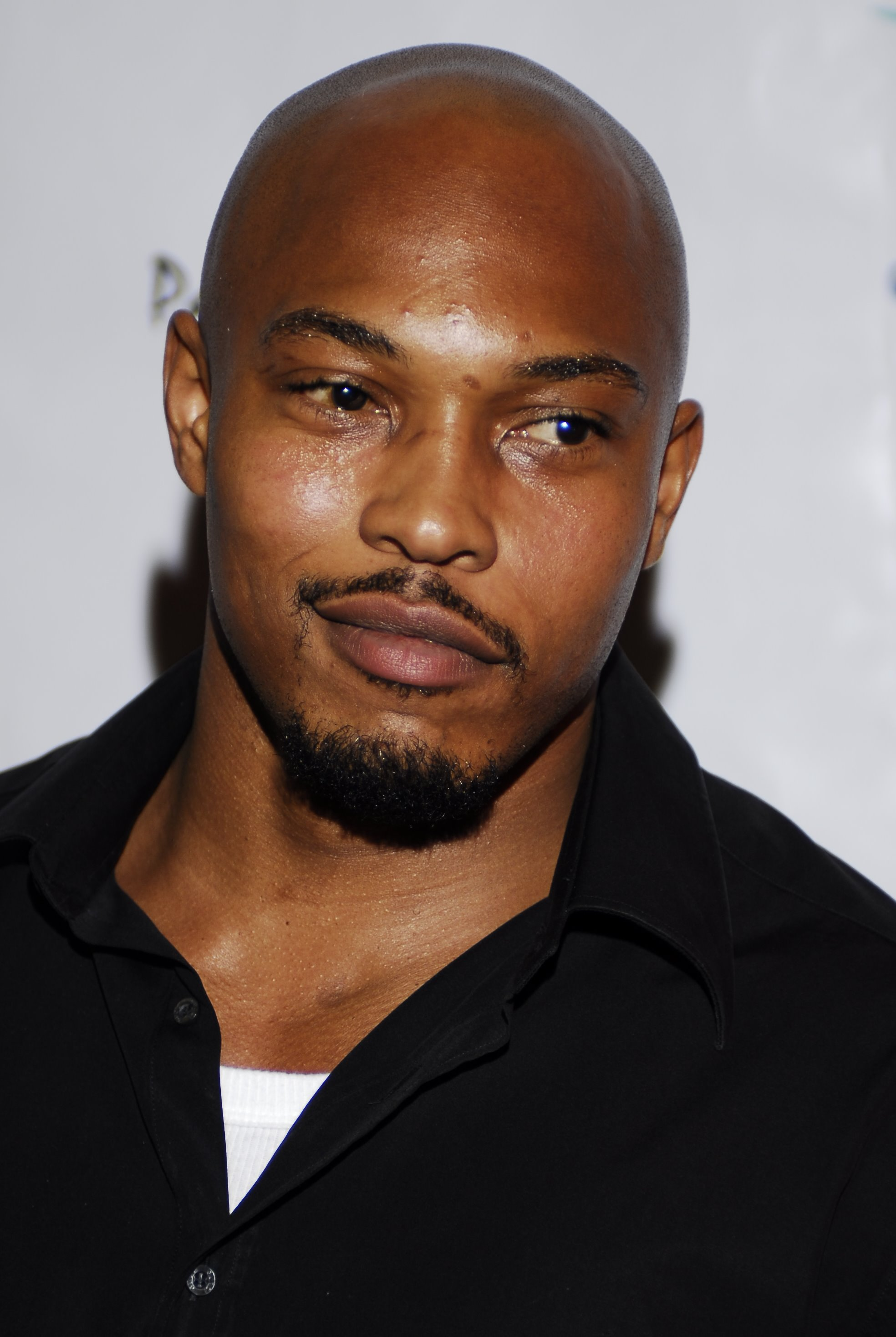
Sticky Fingaz (* 1973)

### Stid
- Stidham, Arbee (1917–1988), US-amerikanischer Blues-Musiker
- Stidham, Ari (* 1992), US-amerikanischer Schauspieler
- Stidham, Jarrett (* 1996), US-amerikanischer American-Football-SpielerJarrett Stidham (* 1996)

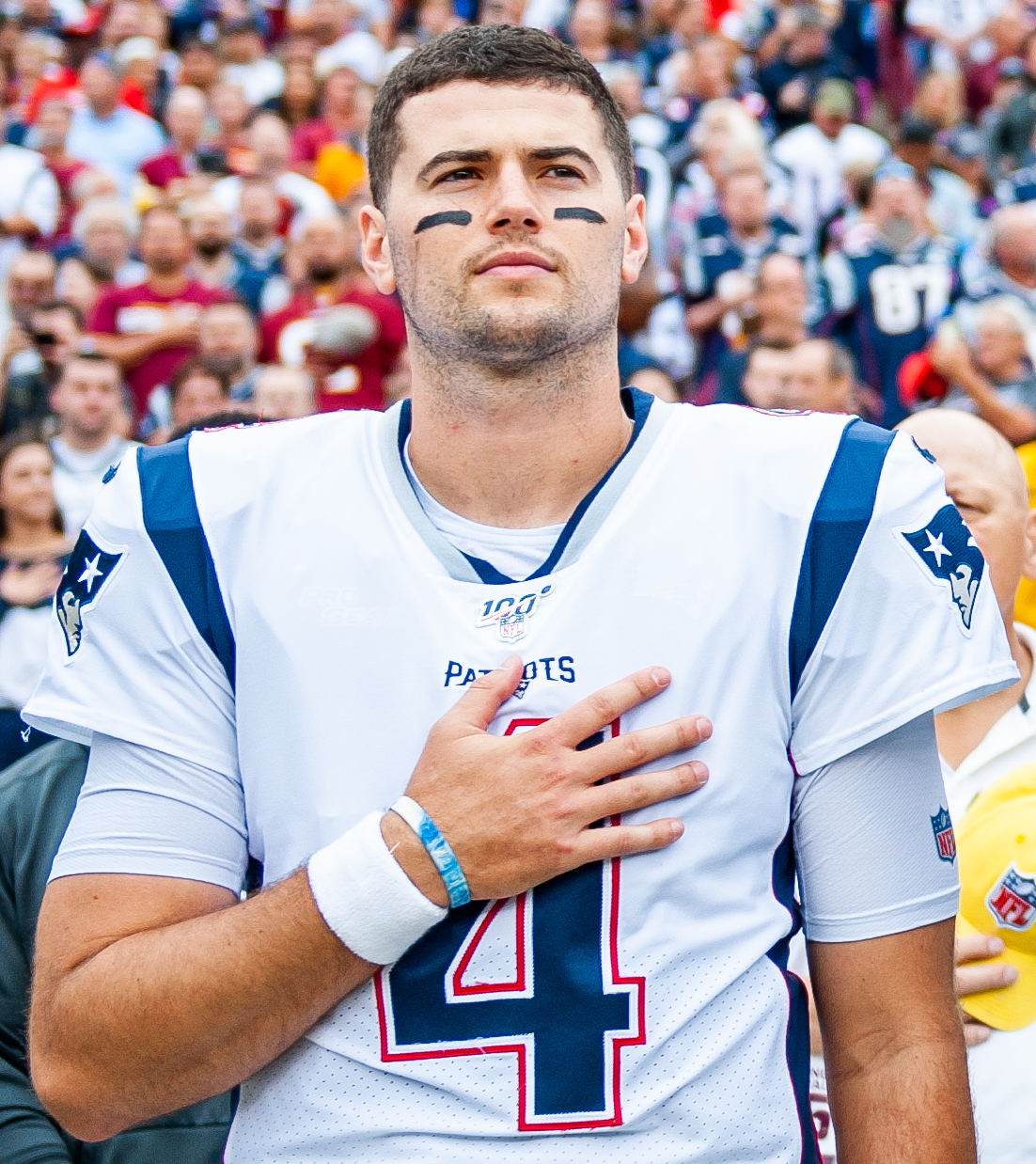
Jarrett Stidham (* 1996)

- Stidworthy, Imogen (* 1963), britische Video- und Filmkünstlerin
- Stidworthy, John (* 1943), britischer Sachbuchautor

### Stie
- Stie, Flemming (* 1971), dänischer Basketballspieler und -trainer

#### Stieb
- Stiebar, Christoph von (1753–1824), Verwaltungsbeamter und zuletzt Kreishauptmann im Erzherzogtum Österreich
- Stiebel, George († 1896), jamaikanischer Händler und Unternehmer
- Stiebel, Martin (1899–1934), deutscher Kommunist und NS-Opfer
- Stiebel, Salomon Friedrich (1792–1868), deutscher Arzt
- Stiebel, Theodor (1894–1960), deutscher Unternehmer
- Stiebeler, Carl († 1871), deutscher Zeichner und Kupferstecher
- Stiebeler, Walter (1919–2007), deutscher Richter
- Stiebeling, Georg Christian (1830–1895), deutsch-amerikanischer Arzt und Sozialist
- Stieber, Benno (* 1972), deutsch-österreichischer Journalist und Autor
- Stieber, Christian (* 1972), deutscher Graffiti-Sprayer, Breakdancer, Rapper, Hip-Hop-Produzent und DJ
- Stieber, Edmund (* 1948), deutscher Fußballspieler
- Stieber, Friedrich Karl Gustav (1801–1867), sächsischer Jurist und Politiker
- Stieber, Gislar (1891–1956), deutscher Ordensgeistlicher, Benediktinerabt
- Stieber, Hans (1886–1969), deutscher Komponist, Dirigent und Geiger
- Stieber, Julius (* 1966), österreichischer Germanist; Kulturdirektor der Stadt Linz
- Stieber, Logan (* 1991), US-amerikanischer Ringer
- Stieber, Martin (* 1972), deutscher Graffiti-Sprayer, Breakdancer, Rapper, Hip-Hop-Produzent und DJ
- Stieber, Mercédesz (* 1974), ungarische Wasserballspielerin
- Stieber, Ralph (* 1978), deutscher Autor und Redner
- Stieber, Stefan (* 1974), deutscher Musikproduzent und Songwriter
- Stieber, Sylvester (1867–1914), deutscher Offizier und erster Resident der Deutschen Tschadseeländer
- Stieber, Wilhelm (1818–1882), deutscher Geheimdienstler
- Stieber, Zoltán (* 1988), ungarischer Fußballspieler
- Stieberitz, Gerhard (* 1939), deutscher Ingenieur und früheres Mitglied der Volkskammer der DDR
- Stiebitz, Franz (1899–1945), deutscher Politiker (NSDAP), MdR
- Stiebitz, Gina (* 1997), deutsche SchauspielerinGina Stiebitz (* 1997)

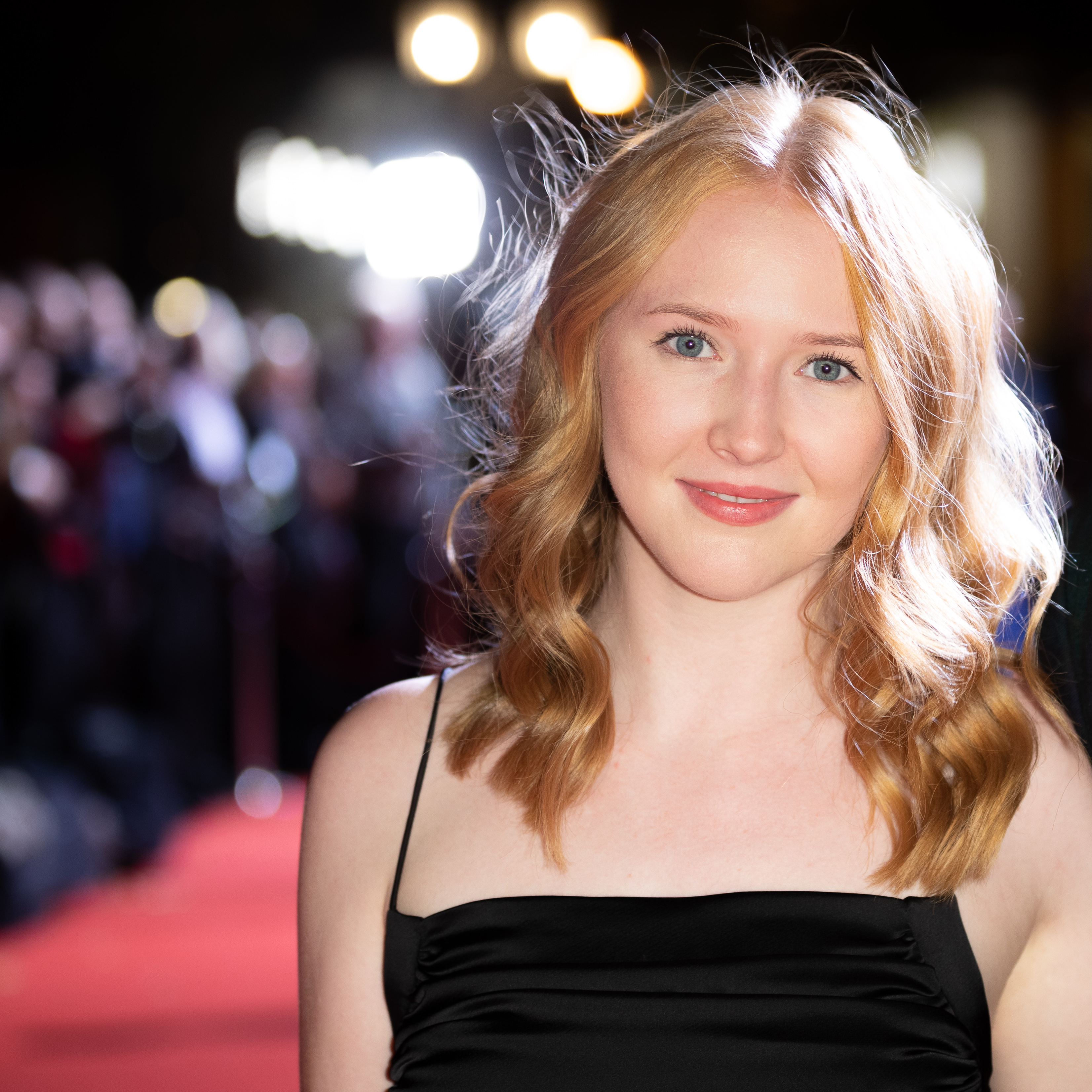
Gina Stiebitz (* 1997)

- Stiebitz, Kurt (1891–1964), deutscher Musikwissenschaftler und Komponist
- Stiebitz, Mario (* 1962), deutscher Serienmörder
- Stiebjahn, Simon (* 1990), deutscher Mountainbikefahrer
- Stiebler, Ernstalbrecht (1934–2024), deutscher Komponist und Musikjournalist
- Stiebler, Georg (1950–1997), leitender Kriminaldirektor in Nordrhein-Westfalen, Wegbereiter für Kobudo und Jiu-Jitsu
- Stiebler, Otto (1856–1932), deutscher Unternehmer und Kaufhausbetreiber
- Stiebler, Steffen (* 1971), deutscher Handballspieler und -funktionär
- Stieblich, Anna (* 1965), deutsche Schauspielerin
- Stiebner, Carla, deutsche Tischtennisspielerin
- Stiebner, Hans (1898–1958), deutscher Schauspieler und Theaterregisseur
- Stiebritz, Annett (* 1965), deutsche Politikerin (FDP)
- Stiebritz, Johann Friedrich (1707–1772), deutscher Philosoph

#### Stied
- Stieda, Alex (* 1961), kanadischer Radrennfahrer
- Stieda, Alexander (1875–1966), deutscher Chirurg
- Stieda, Heinz (1881–1948), deutscher Schauspieler bei Bühne und Stummfilm sowie Theaterregisseur
- Stieda, Ludwig (1837–1918), deutsch-baltischer Anatom
- Stieda, Wilhelm (1852–1933), deutscher Nationalökonom und Wirtschaftshistoriker
- Stiedenroth, Ernst (1794–1858), deutscher Philosoph
- Stieding, Harald (1940–2016), deutscher Bildhauer und Grafiker
- Stieding, Jan (* 1966), deutscher Maler
- Stiedl, Bernhard (* 1970), deutscher Gewerkschafter
- Stiedl, Peter (* 1945), österreichischer Polizist, Polizeipräsident von Wien
- Stiedry, Fritz (1883–1968), österreichisch-amerikanischer Dirigent
- Stiedry-Wagner, Erika (1890–1974), baltendeutsche Schauspielerin, Sängerin und Rezitatorin

#### Stief
- Stief, Albert (1920–1998), deutscher Politiker (SED), MdV
- Stief, Alfred (1952–2022), deutscher Künstler der Art brut
- Stief, Bo (* 1946), dänischer Jazzbassist
- Stief, Eberhard (1935–2015), deutscher Ingenieur, Hochschullehrer und DDR-Politiker (NDPD)
- Stief, Egon (1906–1969), deutscher Schwergewichtsboxer und Schauspieler
- Stief, Hans-Joachim (1926–2015), deutscher Politiker (SPD), MdL
- Stief, Helmut (1906–1977), deutscher Stenograf, Erfinder des Stenografiesystems Stiefografie
- Stief, Julius (1827–1896), deutscher Verleger und Politiker
- Stief, Kai-Philipp (* 1979), deutscher American-Football-Spieler
- Stief, Maik (* 1972), deutscher Motorradrennfahrer
- Stief, Sebastian (1811–1889), Salzburger Maler
- Stief, Volker, deutscher Jurist
- Stief, Werner (1905–1982), deutscher Volkskundler, Direktor des Staatlichen Museums für Deutsche Volkskunde
- Stief-Kreihe, Karin (1949–2018), deutsche Politikerin (SPD), MdL
- Stiefel, Anja (* 1990), Schweizer Eishockeyspielerin
- Stiefel, Axelle (* 1988), schweizerisch-französische multidisziplinäre Künstlerin
- Stiefel, Christoph (* 1961), Schweizer Jazz-Pianist, Komponist, Arrangeur, Produzent und Bandleader
- Stiefel, Dieter (* 1946), österreichischer Wirtschaftshistoriker
- Stiefel, Eduard (1875–1967), Schweizer Maler und Grafiker
- Stiefel, Eduard (1909–1978), Schweizer Mathematiker
- Stiefel, Elisabeth (* 1929), deutsche Ökonomin und Wirtschaftswissenschaftlerin
- Stiefel, Ernst (1892–1952), Schweizer Maler und Grafiker
- Stiefel, Ernst C. (1907–1997), deutsch-amerikanischer Jurist
- Stiefel, Esaias († 1627), deutscher theologischer Schwärmer und Gründer einer Sekte
- Stiefel, Ethan (* 1973), US-amerikanischer Balletttänzer
- Stiefel, Frank, US-amerikanischer Filmproduzent, Fotograf und Filmregisseur
- Stiefel, Gerd (* 1959), deutscher Polizist und Autor
- Stiefel, Jennifer (* 1992), deutsche Nationalspielerin und EM-Teilnehmerin im Wasserball
- Stiefel, Jürgen (* 1953), deutscher Wasserballspieler
- Stiefel, Karl (1902–1973), deutscher Verwaltungsjurist und Historiker
- Stiefel, Kurt (* 1926), deutscher Bildhauer
- Stiefel, Leopold (* 1945), deutscher Unternehmer
- Stiefel, Peter (1942–2019), Schweizer Maler, Radierer, Drucker, Zeichner und Objektkünstler
- Stiefel, Rolf (1920–2005), deutscher Hörfunksprecher und Parodist
- Stiefel, Samanta (* 1990), Schweizer Unihockeyspielerin
- Stiefel, Siegmund (1879–1940), deutscher Architekt
- Stiefel, Volker, Steinmetzmeister in Weimar
- Stiefele, Werner (* 1953), deutscher Autor, Dramatiker und Musikjournalist
- Stiefelhagen, Ferdinand (1822–1902), deutscher Domherr
- Stiefenhofer, Hugo (1861–1937), württembergischer Oberamtmann
- Stiefenhofer, Martin (* 1962), deutscher Autor, Lektor und Redakteur
- Stiefenhöfer, Stephan (* 1972), deutscher Kanute
- Stiefermann, Kay (* 1972), deutscher Opern- und Konzertsänger (Bariton)
- Stieff, Barbara (* 1968), österreichische Kinderbuchautorin, Hörbuchautorin, Malerin, Kulturvermittlerin, Sprecherin und Regisseurin
- Stieff, Hellmuth (1901–1944), deutscher Widerstandskämpfer
- Stieffell, Johann Ferdinand Balthasar (1737–1818), deutscher Orgelbauer
- Stiefl, Regina (* 1966), deutsche Mountainbikerin
- Stiefler, Manuel (* 1988), deutscher Fußballspieler
- Stiefvater, Hermann (1903–1977), deutscher Politiker (SPD)
- Stiefvater, Kurt (1923–1971), deutscher Fußballspieler
- Stiefvater, Maggie (* 1981), US-amerikanische Schriftstellerin
- Stiefvatter, Amelie (* 1990), deutsche FernsehmoderatorinAmelie Stiefvatter (* 1990)

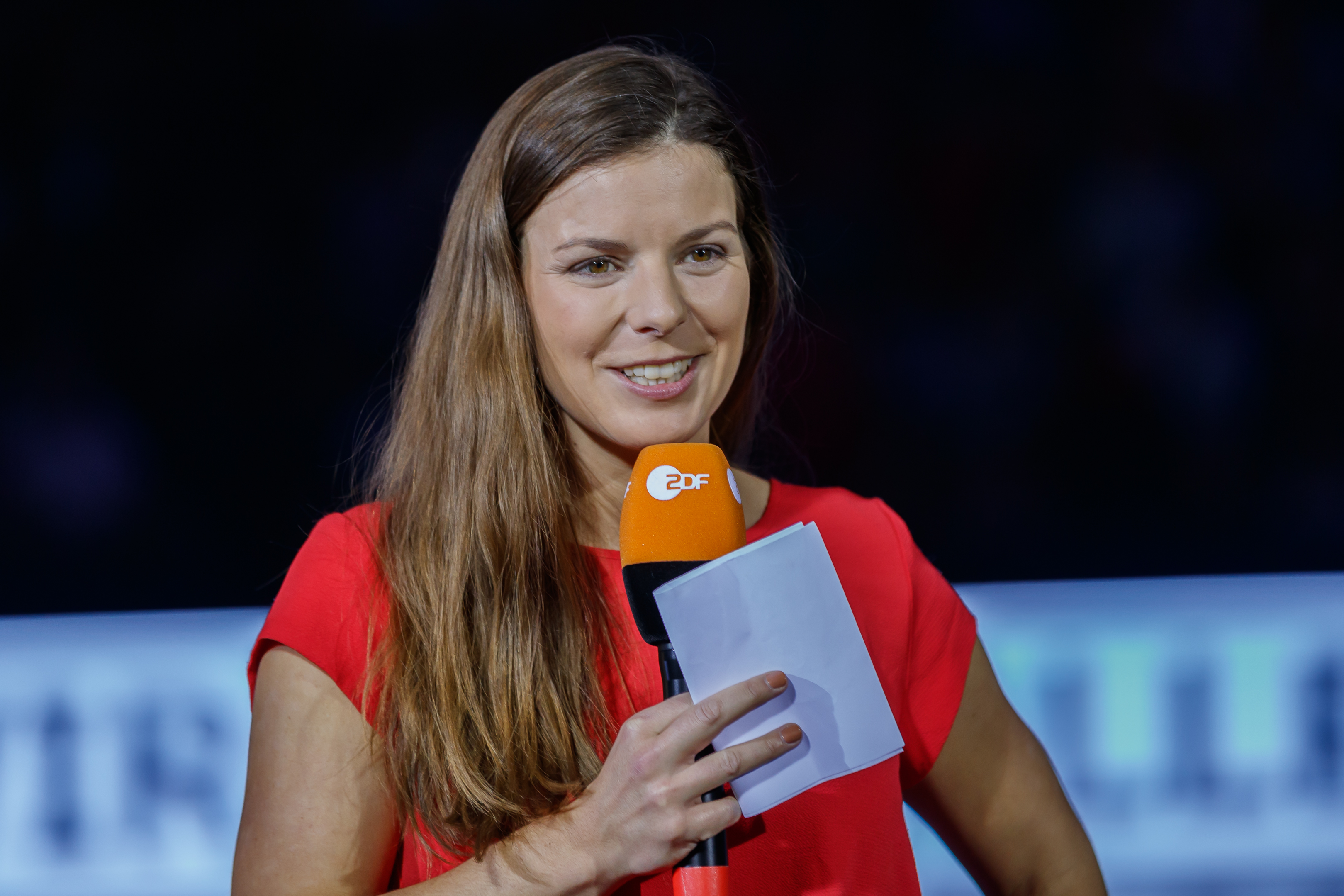
Amelie Stiefvatter (* 1990)

- Stiefvatter, Fritz (1887–1916), deutscher Ingenieur und Flugzeugführer

#### Stieg
- Stieg, Ecki (* 1960), deutscher Journalist, Radiomoderator und SängerEcki Stieg (* 1960)

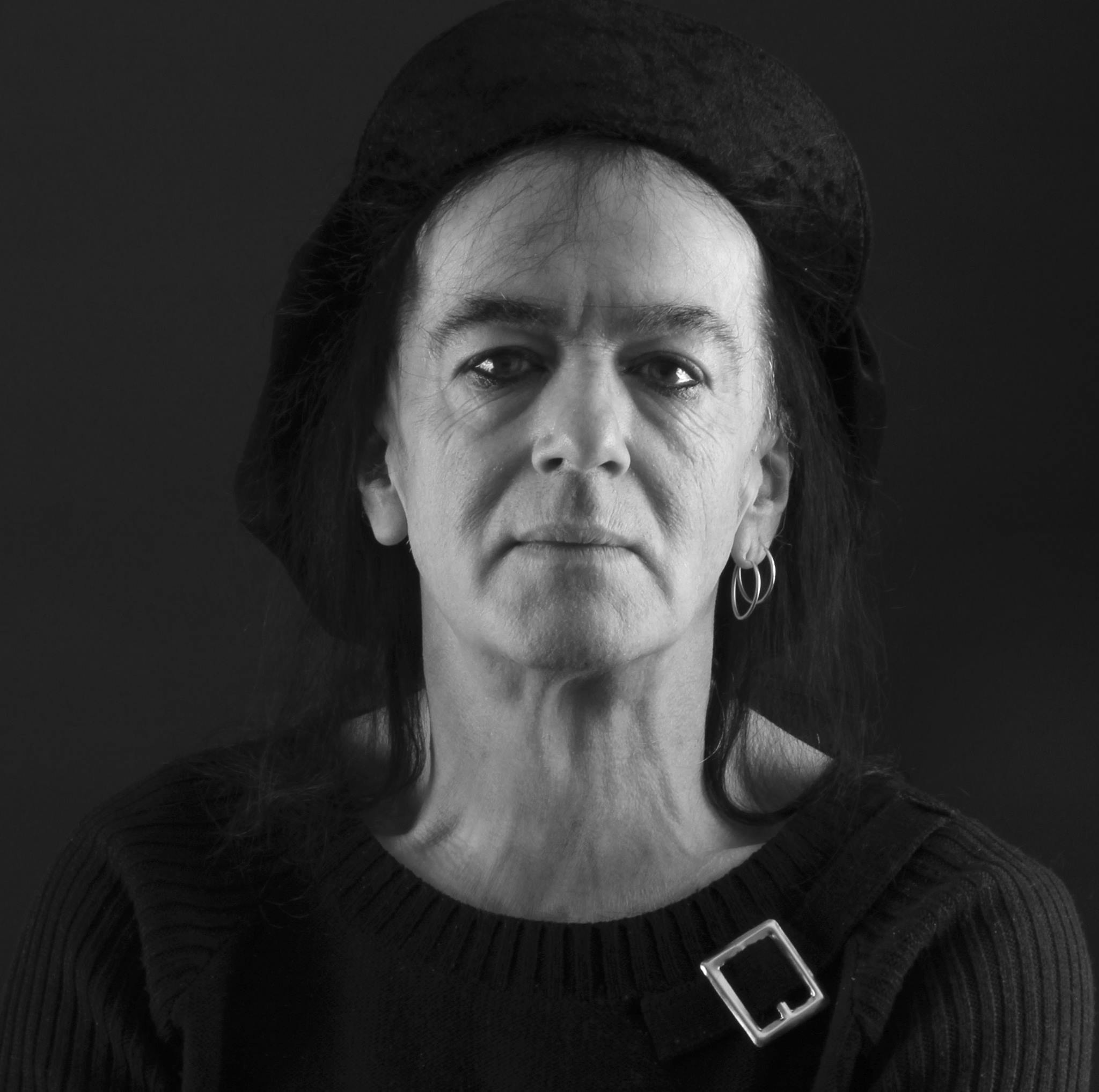
Ecki Stieg (* 1960)

- Stieg, Gerald (* 1941), österreichisch-französischer Germanist und Philologe
- Stieg, Johann Gottlieb (1742–1806), deutscher Jurist und Oberbürgermeister von Kolberg
- Stieg, Ralf, deutscher Rugbyspieler
- Stiege, Günther (1935–2020), deutscher Mathematiker, Informatiker und Hochschullehrer
- Stiege, Heinrich (1895–1968), deutscher Marineoffizier
- Stiege, Peter A. (1904–1973), deutscher Schauspieler
- Stiegel, Heinrich (1891–1964), deutscher Vizeadmiral (Ing.) der Kriegsmarine
- Stiegel, Henry William (1729–1785), deutsch-amerikanischer Glasbläser
- Stiegelbauer, Sonja (* 1946), österreichische Politikerin (ÖVP), Abgeordnete zum Nationalrat
- Stiegele, Felix (1881–1951), deutscher Geistlicher und Politiker (Zentrum), MdR
- Stiegele, Juliane (* 1956), deutsche Künstlerin, Designerin und Autorin
- Stiegele, Paul (1847–1903), württembergischer Theologe, Domkapitular und Landtagsabgeordneter des Zentrums
- Stiegeler, Wilhelm (1871–1939), deutscher Kaufmann und Unternehmer
- Stiegelmeyer, Johannes (1874–1943), deutscher Fabrikant, Erfinder und Unternehmer
- Stiegemann, Christoph (* 1954), deutscher Kunsthistoriker und Ausstellungsmacher
- Stiegemann, Heinrich (1909–1989), deutscher Architekt und Kirchenbaumeister
- Stiegemann, Karl-Heinz (* 1958), deutscher Bankmanager
- Stieger, Eduard (1843–1930), preußischer Beamter und Unterstaatssekretär im Ministerium der öffentlichen Arbeiten
- Stieger, Heinz (1917–2008), Schweizer Illustrator und Maler
- Stieger, Jacqueline (* 1936), englische Bildhauerin, Goldschmiedin, Malerin und Kunstlehrerin
- Stieger, Johann (1808–1884), österreichischer Jurist, Politiker und Mitglied der Frankfurter Nationalversammlung
- Stieger, Josef Valentin (1807–1875), österreichischer Politiker
- Stieger, Julian (* 1994), österreichischer Koch
- Stieger, Marc (* 1995), Schweizer Unihockeyspieler
- Stieger, Martin (* 1960), österreichischer Wirtschaftspädagoge und Bildungsunternehmer
- Stieger, Sabine (* 1982), österreichische Pop-SängerinSabine Stieger (* 1982)

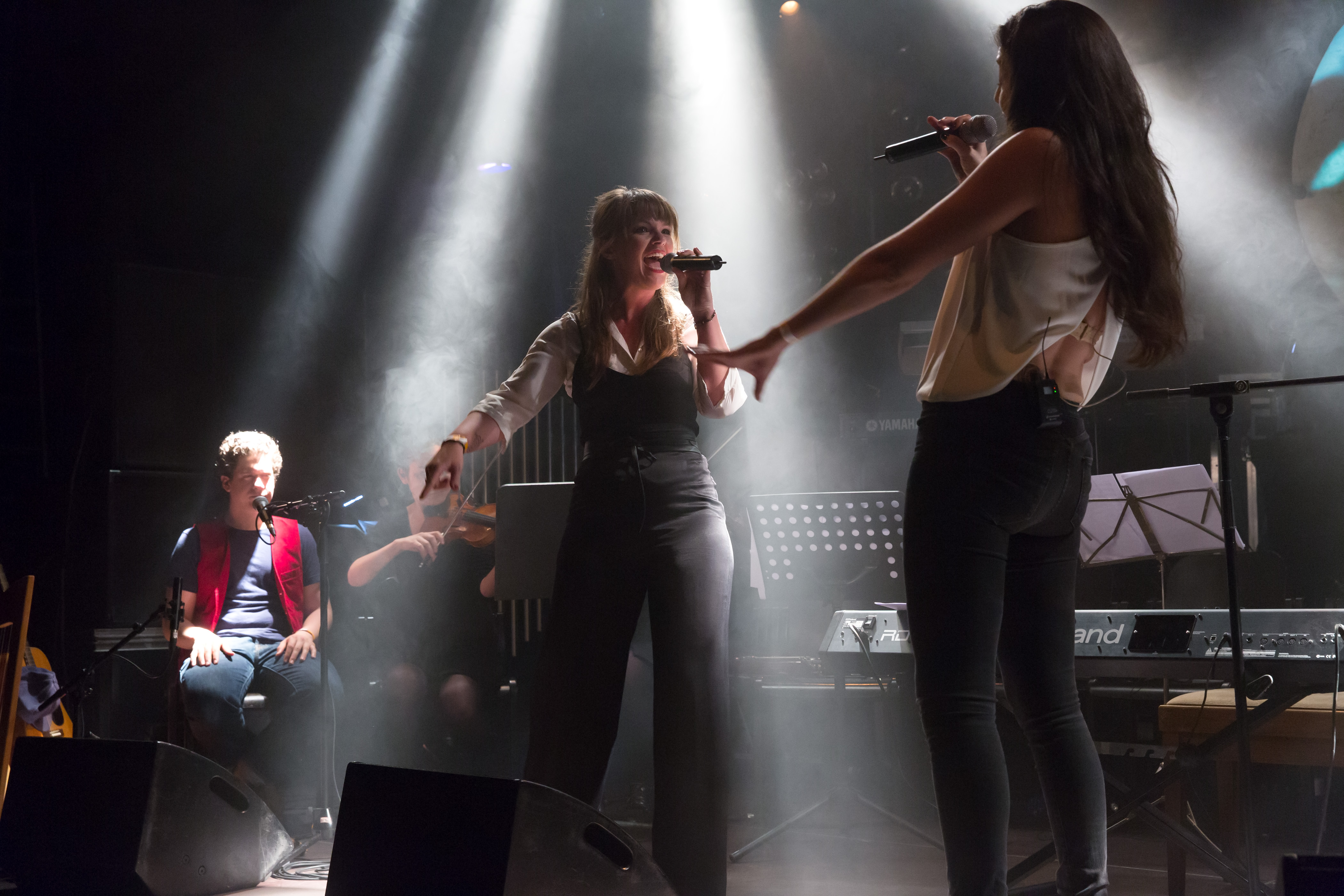
Sabine Stieger (* 1982)

- Stieger, Thomas (* 1986), deutscher Jazz- und Fusionmusiker (Bass, Komposition)
- Stiegl, Max (* 1980), österreichischer Koch und Gastronom
- Stiegler, Alexander von (1857–1916), preußischer Gutsbesitzer und Politiker
- Stiegler, Alfred (1904–1972), deutscher Politiker und Bürgermeister
- Stiegler, Alina (* 1985), deutsche FernsehmoderatorinAlina Stiegler (* 1985)

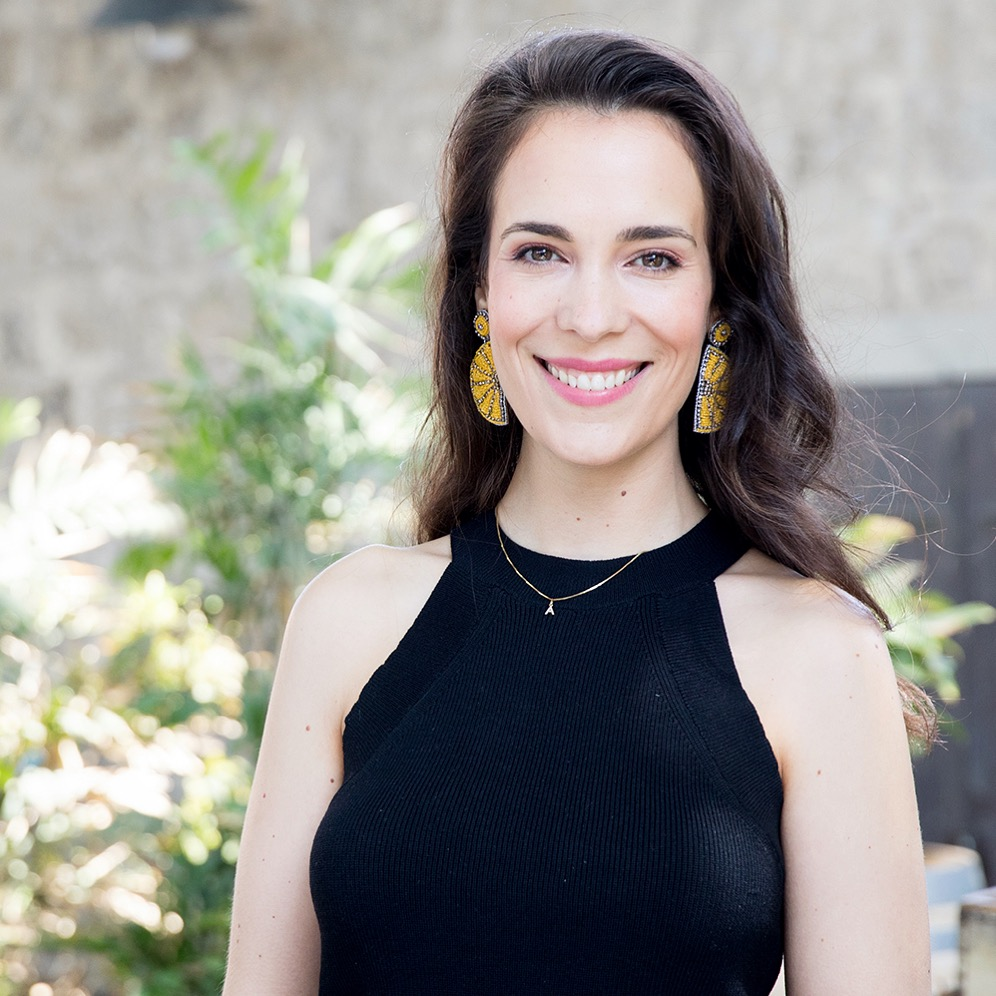
Alina Stiegler (* 1985)

- Stiegler, Alina (* 1993), deutsche Schauspielerin und Kinderdarstellerin
- Stiegler, Anna (1881–1963), deutsche Politikerin (SPD), MdBB
- Stiegler, Barbara (* 1948), deutsche Politikwissenschaftlerin
- Stiegler, Bernard (1952–2020), französischer Philosoph, Publizist und Hochschullehrer
- Stiegler, Bernd (* 1964), deutscher Literaturwissenschaftler und Philosoph
- Stiegler, Ceslaus (1916–1977), deutsche römisch-katholische Ordensfrau, Missionarin und Märtyrin
- Stiegler, Gisela (* 1970), österreichische bildende Künstlerin
- Stiegler, Herwig (* 1938), österreichischer Rechtshistoriker
- Stiegler, Josef (* 1937), österreichischer Skirennläufer
- Stiegler, Karl (1876–1932), österreichischer Hornist
- Stiegler, Klaus (* 1963), deutscher evangelischer Pfarrer, Regionalbischof und Oberkirchenrat der Evangelisch-Lutherischen Kirche in Bayern
- Stiegler, Lisa (* 1987), deutsche Schauspielerin
- Stiegler, Ludwig (* 1944), deutscher Politiker (SPD), MdB
- Stiegler, Resi (* 1985), US-amerikanische SkirennläuferinResi Stiegler (* 1985)

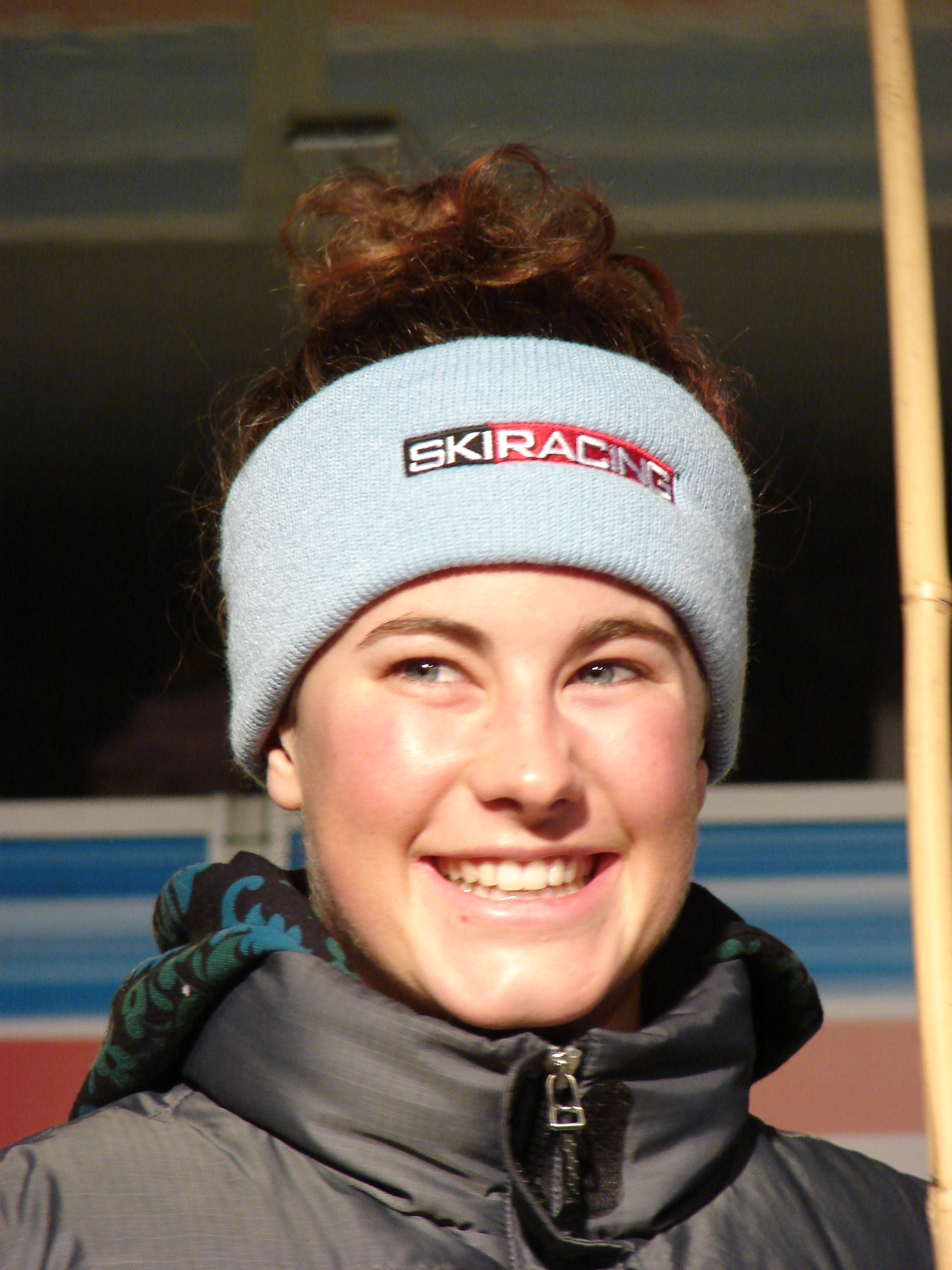
Resi Stiegler (* 1985)

- Stiegler, Stefan (* 1954), deutscher baptistischer Geistlicher, Hochschullehrer und Rektor des Theologischen Seminars Wustermark-Elstal
- Stiegler, Werner (* 1931), deutscher Endurosportler
- Stieglitz, Alexander von (1814–1884), russischer Bankier, Industrieller, Mäzen und Philanthrop
- Stieglitz, Alfred (1864–1946), US-amerikanischer Fotograf, Galerist und Mäzen
- Stieglitz, Charlotte (1806–1834), deutsche Schriftstellerin
- Stieglitz, Christian Ludwig (1677–1758), deutscher Jurist, Ratsherr und Bürgermeister der Stadt Leipzig
- Stieglitz, Christian Ludwig (1724–1772), deutscher Jurist, Ratsherr und Mineraliensammler
- Stieglitz, Christian Ludwig (1756–1836), deutscher Jurist, Ratsherr, Bauforscher und Dompropst in Wurzen
- Stieglitz, Christian Ludwig (1803–1854), deutscher Jurist und Historiker
- Stieglitz, Christoph Ludwig (1687–1768), deutscher lutherischer Theologe
- Stieglitz, Daniel (* 1980), deutscher Filmregisseur, Drehbuchautor, Autor und Illustrator
- Stieglitz, Georg von (1848–1912), sächsischer Generalleutnant
- Stieglitz, Heinrich (1932–2014), deutscher Soziologe
- Stieglitz, Heinrich Wilhelm (1801–1849), deutscher Lyriker
- Stieglitz, Holger (* 1958), deutscher Fußballspieler
- Stieglitz, Johann (1767–1840), deutscher Arzt
- Stieglitz, Julius (1867–1937), US-amerikanischer Chemiker
- Stieglitz, Klaus-Peter (* 1947), deutscher General und Inspekteur der Luftwaffe (Bundeswehr)
- Stieglitz, Ludwig (1779–1843), deutsch-russischer Bankier und Unternehmer
- Stieglitz, Olaf (* 1966), deutscher Historiker
- Stieglitz, Robert (* 1981), deutscher BoxerRobert Stieglitz (* 1981)

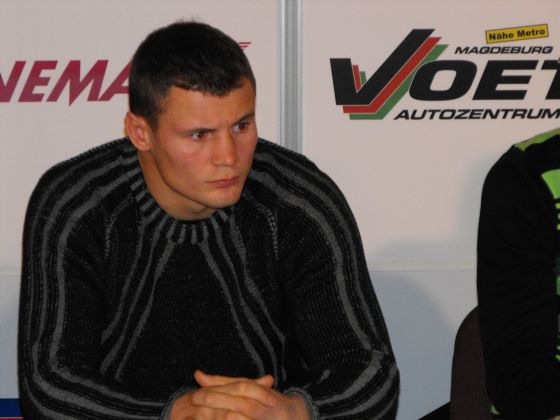
Robert Stieglitz (* 1981)

- Stieglitz, Robert William von (1816–1876), irischer Pionier auf dem australischen Festland
- Stieglitz, Rolf-Dieter (* 1952), deutscher Psychologischer Psychotherapeut sowie Professor für Klinische Psychologie und Psychiatrie
- Stieglitz, Rudi (1952–2006), deutscher Musiker
- Stieglitz, Sylvia von (* 1955), deutsche Politikerin (FDP), MdA
- Stieglitz, Thuisko von (1808–1881), sächsischer Generalleutnant
- Stieglitz, Walter (* 1928), deutscher Fußballspieler
- Stieglitz, Werner (* 1980), deutscher Politiker (CSU)
- Stieglitz, Wilhelm (1830–1907), deutscher Jurist und Beamter
- Stieglitzer, Albrecht († 1514), Steinmetz, Werkmeister und Stadtbaumeister in Görlitz
- Stiegnitz, Peter (1936–2017), österreichischer Autor und Soziologe

#### Stieh
- Stiehl, Aron (* 1969), deutscher Opernregisseur
- Stiehl, Carl (1826–1911), deutscher Musikpädagoge, Musikwissenschaftler, Dirigent und Musikbibliothekar
- Stiehl, Ferdinand (1812–1878), Beamter im preußischen Kultusministerium
- Stiehl, Gertrude (1928–2018), österreichische Politikerin (SPÖ), Landtagsabgeordnete
- Stiehl, Heinrich (1829–1886), deutscher Komponist, Organist und Dirigent in Russland, England und Estland
- Stiehl, Johann Jochim Diedrich (1800–1872), deutscher Organist und Komponist
- Stiehl, Leon (* 1989), deutscher Synchron- und Hörspielsprecher
- Stiehl, Otto (1860–1940), deutscher Architekt, kommunaler Baubeamter, Fachschriftsteller und Hochschullehrer
- Stiehl, Peter (* 1868), deutscher Ringer
- Stiehl, Ulrich (* 1947), deutscher Sachbuchautor und Programmierer
- Stiehle, Friedrich von (1791–1874), preußischer Generalleutnant
- Stiehle, Gustav von (1823–1899), preußischer General der Infanterie
- Stiehle, Johannes Baptista (1829–1899), deutscher Redemptoristen-Bruder, Architekt, Baumeister und Schreiner
- Stiehler, Arthur Oswald (1864–1928), deutscher Schriftsteller
- Stiehler, August (1807–1896), deutscher Pfarrer und Politiker, MdL
- Stiehler, Ernst (* 1887), deutscher Politiker (NSDAP), MdR
- Stiehler, Florian (* 1974), deutscher Schauspieler und Theaterleiter
- Stiehler, Gottfried (1924–2007), deutscher Philosoph
- Stiehler, Günther (1925–2000), deutscher Sportpädagoge, Hochschullehrer
- Stiehler, Hans-Jörg (* 1951), deutscher Sozialpädagoge und Hochschullehrer
- Stiehler, Heinrich Leopold (1829–1913), deutscher Lehrer, Schriftsteller und Redakteur
- Stiehler, Helmar, deutscher Cellist und Musikpädagoge
- Stiehler, Matthias (* 1961), deutscher Autor, Theologe, Erziehungswissenschaftler
- Stiehler, Paul Michael (* 1999), deutscher Schauspieler
- Stiehler, Sascha (* 1988), deutscher Pianist und KomponistSascha Stiehler (* 1988)

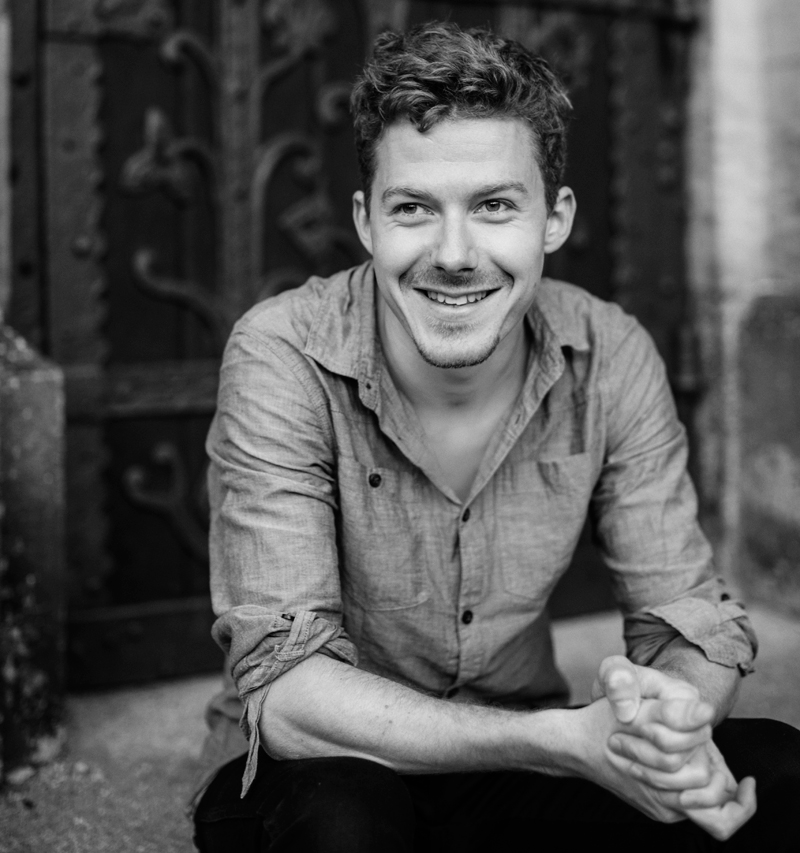
Sascha Stiehler (* 1988)

- Stiehler, Werner (* 1923), deutscher Journalist
- Stiehler, Wilhelm (1797–1878), deutscher Jurist und Beamter
- Stiehm, Alfred (1905–1990), deutscher Politiker (SPD), MdL
- Stiehm, Johann Friedrich (1826–1902), deutscher Fotograf und Fotoverleger
- Stiehm, Meredith (* 1969), US-amerikanische Produzentin und Drehbuchautorin
- Stiehm, Ulrich (* 1968), deutscher Filmproduzent
- Stiehr, Michael (1750–1829), deutscher Orgelbauer
- Stiehr, Werner (1905–1982), deutscher Politiker (NSDAP), MdR, MdL

#### Stiek
- Stiekema, Jon (* 1988), niederländischer Beachvolleyballspieler
- Stiekema, Michelle (* 1989), niederländische Beachvolleyballspielerin

#### Stiel
- Stiel, Jörg (* 1968), Schweizer FussballspielerJörg Stiel (* 1968)

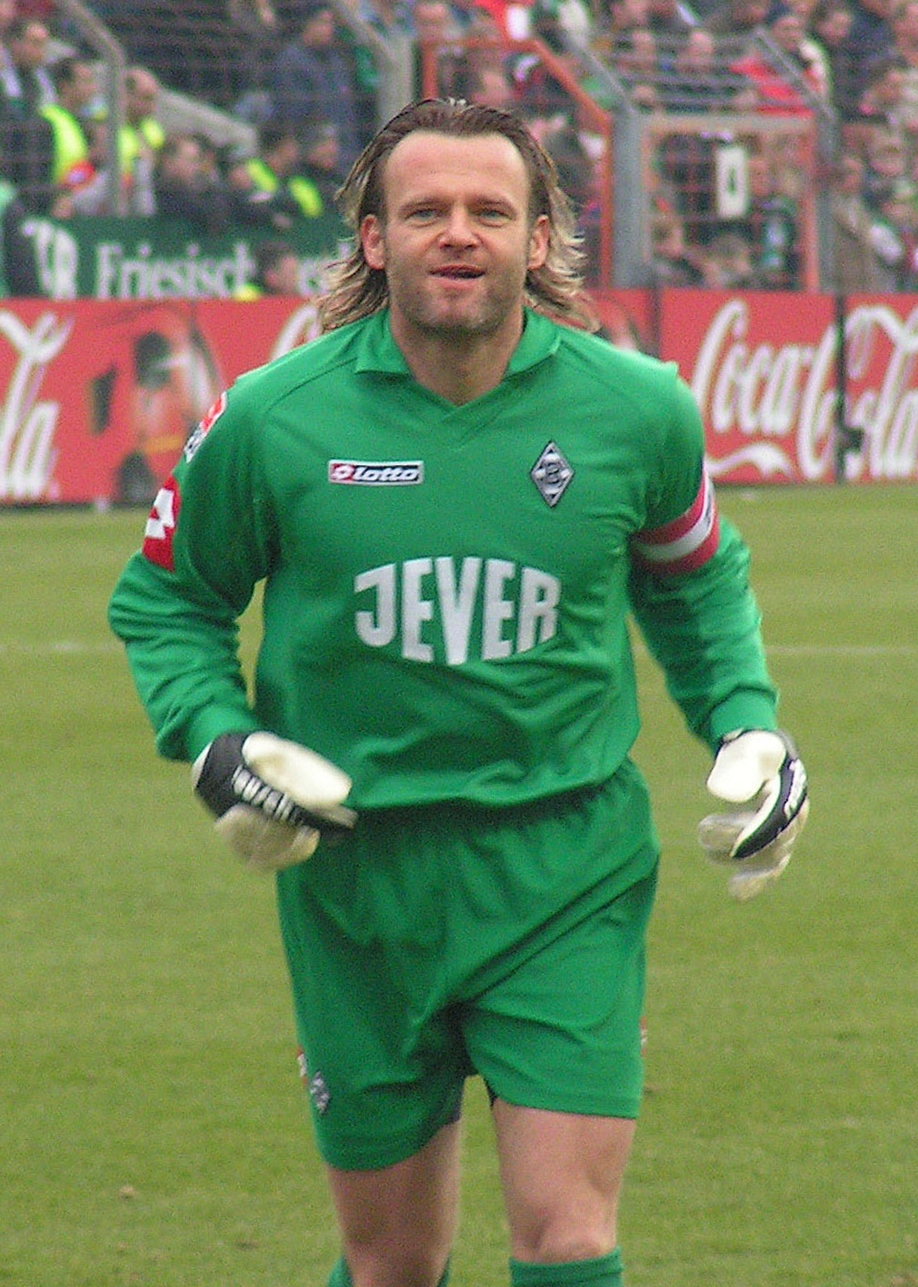
Jörg Stiel (* 1968)

- Stiel, Malte (* 1990), deutscher Volleyball- und Beachvolleyballspieler
- Stiel, Otto, kurländischer Kapitän
- Stieldorf, Andrea (* 1968), deutsche Historikerin und Hochschullehrerin
- Stielenhofer, August, deutscher Fußballspieler
- Stieler von Heydekampf, Arthur Friedrich (1840–1923), preußischer Generalleutnant
- Stieler von Heydekampf, Gerd (1905–1983), deutscher Industrieller und Manager
- Stieler von Heydekampf, Hans (1880–1946), deutscher Polizeikommandeur und Generalleutnant
- Stieler, Adolf (1775–1836), deutscher Kartograf
- Stieler, Bernhard (1934–2010), deutscher Ingenieur
- Stieler, David (* 1988), deutsch-tschechischer Eishockeyspieler
- Stieler, Eugen von (1845–1929), deutscher Maler
- Stieler, Frank (* 1958), deutscher Manager
- Stieler, Franz (1893–1988), deutscher Mittelschullehrer, Schulleiter, Volkshochschuldozent, Schriftsteller, Geschichts- und Heimatforscher
- Stieler, Georg (1884–1959), deutscher Philosoph, Pädagoge und Hochschullehrer
- Stieler, Georg (1886–1955), deutscher Politiker (Zentrum, CDU), MdL
- Stieler, Gerd (1943–1997), deutscher Fußballspieler
- Stieler, Hilde (1879–1965), deutsch-niederländische Schriftstellerin und Malerin
- Stieler, Joseph Karl (1781–1858), deutscher MalerJoseph Karl Stieler (1781–1858)

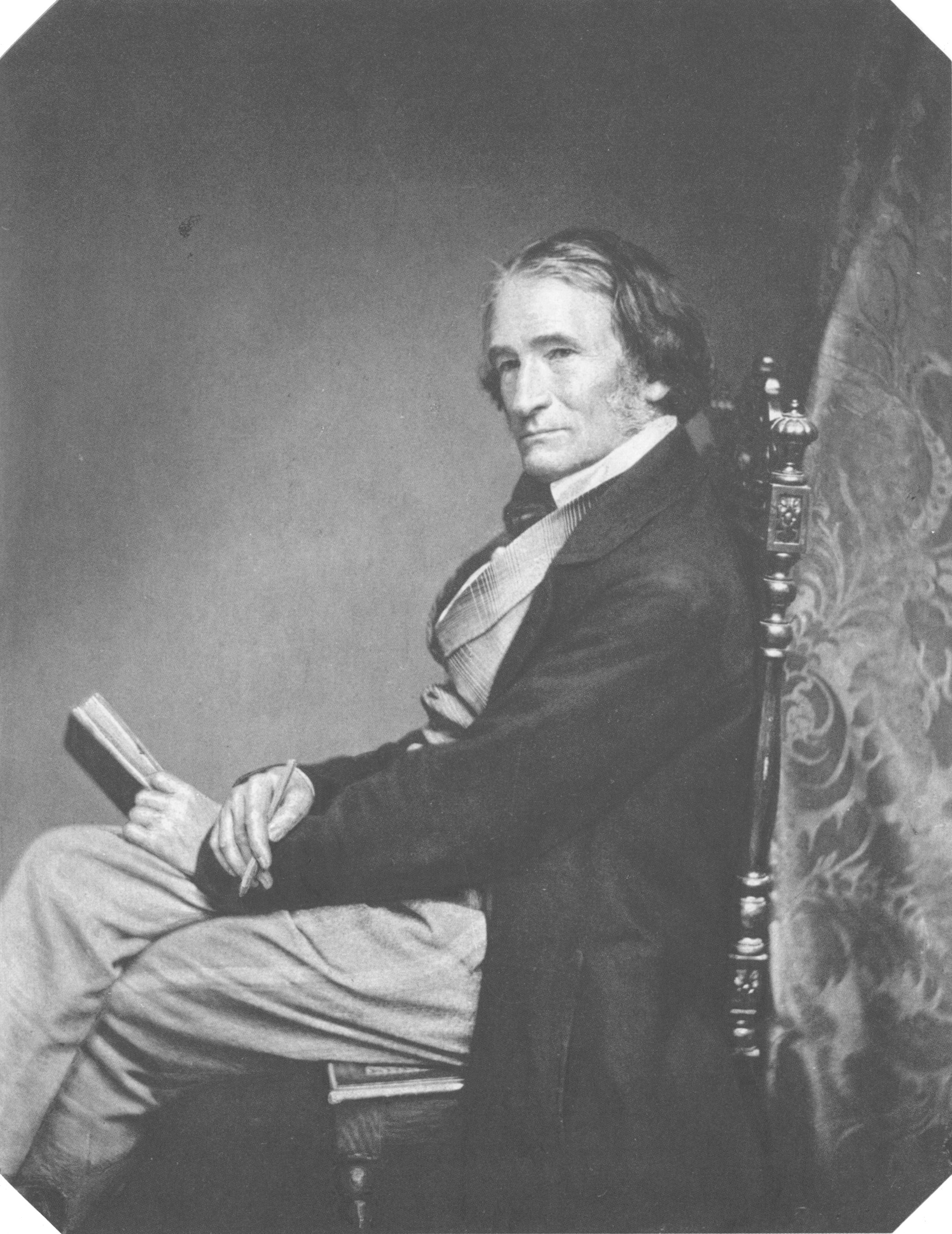
Joseph Karl Stieler (1781–1858)

- Stieler, Karl (1842–1885), deutscher Schriftsteller (bayerische Mundartdichtung), Archivar und Jurist
- Stieler, Karl von (1864–1960), deutscher Ministerialbeamter und Staatssekretär
- Stieler, Kaspar von (1632–1707), deutscher Gelehrter und Sprachwissenschaftler
- Stieler, Katja (* 1986), deutsche Turnerin
- Stieler, Kurt (1877–1963), deutscher Schauspieler
- Stieler, Laila (* 1965), deutsche Drehbuchautorin, Dramaturgin und Producerin
- Stieler, Robert (1847–1908), deutscher Maler und Zeichner
- Stieler, Robert (1911–1967), deutscher Bildhauer
- Stieler, Tobias (* 1981), deutscher Fußballschiedsrichter
- Stielicke, Sandro (* 1986), deutscher Skeletonpilot
- Stielike, Uli (* 1954), deutscher Fußballspieler und -trainerUli Stielike (* 1954)

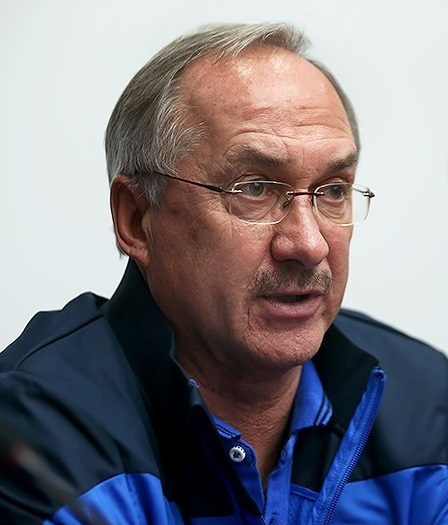
Uli Stielike (* 1954)

- Stielke, Sebastian (* 1980), deutscher Film- und Theater-Schauspieler
- Stiell, Simon (* 1968), grenadischer Politiker und UN-Funktionär
- Stielner, Thomas (* 1990), deutscher Schauspieler
- Stielow, Hartmut (* 1957), deutscher Bildhauer
- Stielow, Janis (* 1995), deutscher Basketballspieler
- Stielow, Otto (1831–1908), deutscher Verwaltungsbeamter
- Stieltjes, Thomas Joannes (1856–1894), niederländischer Mathematiker

#### Stiem
- Stiemer, Felix (1896–1945), deutscher Schriftsteller, Verleger

#### Stien
- Stien, Laila (* 1946), norwegische Schriftstellerin
- Stiene, Baldomerus (1875–1944), deutscher römisch-katholischer Ordensbruder, Steyler Missionar und Märtyrer
- Stiene, Heinz Erich (* 1947), deutscher Mittellateinischer Philologe
- Stienemeier, Christine (* 1971), deutsche Schauspielerin
- Stienen, Astrid (* 1979), deutsche Triathletin
- Stienen, Benedikt (* 1992), deutscher Diskuswerfer
- Stienen, Karl-Heinz (1932–2004), deutscher Politiker (SPD), MdB
- Stienen, Petra (* 1965), niederländische Arabistin und Menschenrechtsanwältin
- Stiening, Gideon (* 1965), deutscher Literaturwissenschaftler und Wissenschaftsorganisator
- Stiens, Stephan (* 1961), deutscher Gitarrist und Komponist
- Stienstra, Doug (* 1976), niederländisch-kanadischer Eishockeyspieler
- Stienz, Felix (* 1982), deutscher Filmregisseur, Drehbuchautor, Filmeditor und Filmproduzent

#### Stiep
- Stiepel, Heinrich Tugendhold (1822–1886), deutsch-österreichischer Drucker und Verleger
- Stiepel, Isabelle (* 1990), deutsche Skirennläuferin
- Stieper, Frank (* 1961), deutscher Komponist und Schriftsteller
- Stieper, Malte (* 1974), deutscher Rechtswissenschaftler
- Stiepermann, Marco (* 1991), deutscher FußballspielerMarco Stiepermann (* 1991)

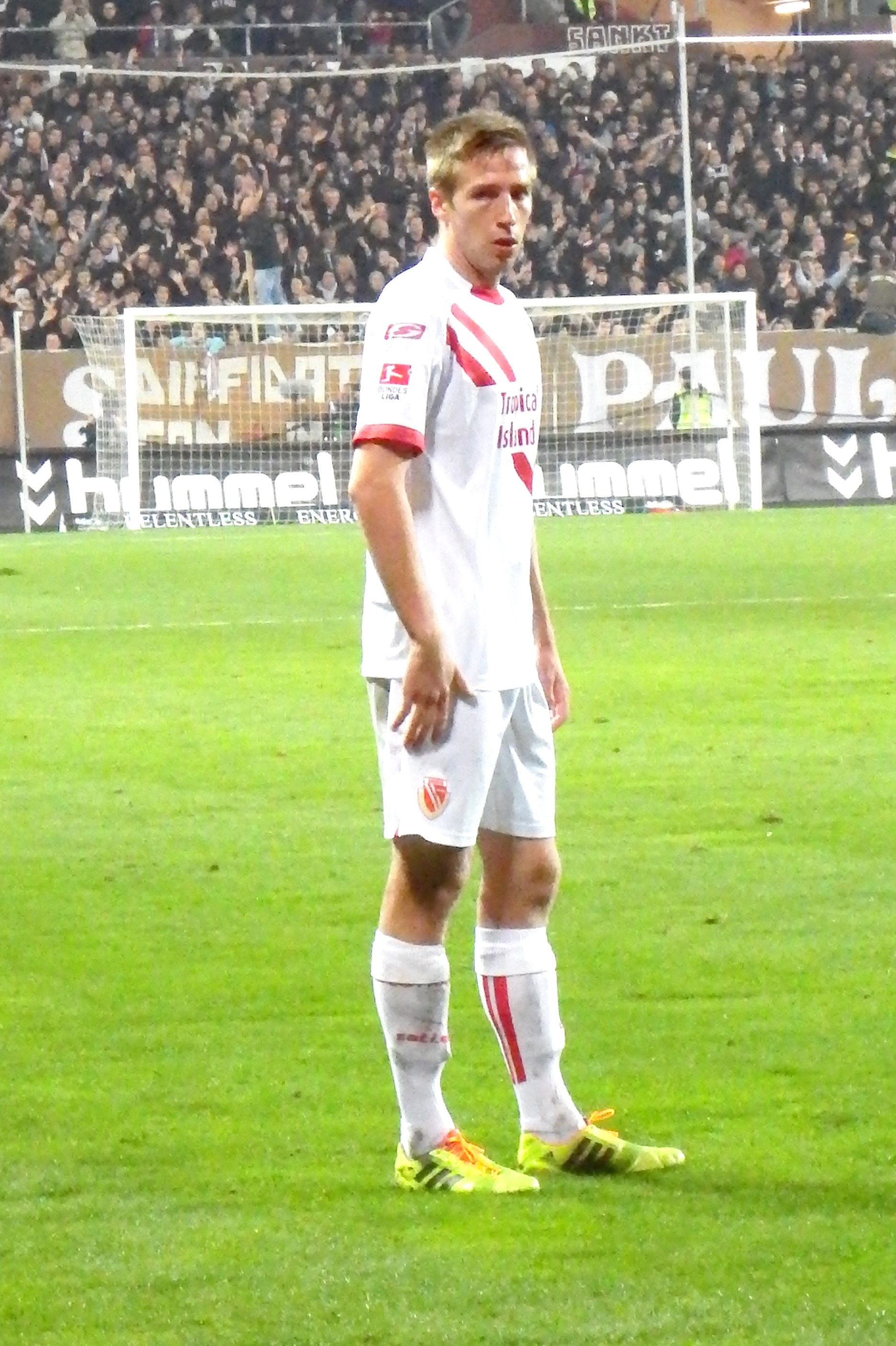
Marco Stiepermann (* 1991)

- Stiepl, Elisabeth (1921–2007), österreichische Schauspielerin
- Stiepl, Max (1914–1992), deutsch-österreichischer Eisschnellläufer

#### Stier
- Stier, altägyptischer König aus der vordynastischen Zeit (um 3200 v. Chr.)
- Stier, Adelheid (1852–1942), deutsche Dichterin und Erzählerin
- Stier, Adolph (1823–1890), deutscher Arzt
- Stier, Alfons (1877–1952), deutscher Komponist, Musikredakteur und Lehrer
- Stier, Alfred (1880–1967), deutscher Komponist
- Stier, Bernhard (* 1958), deutscher Wirtschaftshistoriker
- Stier, Christoph (1941–2021), deutscher Geistlicher, Landesbischof in Mecklenburg
- Stier, Claus (1936–2016), deutscher Pastor und Autor
- Stier, Davor (* 1972), kroatischer Diplomat und Politiker der Kroatischen Demokratischen Union (HDZ)
- Stier, Dieter (* 1964), deutscher Politiker (CDU), MdB
- Stier, Eckehard (* 1972), deutscher Dirigent
- Stier, Erich (1895–1968), deutscher Jurist und Polizist, Leiter der Staatspolizeistelle Magdeburg (1933–1934), Richter am Bundessozialgericht
- Stier, Ernst (1877–1947), deutscher Landwirt und Politiker (DB)
- Stier, Ewald Rudolf (1800–1862), deutscher evangelisch-lutherischer Theologe und Kirchenlieddichter
- Stier, Fridolin (1902–1981), deutscher katholischer Theologe
- Stier, Gerald (1940–2022), deutscher Komponist und Landeskirchenmusikdirektor
- Stier, Gothart (1938–2023), deutscher Chorleiter
- Stier, Gottlieb (1825–1896), deutscher Lehrer, Historiker und Philologe
- Stier, Gustav (1807–1880), deutscher Architekt, Publizist und Hochschullehrer
- Stier, Hans Erich (1902–1979), deutscher Althistoriker und Politiker (CDU), MdL
- Stier, Hans-Martin (* 1950), deutscher Schauspieler und SängerHans-Martin Stier (* 1950)

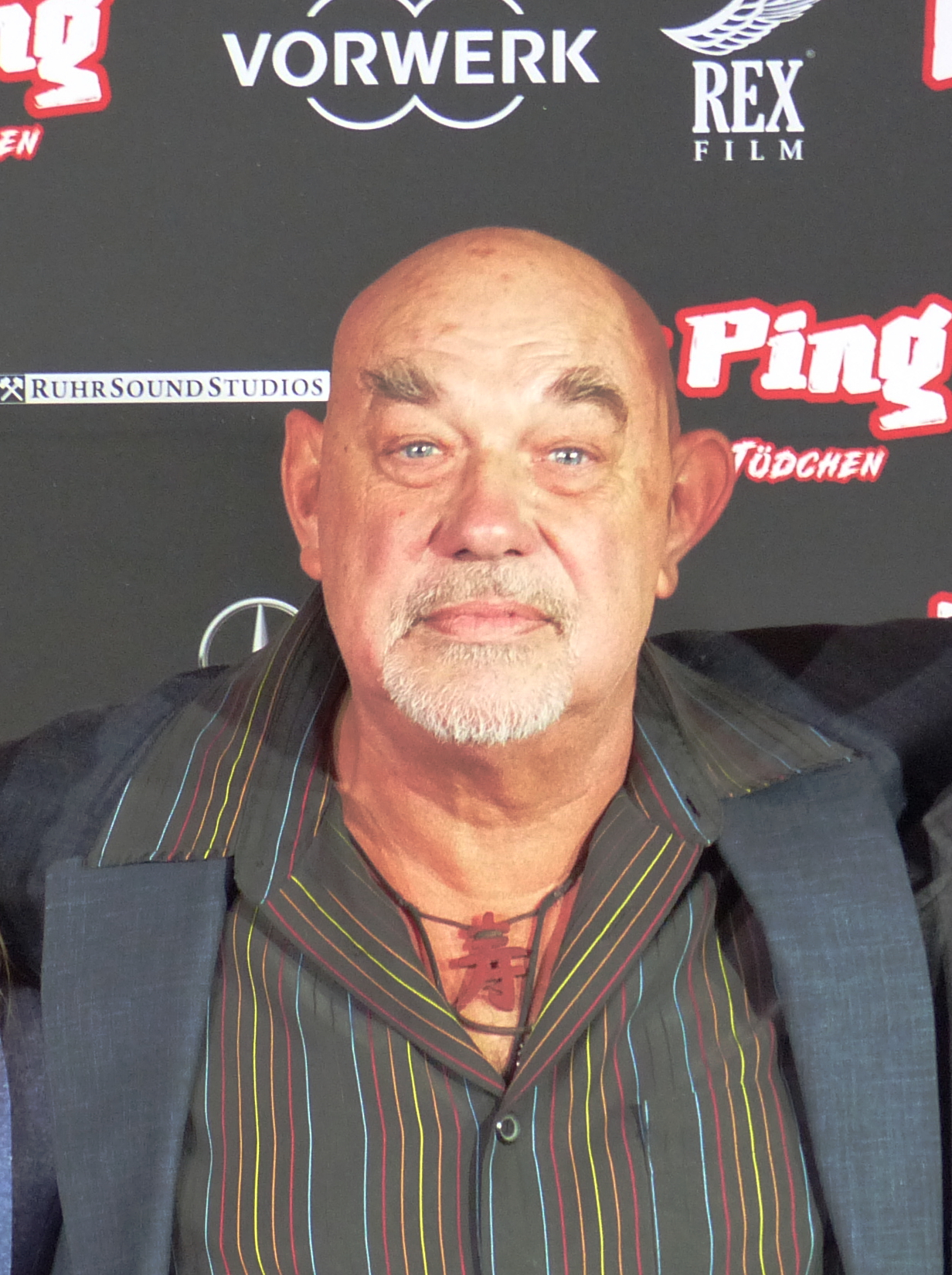
Hans-Martin Stier (* 1950)

- Stier, Hubert (1838–1907), deutscher Architekt, Baubeamter und Hochschullehrer
- Stier, Josef (1843–1919), Rabbiner und Autor
- Stier, Karl-Heinz (* 1941), deutscher Journalist, Redakteur und TV-Moderator
- Stier, Kurt-Christian (1926–2016), deutscher Violinist und Konzertmeister
- Stier, Marco (* 1984), deutscher Fußballspieler
- Stier, Martin (1903–1945), deutscher Jurist
- Stier, Michael (* 1965), deutscher Politiker (SPD), MdL
- Stier, Norbert (* 1953), deutscher General
- Stier, Sebastian (* 1970), deutscher Komponist
- Stier, Sigismund († 1551), deutscher Fürstenerzieher, Jurist und Kanzler
- Stier, Steffen (* 1961), deutscher Radrennfahrer, nationaler Meister im Radsport
- Stier, Wendel († 1572), Räuber und Mörder
- Stier, Wilhelm (1799–1856), deutscher Architekt
- Stier, Wilhelm (1893–1987), deutscher Pädagoge und Heimatforscher
- Stier-Somlo, Clara (* 1899), deutsche wissenschaftliche Bibliothekarin und NS-Opfer
- Stier-Somlo, Fritz (1873–1932), österreich-ungarischer Rechtswissenschaftler
- Stieren, August (1885–1970), deutscher Prähistoriker
- Stieren, Frank (* 1966), deutscher Schauspieler
- Stieren, Meinolf (1924–2015), deutscher Politiker (CDU)
- Stiering, Reinhold (1931–2012), deutscher Politiker (SPD), MdBB
- Stieringer, Ernst (1891–1975), deutscher Vizeadmiral (Ing.) der Kriegsmarine
- Stieringer, Karin (* 1930), deutsche Juristin und Politikerin (SPD/CDU), MdBB
- Stieringer, Klaus (1927–2004), deutscher Schauspieler, Hörspielsprecher und -regisseur
- Stierle, Georg (1897–1979), deutscher Politiker (SPD), MdB
- Stierle, Gottlob (1877–1958), deutscher Jurist
- Stierle, Gustav (1888–1939), württembergischer Oberamtmann und Landrat
- Stierle, Harry Gunnar (* 1954), deutscher Berater und Publizist
- Stierle, Karlheinz (* 1936), deutscher Romanist und Literaturwissenschaftler
- Stierle, Oliver (* 1983), deutscher Fußballspieler
- Stierle, Roland (* 1953), deutscher Ingenieur und Manager, Kletterer und BergsteigerRoland Stierle (* 1953)

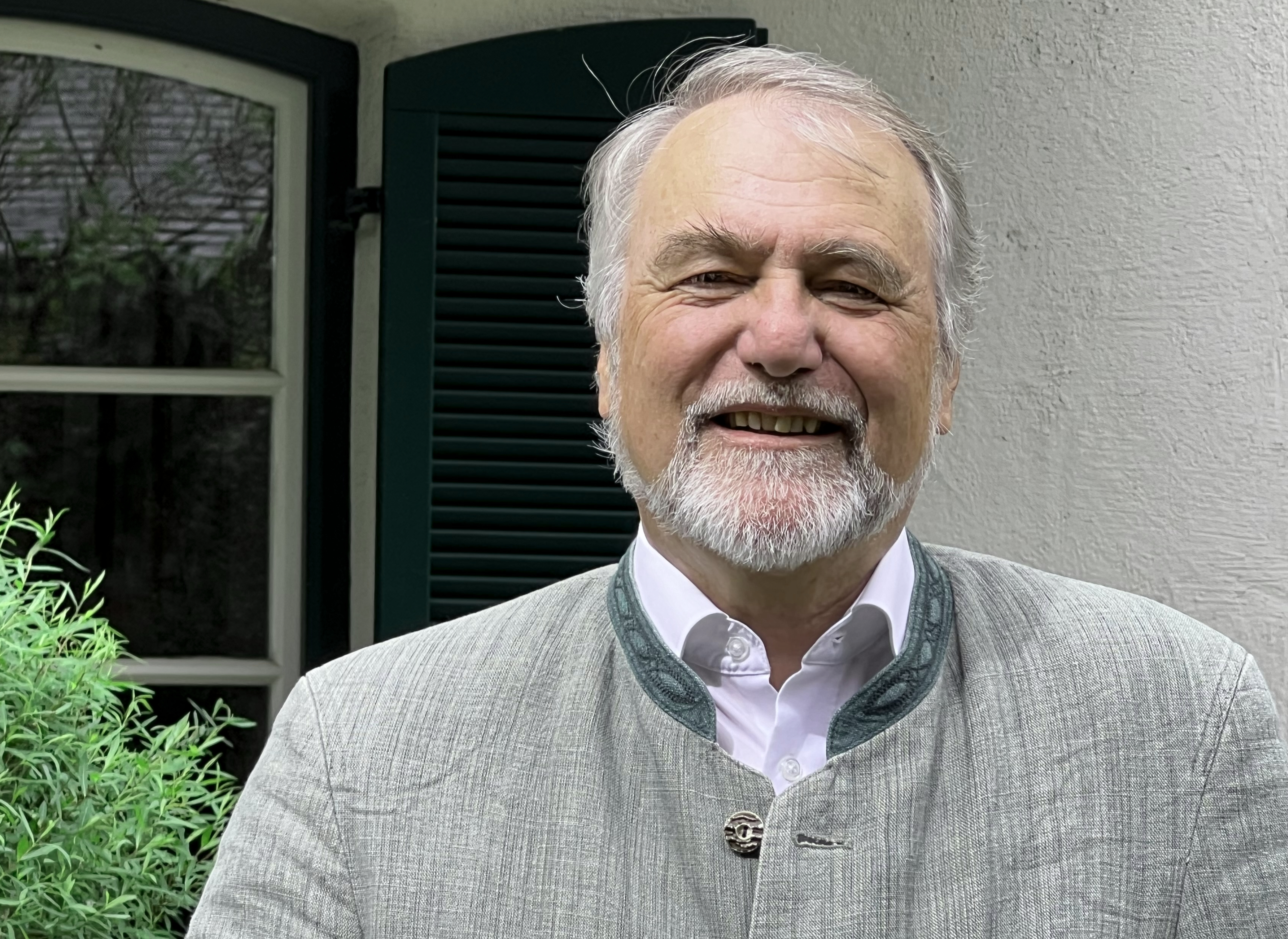
Roland Stierle (* 1953)

- Stierlein, Johann Christoph (1759–1827), deutscher Kartograph
- Stierli, Josef (1913–1999), Schweizer Jesuit und Kirchenhistoriker
- Stierli, Julia (* 1997), Schweizer Fußballspielerin
- Stierli, Walter (* 1948), Schweizer Unternehmer
- Stierli, Xavier (* 1940), Schweizer Fussballspieler
- Stierlin, Adolf (1859–1930), deutscher Sänger, Komponist und Musikpädagoge
- Stierlin, Ambros (1767–1806), Schweizer Benediktinermönch, Stiftskapellmeister, Komponist und Organist
- Stierlin, Eduard (1878–1919), Schweizer Chirurg und Radiologe
- Stierlin, Gustav (1821–1907), Schweizer Mediziner und Entomologe
- Stierlin, Helm (1926–2021), deutscher Psychoanalytiker, Wissenschaftler und PublizistHelm Stierlin (1926–2021)

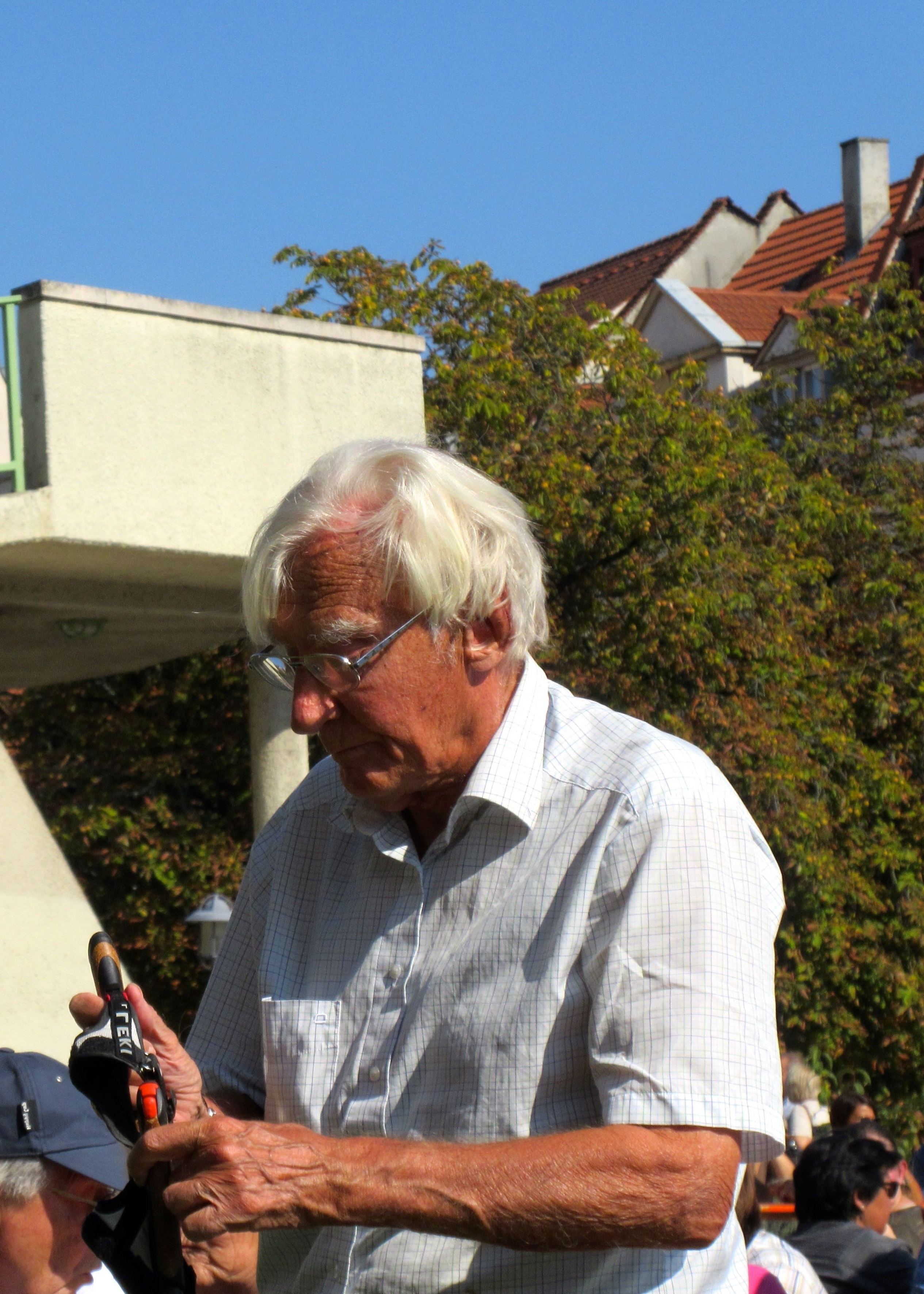
Helm Stierlin (1926–2021)

- Stierlin, Henri (1928–2022), Schweizer Architektur- und Kunsthistoriker, Fotograf und Journalist
- Stierlin, Hermann (1859–1941), Architekt in Wien
- Stierlin, Kuno (1886–1967), deutscher Musikdirektor, Komponist und Pianist
- Stierlin, Niclas (* 2000), deutscher Fußballspieler
- Stierlin, Rudolf Emanuel (1779–1866), Schweizer evangelischer Geistlicher und Heimatforscher
- Stierlin, Ulrich (1931–1994), deutscher Physiker
- Stierlin-Vallon, Henri (1887–1952), Schweizer Pianist und Komponist
- Stierling, Gisbert Swartendijk (1787–1857), niederländisch-deutscher Mediziner und zeitweilig Badearzt in Travemünde
- Stierling, Hubert (1882–1950), deutscher Philologe, Kunsthistoriker und Museumsleiter
- Stiern, Friedrich Ludwig Emil Karl von (1766–1845), preußischer Generalmajor
- Stiernberg, Carl Friedrich von (1806–1891), Innenminister des Kurfürstentums Hessen
- Stiernberg, Don (* 1956), US-amerikanischer Musiker (Mandoline, Gitarre) des Mainstream Jazz
- Stiernberg, Heinrich Eduard von (1807–1884), Innenminister des Kurfürstentums Hessen
- Stiernberg, Ludwig von (1835–1913), deutscher Richter und Abgeordneter
- Stierneld, Samuel (1700–1775), schwedischer Feldmarschall
- Stiernhielm, Georg (1598–1672), schwedischer Dichter, Jurist, Sprachforscher und Mathematiker
- Stiernman, Anders Anton von (1695–1765), schwedischer Historiker
- Stiernspetz, Yngve (1887–1945), schwedischer Turner
- Stiernstedt, August Wilhelm (1812–1880), schwedischer Abgeordneter, Kammerherr, Numismatiker und Reichsheraldiker
- Stiernstedt, Hedda (* 1987), schwedische SchauspielerinHedda Stiernstedt (* 1987)

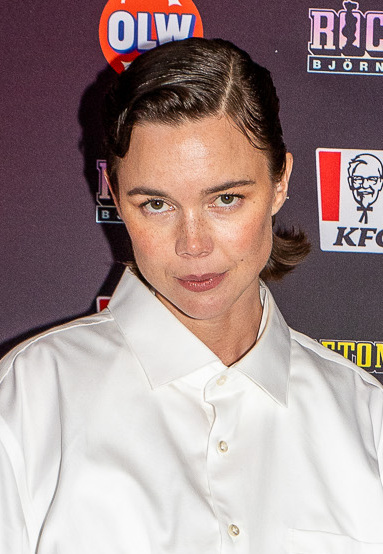
Hedda Stiernstedt (* 1987)

- Stiers, David Ogden (1942–2018), US-amerikanischer Schauspieler
- Stiers, Karsten (* 1972), deutscher Musiker
- Stiers, Simone, deutsche Musikerin
- Stierschneider, Edmund (1911–1995), österreichischer Maler, Kunstlehrer und Zeitungsverleger
- Stierschneider, Franz (* 1941), österreichischer Graphiker und Maler
- Stierstadt, Klaus (* 1930), deutscher Physiker
- Stierstorfer, Klaus (* 1961), deutscher Anglist, Universitätsprofessor am Englischen Seminar in Münster
- Stierstorfer, Sylvia (* 1963), deutsche Politikerin (CSU), MdL

#### Sties
- Stiesch, Meike (* 1969), deutsche Wissenschaftlerin und Zahnärztin
- Stiess, Oliver (* 1962), deutscher Verbandsfunktionär
- Stieß, Placidus (1919–2001), deutscher Ordensgeistlicher, Benediktinerabt
- Stießberger, Hans (1920–2008), deutscher Kommunalpolitiker und Unternehmer

#### Stiet
- Stietencron, Heinrich von (1933–2018), deutscher Indologe
- Stietencron, Johann von (1811–1873), Erbherr auf dem Rittergut Schötmar, Fürstlich Lippischer Kammerherr, Mitglied des Lippischen Landtages
- Stietzel, Sebastian (* 1980), deutscher Unternehmer

#### Stiev
- Stieve, Belinde Ruth (* 1967), deutsche Schauspielerin
- Stieve, Felix (1845–1898), deutscher Historiker und Professor
- Stieve, Friedrich (1884–1966), deutscher Schriftsteller, Historiker und Diplomat
- Stieve, Friedrich-Ernst (1915–2012), deutscher Radiologe und Strahlenschützer
- Stieve, Hedwig (1889–1979), deutsche Sozialarbeiterin
- Stieve, Hermann (1886–1952), deutscher Anatom und HistologeHermann Stieve (1886–1952)

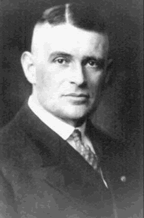
Hermann Stieve (1886–1952)

- Stieve, Richard (1838–1919), deutscher Jurist und Autor
- Stievenard, Michel (* 1937), französischer Fußballspieler
- Stievermann, Dada (* 1955), deutsche Schauspielerin, Kabarettistin und Moderatorin
- Stievermann, Dieter (1948–2024), deutscher Historiker

#### Stiew
- Stiewe, Heinrich (* 1963), deutscher Volkskundler, Historiker und Hausforscher
- Stiewe, Klaus (1927–1987), deutscher Altphilologe
- Stiewe, Willy (1900–1971), deutscher Journalist und Kommunalpolitiker
- Stiewi, Franz (1890–1966), deutscher Maler und Restaurator
- Stiewitt, Ilse (* 1943), deutsche Sozialwirtin und Politikerin (SPD), MdL

### Stif
- Stifel, Michael (1487–1567), deutscher Theologe, Mathematiker und ReformatorMichael Stifel (1487–1567)

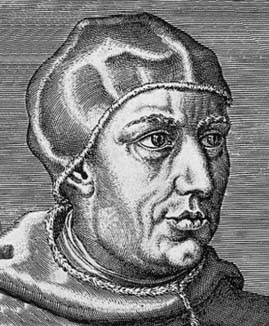
Michael Stifel (1487–1567)

- Stiff, Alfons (1843–1917), deutscher römisch-katholischer Priester und autodidaktischer Architekt
- Stiff, Günter (1916–2002), deutscher Verleger und Schriftsteller
- Stiff, Hadrian (* 1973), englischer Squashspieler
- Stiff, Hans (1927–2016), deutscher Journalist und Zeitungsverleger
- Stiff, Harry (1881–1939), britischer Tauzieher
- Stiff, Max (1890–1966), deutscher Verwaltungsjurist, Landrat des Landkreises Münster
- Stiffel, Alfred († 1955), deutscher Maler und Porträtfotograf
- Stiffler, Hans (1904–1985), Schweizer Politiker (SP)
- Stiffler, Tatjana (* 1988), Schweizer Skilangläuferin
- Stifft, Andreas Joseph von (1760–1836), österreichischer Mediziner und Leibarzt Kaiser Franz I.
- Stifft, Andreas von (1787–1861), österreichischer Ökonom und Politiker
- Stifft-Gottlieb, Angela (1881–1941), österreichische Prähistorikerin und Museumsleiterin
- Stift, Andrea (* 1976), österreichische Schriftstellerin
- Stift, Friedrich (* 1961), österreichischer Diplomat
- Stift, Linda (* 1969), österreichische Autorin
- Stifter, Adalbert (1805–1868), österreichischer Lehrer, Schriftsteller und MalerAdalbert Stifter (1805–1868)

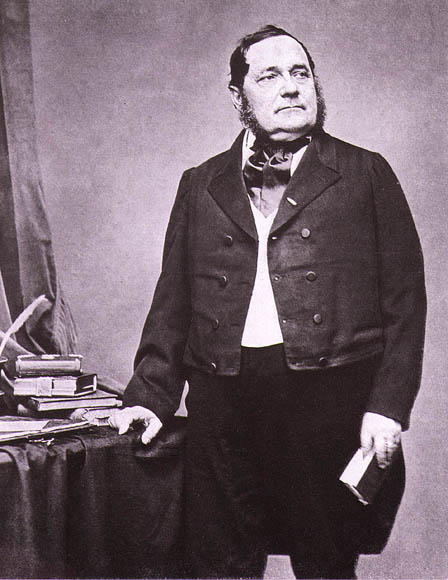
Adalbert Stifter (1805–1868)

- Stifter, Alfred (1904–2003), österreichischer Kunstmaler und Glasmaler
- Stifter, David (* 1971), österreichischer Keltologe
- Stifter, Georg (* 1940), österreichischer Kunstpädagoge, Maler, Grafiker, Objektkünstler und Hochschullehrer
- Stifter, Karl F. (* 1951), österreichischer Psychologe, Philosoph, Sexualwissenschaftler, Mentaltrainer und Autor
- Stifter, Magnus (1878–1943), österreichischer Schauspieler
- Stifter, Moritz (1857–1905), österreichischer Genremaler
- Stifter, Wolfgang (* 1946), österreichischer Maler, Grafiker und Hochschullehrer
- Stiftner, Roman (* 1969), österreichischer Manager und Politiker (ÖVP), Landtagsabgeordneter

### Stig
- Stig (* 1978), finnischer Hip-Hop-Musiker
- Stig Brenner (* 1990), norwegischer Sänger, Rapper und Songwriter
- Stigand († 1072), angelsächsischer Erzbischof in der Zeit der normannischen Eroberung Englands
- Stigel, Johann (1515–1562), deutscher Poet und Rhetoriker
- Stigell, Robert (1852–1907), russischer Bildhauer
- Stigelli, Giorgio (1819–1868), deutscher Opernsänger (Tenor) und Komponist
- Stigen, Terje (1922–2010), norwegischer Schriftsteller
- Stiger, Johann Evangelist (1776–1846), österreichischer Mediziner, Rektor der Universität Graz
- Stiger, Joseph Leopold (1816–1880), österreichischer Jurist, Revolutionär und Publizist
- Stigers, Curtis (* 1965), US-amerikanischer Sänger und SaxophonistCurtis Stigers (* 1965)

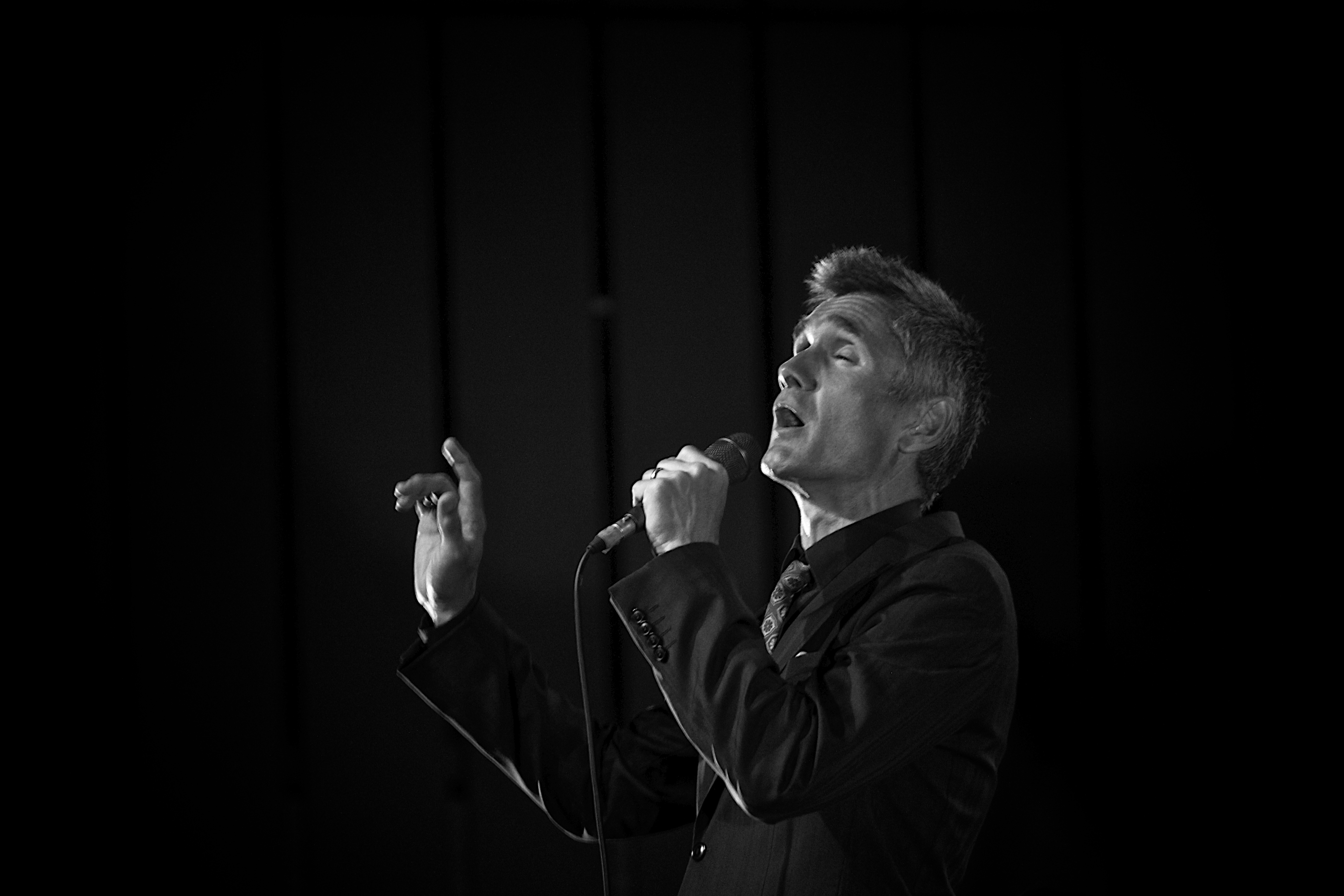
Curtis Stigers (* 1965)

- Stigger, britischer rechtsextremer Liedermacher
- Stigger, Laura (* 2000), österreichische Radrennfahrerin
- Stigger, Veronica (* 1973), brasilianische Schriftstellerin, Journalistin und Kunstkritikerin
- Stiglat, Klaus (* 1932), deutscher Bauingenieur
- Stiglbauer, Ludwig (1905–1964), deutscher Fußballspieler
- Stiglegger, Marcus (* 1971), österreichischer Publizist, Filmwissenschaftler
- Stigleitner, Hans (1899–1945), österreichischer Jurist und Politiker
- Stigler, August (1832–1910), deutscher Industrieller
- Stigler, Franz (1915–2008), deutscher Oberleutnant und JagdfliegerFranz Stigler (1915–2008)

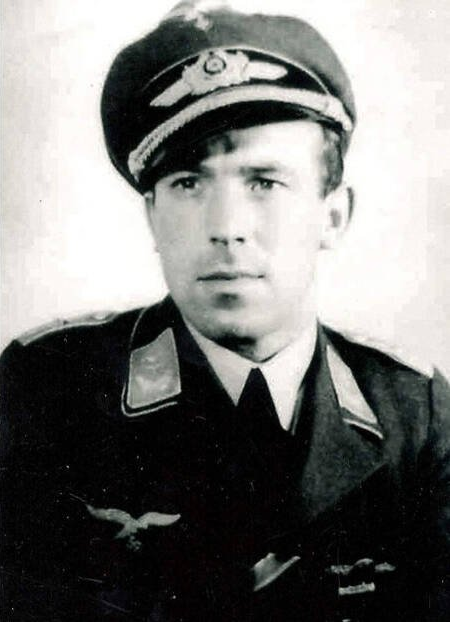
Franz Stigler (1915–2008)

- Stigler, Georg Fidel († 1874), deutscher Verwaltungsbeamter
- Stigler, George (1911–1991), US-amerikanischer Ökonom
- Stigler, Johann Georg (1730–1761), deutscher Mathematiker
- Stigler, Johannes Evangelist (1884–1966), deutscher Priester
- Stigler, Norbert Anton (1942–2020), österreichischer Priestermönch und Hochschulprofessor
- Stigler, Robert (1878–1975), österreichischer Mediziner, Hochschullehrer und Vertreter der NS-Rassenhygiene
- Stigler, Wilhelm (1903–1976), österreichischer Architekt
- Stigler, William G. (1891–1952), US-amerikanischer Politiker
- Stigliani, Tommaso (1573–1651), italienischer Dichter und Malteserritter
- Štiglic, France (1919–1993), jugoslawischer Filmregisseur
- Stiglich Bérninzon, Carlos Jaime Marcos (1945–2015), peruanischer Diplomat
- Stiglitz, Herma (1921–2018), österreichische Provinzialrömische Archäologin
- Stiglitz, Hugo (* 1940), mexikanischer Schauspieler, Filmproduzent, Regisseur und Drehbuchautor
- Stiglitz, Joseph E. (* 1943), US-amerikanischer Wirtschaftswissenschaftler
- Stiglitz, Roman (1922–1988), österreichischer Althistoriker
- Stiglmaier, Johann Baptist (1791–1844), deutscher Erzgießer
- Stiglmeier, Klaus (* 1950), deutscher Schauspieler
- Stiglund, Hans (* 1955), schwedischer Bischof
- Stigma, Vinnie (* 1955), US-amerikanischer GitarristVinnie Stigma (* 1955)

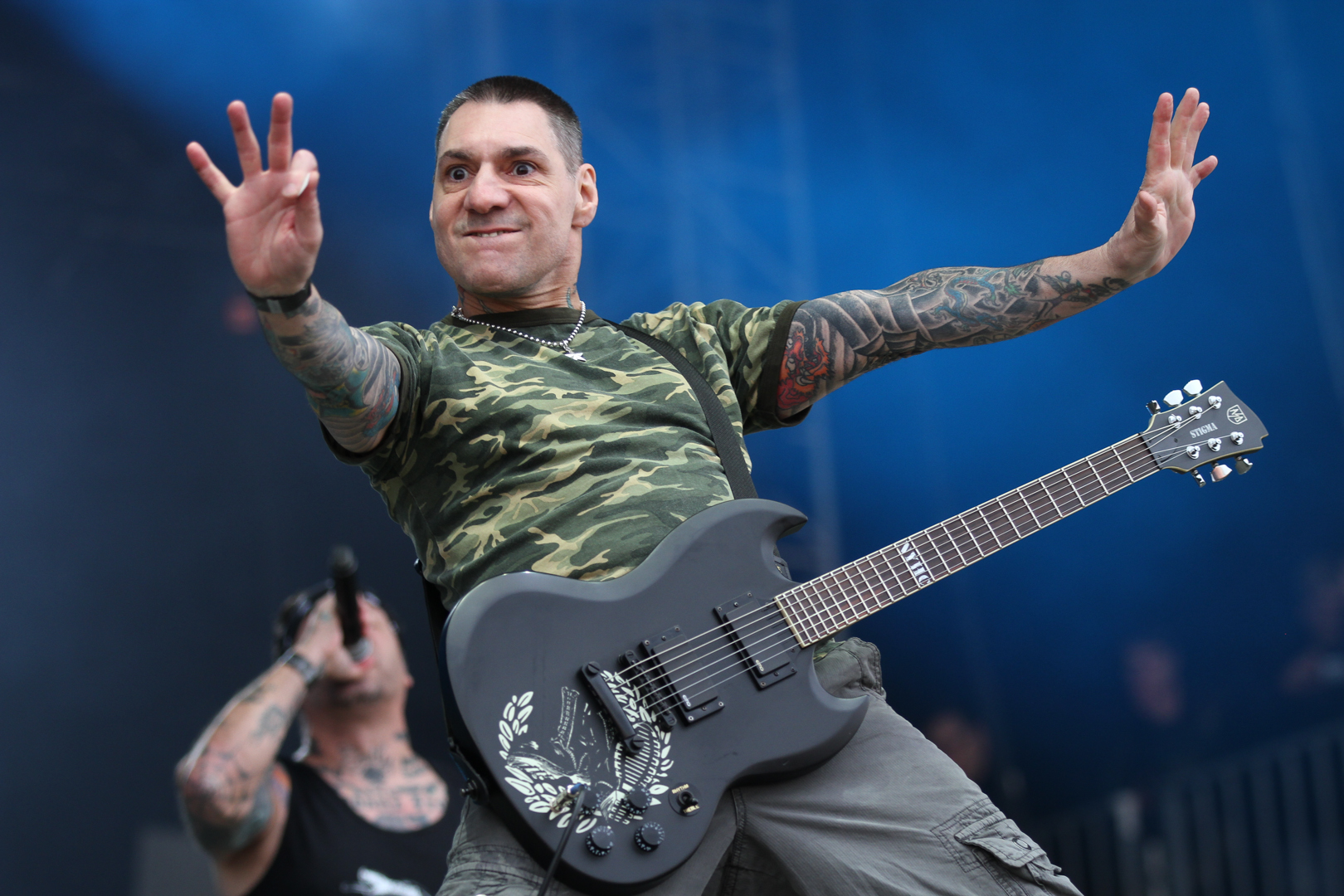
Vinnie Stigma (* 1955)

- Stignani, Ebe (1903–1974), italienische Opernsängerin (Mezzosopran, Alt)
- Stigrot, Lena (* 1994), deutsche Volleyballspielerin
- Stigulinszky, Roland (1926–2022), deutscher Grafiker, Karikaturist und Satiriker
- Stigwood, Robert (1934–2016), australischer Musik- und Filmproduzent

### Stih
- Stihl, Andreas (1896–1973), deutsch-schweizerischer Unternehmer und Erfinder
- Stihl, Hans Peter (* 1932), deutscher Unternehmer und Funktionär
- Stihl, Nikolas (* 1960), deutscher Unternehmer
- Stihler, Catherine (* 1973), britische Politikerin (Labour Party), MdEP

### Stij
- Stijaković, Slobodan (* 1995), bosnisch-herzegowinischer Badmintonspieler
- Stijkel, Eddie (1918–1982), niederländischer Politiker (VVD)
- Stijnen, Stijn (* 1981), belgischer Fußballtorwart

### Stik
- Stika, Felix (1887–1971), österreichischer Politiker (SPÖ), Landesrat in Niederösterreich
- Stika, Richard Frank (* 1957), US-amerikanischer römisch-katholischer Geistlicher, emeritierter Bischof von Knoxville
- Stikker, Dirk (1897–1979), niederländischer Bankier, Industrieller, Politiker und Diplomat
- Stiksrud, Hans-Arne (1944–2005), deutscher Psychologe

### Stil
- Stil, André (1921–2004), französischer Schriftsteller
- Stilarsky, Wilhelm August († 1838), deutscher Former, Bildhauer und Modelleur für Eisenguss
- Stilbans, Lasar Solomonowitsch (1917–1988), russischer Physiker und Hochschullehrer
- Stilcken, Rudolf (1925–2016), deutscher Public-Relations-Berater und Unternehmer
- Stiler, Bjørn (1911–1996), dänischer Radrennfahrer
- Stiles Gannett, Ezra (1801–1871), US-amerikanischer unitarischer Theologe
- Stiles, Charles Wardell (1867–1941), US-amerikanischer Parasitologe
- Stiles, Cyril (1904–1985), neuseeländischer Ruderer
- Stiles, F. Gary (* 1942), US-amerikanischer Ornithologe und Botaniker
- Stiles, John Dodson (1822–1896), US-amerikanischer Politiker
- Stiles, Julia (* 1981), US-amerikanische Theater- und FilmschauspielerinJulia Stiles (* 1981)

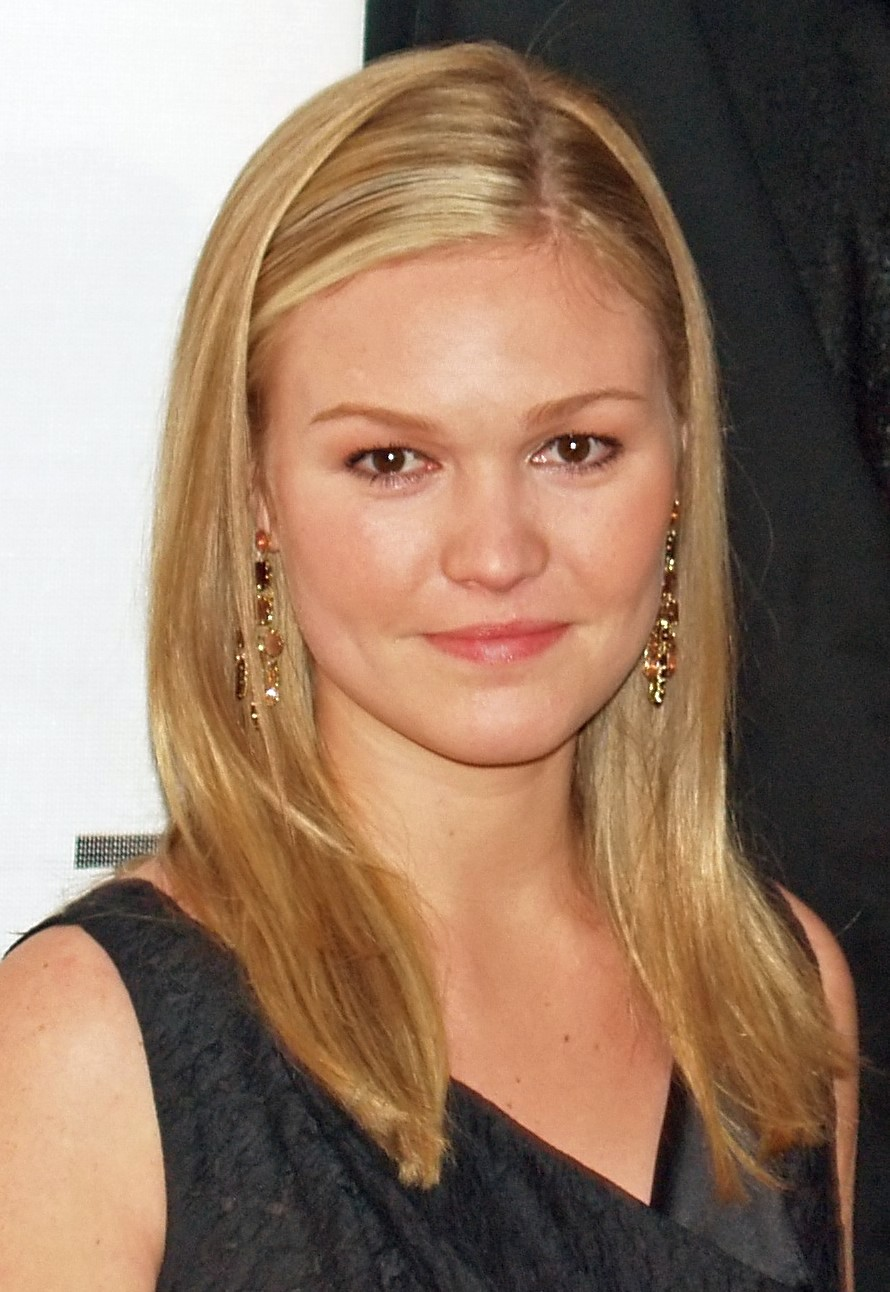
Julia Stiles (* 1981)

- Stiles, Kristine (* 1947), US-amerikanische Hochschullehrerin und Kunsthistorikerin für moderne und zeitgenössische Kunst
- Stiles, Marit (* 1969), kanadische Politikerin
- Stiles, Nobby (1942–2020), englischer Fußballspieler und -trainer
- Stiles, Phillip J. (* 1931), US-amerikanischer Physiker
- Stiles, Ryan (* 1959), US-amerikanischer Schauspieler kanadischer Herkunft
- Stiles, Sarah (* 1979), US-amerikanische Puppenspielerin und Schauspielerin
- Stiles, T. J. (* 1964), US-amerikanischer Schriftsteller und mehrfacher Gewinner des Pulitzer-Preises
- Stiles, Tara (* 1981), US-amerikanische Yogalehrerin
- Stiles, William Henry (1808–1865), US-amerikanischer Politiker
- Stilett, Hans (1922–2015), deutscher Schriftsteller und Übersetzer
- Stiletto (* 1959), deutscher design- und konsumkritischer Konzeptkünstler und Beleuchtungskörperbauunternehmer
- Stiletto, Stevie (1956–2013), US-amerikanischer Punksänger
- Stilgebauer, Edward (1868–1936), deutscher Journalist und Schriftsteller
- Stilger, Johann (1817–1876), Landwirt und Landtagsabgeordneter
- Stilgoe, Jack, britischer Sozialwissenschaftler und Hochschullehrer
- Stilgoe, Richard (* 1943), britischer Songtexter und Musiker
- Štilić, Semir (* 1987), bosnischer Fußballspieler
- Stilicho († 408), römischer Heermeister und PolitikerStilicho († 408)

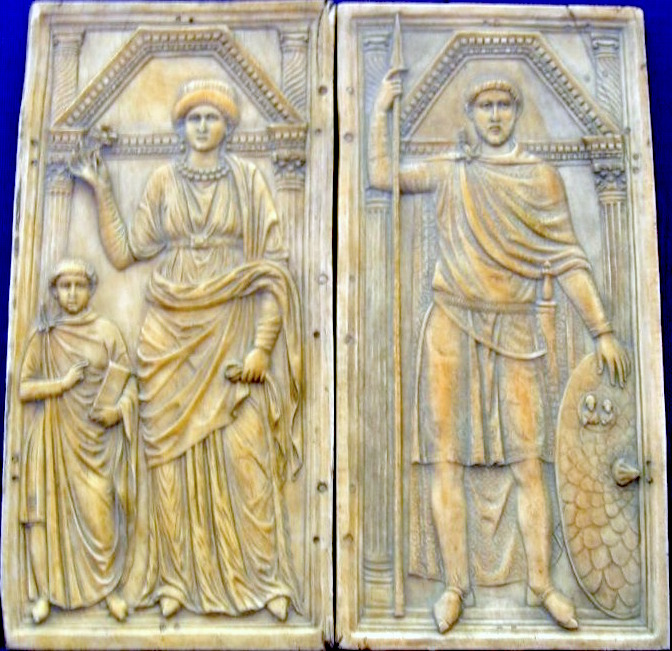
Stilicho († 408)

- Stilijanow, Hildegard (1905–1981), deutsche Malerin
- Stilinović, Branka (1926–2016), jugoslawische Opernsängerin (Sopran)
- Stilinović, Mladen (1947–2016), kroatischer Künstler
- Štiljanović, Jelena († 1546), serbische Despotin, Fürstin und Heilige
- Štiljanović, Stefan, serbischer Despot und Heiliger
- Stilke, Georg (1840–1900), deutscher Buchhändler und Verleger
- Stilke, Hermann (1803–1860), deutscher Maler und Hochschullehrer
- Stilke, Hermine (1804–1869), deutsche Illustratorin und Malerin der Düsseldorfer Schule
- Stilke, Karin (1914–2013), deutsches Fotomodell
- Still Woozy (* 1992), US-amerikanischer Sänger
- Still, Andrew Taylor (1828–1917), US-amerikanischer Mediziner und Begründer der OsteopathieAndrew Taylor Still (1828–1917)

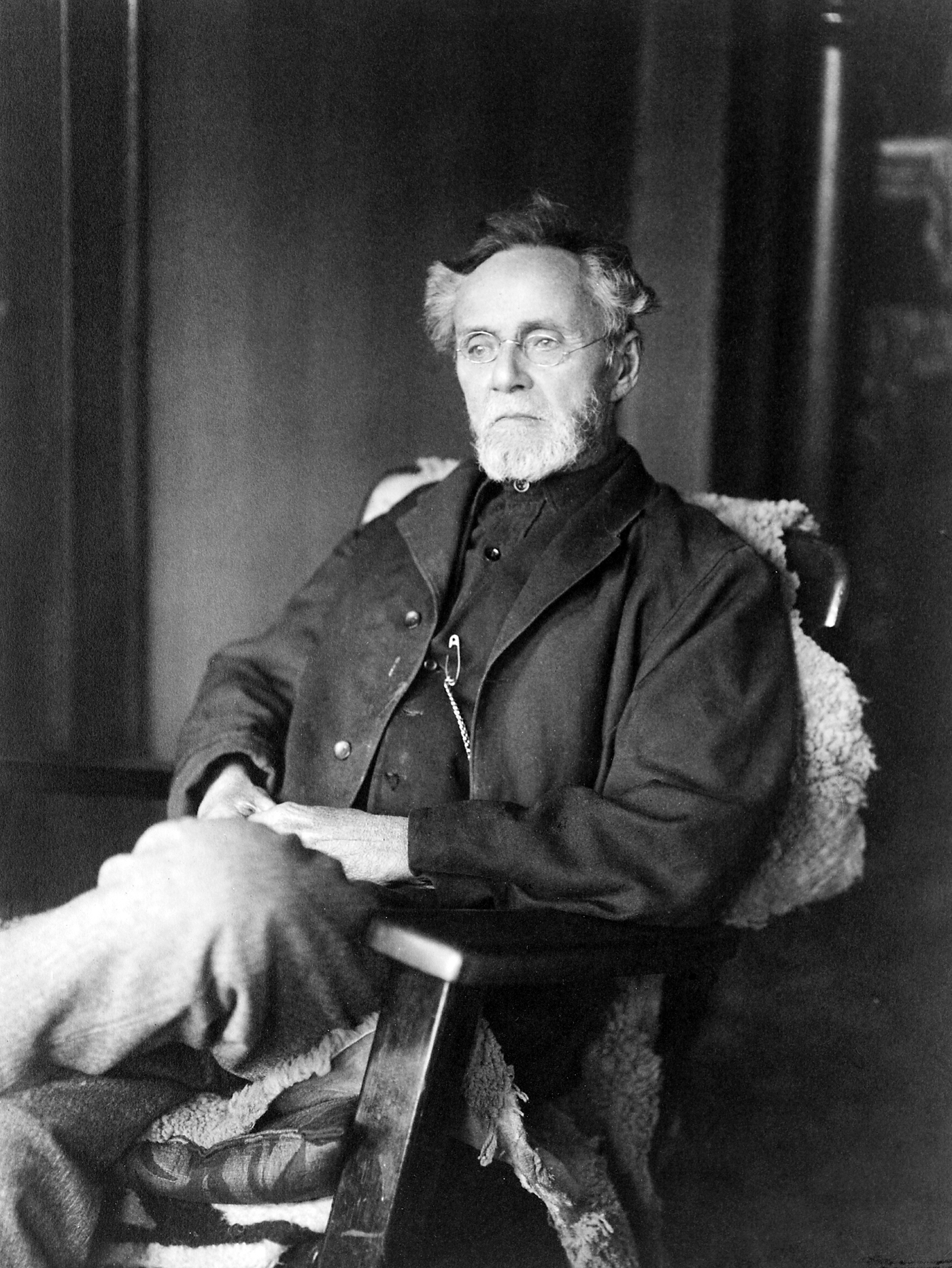
Andrew Taylor Still (1828–1917)

- Still, Carl (1868–1951), deutscher Maschinenbau-Ingenieur und Unternehmer
- Still, Clyfford (1904–1980), US-amerikanischer Maler
- Still, George Frederic (1868–1941), britischer Kinderarzt
- Still, Josef (* 1959), deutscher Organist
- Still, Julie (* 1965), neuseeländische Badmintonspielerin
- Still, Kevin (* 1960), US-amerikanischer Ruderer
- Still, Megan (* 1972), australische Ruderin
- Still, Michael (* 1893), russlanddeutscher römisch-katholischer Geistlicher und Märtyrer
- Still, Nanny (1926–2009), finnische Designerin
- Still, Rosemarie (1942–2022), deutsche Übersetzerin
- Still, Valentin Stephan († 1795), deutscher Ordensbruder und Braumeister
- Still, W. Clark (* 1946), US-amerikanischer Chemiker
- Still, Will (* 1992), belgisch-englischer FußballtrainerWill Still (* 1992)

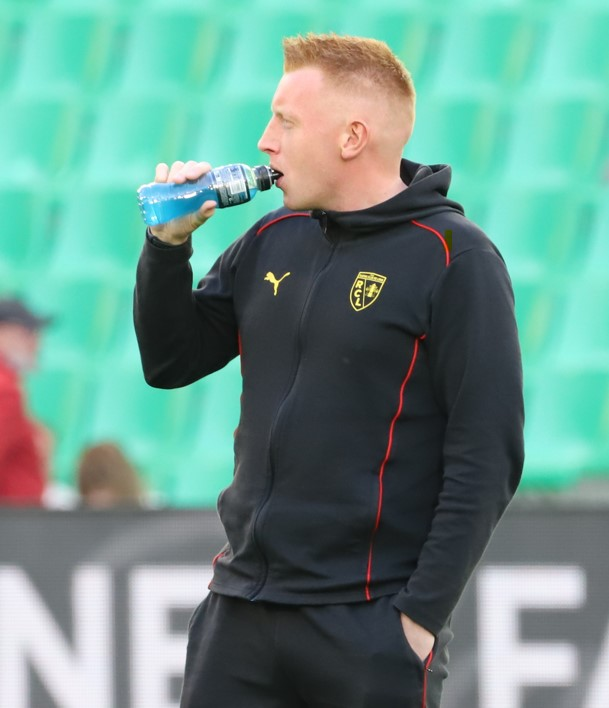
Will Still (* 1992)

- Still, William (1821–1902), afro-amerikanischer Abolitionist in Philadelphia, Pennsylvania
- Still, William Grant (1895–1978), US-amerikanischer Komponist
- Still-Kilrain, Susan Leigh (* 1961), US-amerikanische Astronautin
- Stilla von Abenberg, Kirchenstifterin und Wohltäterin, Selige und Jungfrau
- Stilla, Uwe (1957–2023), deutscher Geoinformatiker und Hochschullehrer
- Stille, Alexander (* 1957), US-amerikanischer Journalist und Schriftsteller
- Stille, Antje (* 1961), deutsche Schwimmerin
- Stille, Arthur (1863–1922), schwedischer Historiker
- Stille, Christoph Ludwig von (1696–1752), königlich-preußischer Generalmajor und Kurator der königlichen Akademie der Wissenschaften zu Berlin
- Stille, Curt (1873–1957), deutscher Physiker
- Stille, Don, US-amerikanischer Jazzmusiker (Piano, Akkordeon)
- Stille, Ernst (1877–1939), deutscher Architekt
- Stille, Friedrich, deutscher Architekt und Maurermeister sowie Bauunternehmer
- Stille, Gustav (1845–1920), deutscher Mediziner und Schriftsteller
- Stille, Hans (1876–1966), deutscher Geologe
- Stille, Heinrich (1879–1957), deutscher Architekt
- Stille, John Kenneth (1930–1989), US-amerikanischer Chemiker
- Stille, Kurt Robert (* 1934), dänischer Eisschnellläufer
- Stille, Renate (* 1944), brasilianische Diplomatin
- Stille, Robin (1961–1996), US-amerikanische Schauspielerin
- Stille, Thomas, deutscher Basketballfunktionär
- Stille, Tobias (* 1966), deutscher Regisseur, Produzent und Drehbuchautor
- Stille, Ulrich (1910–1976), deutscher Physiker
- Stille, Ulrich Christoph von (1654–1728), preußischer Generalleutnant und Kommandant der Festung Magdeburg, sowie Erbherr auf Fretzdorf, Herzsprung und Christdorf (Wittstock/Dosse)
- Stillebacher, Christoph (* 1982), österreichischer Politiker (ÖVP), Mitglied des Bundesrates
- Stillemunkes, Hermann (1927–2012), deutscher römisch-katholischer Geistlicher und Dekan
- Stiller, Al (1923–2004), US-amerikanischer Radrennfahrer
- Stiller, Alfred (1883–1954), deutscher Gebrauchsgrafiker und Maler
- Stiller, Aline (* 1994), deutsche Basketballnationalspielerin
- Stiller, Amy (* 1961), US-amerikanische Schauspielerin
- Stiller, Angelo (* 2001), deutscher Fußballspieler
- Stiller, Ben (* 1965), US-amerikanischer Schauspieler, Comedian, Drehbuchautor, Filmregisseur und -produzentBen Stiller (* 1965)

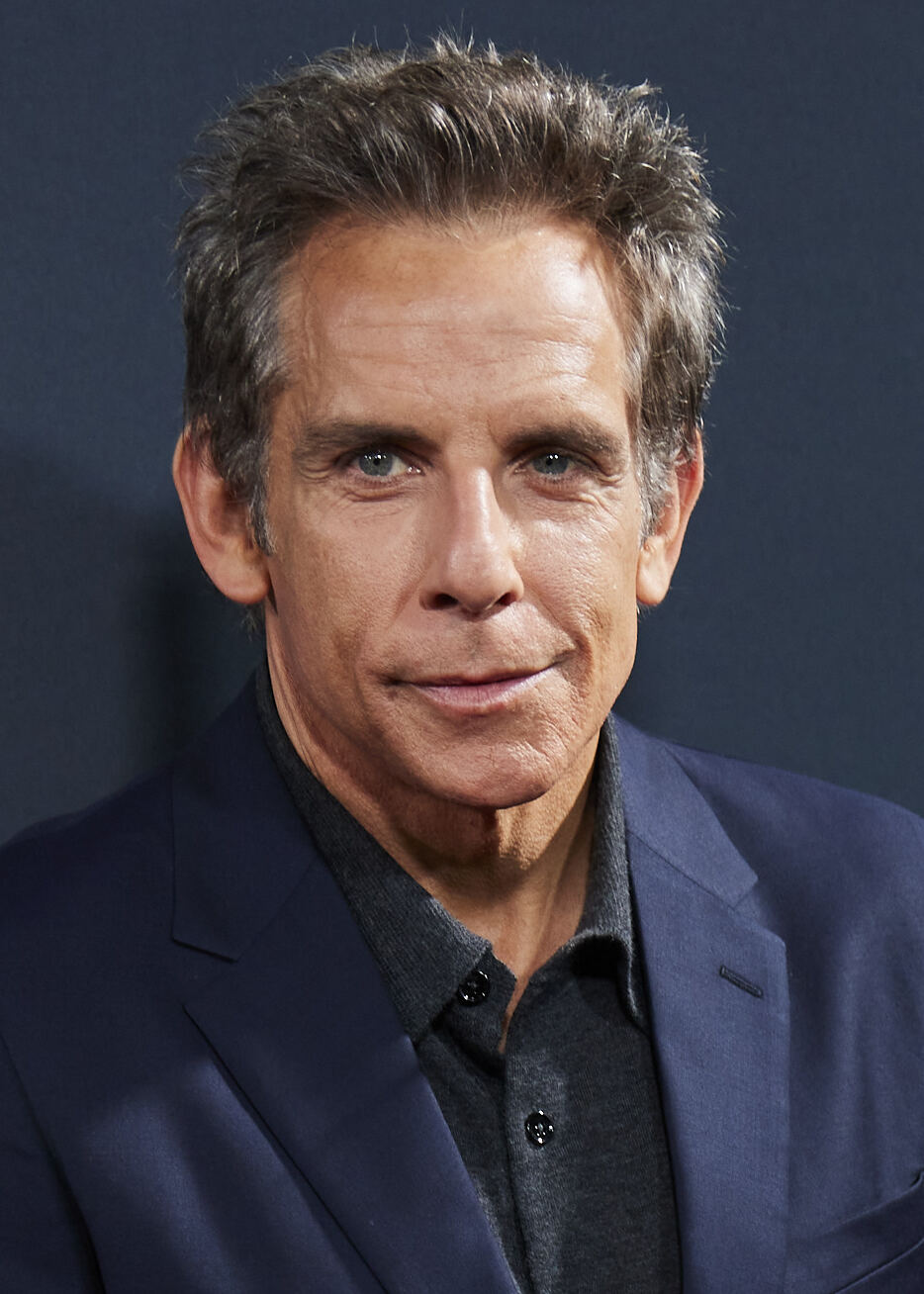
Ben Stiller (* 1965)

- Stiller, Birgit, deutsche Experimentalphysikerin und Hochschullehrerin
- Stiller, Carl Christoph (1763–1836), deutscher Buchhändler und Verleger
- Stiller, Edgar (* 1904), österreichischer Polizist und SS-Offizier
- Stiller, Ernst (1844–1907), deutscher Kaufmann und Politiker, MdR
- Stiller, Franz Georg (1920–1975), deutscher Politiker (FDP), MdL Bayern
- Stiller, Georg (1907–1992), deutscher Politiker (CSU), MdB
- Stiller, Günter (* 1936), deutscher Fußballspieler
- Stiller, Hans-Jörg (1957–2025), deutscher Fußballspieler
- Stiller, Heinrich Theodor von (1765–1828), evangelischer Theologe
- Stiller, Heinz (1932–2012), deutscher Geophysiker
- Stiller, Helga (* 1941), deutsche Politikerin (CDU), MdL
- Stiller, Herbert (1923–1985), deutscher Facharzt für Neurologie, Psychiatrie und Psychotherapie
- Stiller, Hermann (1850–1931), deutscher Architekt
- Stiller, Jerry (1927–2020), US-amerikanischer Schauspieler und ComedianJerry Stiller (1927–2020)

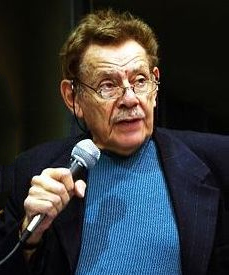
Jerry Stiller (1927–2020)

- Stiller, Joseph († 1771), Stuckateur, Maurer, Bauhandwerker
- Stiller, Klaus (1941–2024), deutscher Schriftsteller
- Stiller, Kurt (1881–1964), deutscher Ingenieur
- Stiller, Manfred (1930–2010), deutscher Bauingenieur
- Stiller, Mauritz (1883–1928), russisch-schwedischer Regisseur und Drehbuchautor
- Stiller, Michael, schwäbischer Stuckateur, Bauhandwerker und Maurer
- Stiller, Michael (1945–2016), deutscher Journalist und Buchautor
- Stiller, Niklas (* 1947), deutscher Mediziner und Schriftsteller
- Stiller, Patrick (* 1969), deutscher Fernsehpolizist
- Stiller, Philipp (* 1990), deutscher Fußballspieler
- Stiller, Rainer (* 1944), deutscher Fußballspieler
- Stiller, Rainer (1953–2014), deutscher Journalist und Autor
- Stiller, Stefan (* 1966), deutscher Koch
- Stiller, Thomas (* 1961), deutscher Filmregisseur, Drehbuchautor und Schauspieler
- Stiller, Veit (* 1952), deutscher Schauspieler und Autor
- Stiller, Werner (1922–2005), deutscher Fußballtorwart
- Stiller, Werner (1947–2016), deutscher Nachrichtendienstler
- Stillers, Rainer (* 1949), deutscher Romanist
- Stilley, Margo (* 1982), US-amerikanische SchauspielerinMargo Stilley (* 1982)

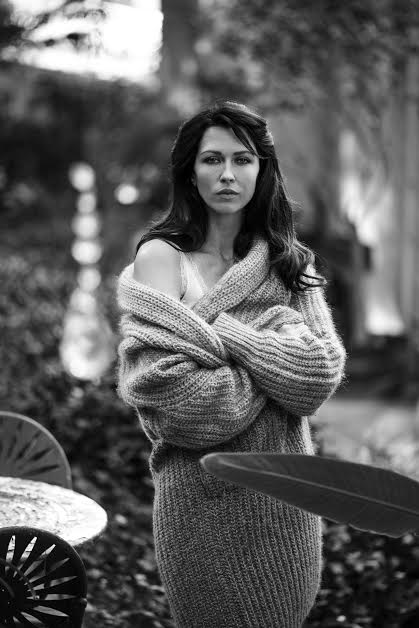
Margo Stilley (* 1982)

- Stillfried und Rattonitz, Johann Joseph (1762–1805), preußischer Gutsherr
- Stillfried und Rattonitz, Ludwig von (1790–1865), preußischer Generalmajor
- Stillfried von Rathenitz, Raimund (1839–1911), österreichischer Offizier, Maler und Fotograf
- Stillfried, Alfons (1887–1974), österreichischer Offizier und Widerstandskämpfer
- Stillfried, Felix (1851–1910), niederdeutscher Schriftsteller und Lyriker
- Stillfried, Georg (* 1963), österreichischer Diplomat, Botschafter
- Stillfried, Janet von (* 1962), deutsche Historikerin und Autorin
- Stillfried-Rattonitz, Rudolf von (1804–1882), preußischer Historiker, Heraldiker und Hofbeamter
- Stillger, Heinrich (1919–2008), deutscher Fußballspieler und -trainer
- Stillger, Theodor (1920–1982), deutscher Architekt und Pädagoge
- Stillhart, Alkuin (1918–2004), Schweizer Kapuziner, Kirchenrechtler
- Stillhart, Basil (* 1994), Schweizer Fussballspieler
- Stillhart, Ludwig, deutscher Glasmaler
- Stillhart, Sibylle (* 1973), Schweizer Journalistin und Schriftstellerin
- Stillich, Oskar (1872–1945), deutscher Nationalökonom, Soziologe und Pazifist
- Stilling, Benedict (1810–1879), deutscher Chirurg und Neuroanatom
- Stilling, Carl (1874–1938), dänischer Maler
- Stilling, Gunther (1943–2024), deutscher Bildhauer
- Stilling, Heinrich (1853–1911), deutscher Pathologe und Hochschullehrer
- Stilling, Ines (* 1976), österreichische Beamtin und PolitikerinInes Stilling (* 1976)

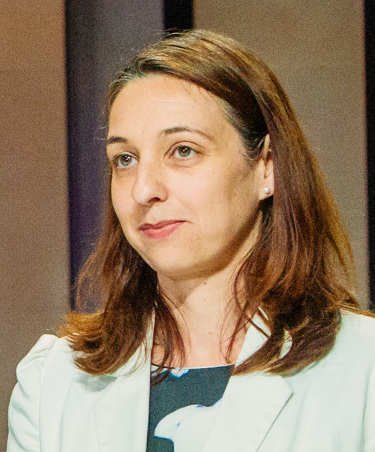
Ines Stilling (* 1976)

- Stilling, Jakob (1842–1915), deutscher Augenarzt
- Stillinger, Frank H. (* 1934), US-amerikanischer Chemiker
- Stillings, John (* 1955), US-amerikanischer Ruderer
- Stillington, Robert (1420–1491), englischer Geistlicher und Bischof von Bath und Wells
- Stillkrauth, Fred (1939–2020), deutscher Schauspieler
- Stillman, Al (1906–1979), US-amerikanischer Songwriter
- Stillman, Bruce (* 1953), australischer Biologe und Grundlagenforscher
- Stillman, Cory (* 1973), kanadischer Eishockeyspieler, -trainer und -funktionär
- Stillman, Fredrik (* 1966), schwedischer Eishockeyspieler, -trainer und -funktionär
- Stillman, Joe (* 1959), US-amerikanischer Drehbuchautor
- Stillman, Loren (* 1980), US-amerikanischer Jazzmusiker (Altsaxophonist, Komponist und Bandleader)
- Stillman, Marie Spartali (1844–1927), britische Malerin, Muse und Modell
- Stillman, Mimi (* 1982), US-amerikanische Flötistin
- Stillman, Whit (* 1952), US-amerikanischer Schauspieler, Regisseur, Produzent und Drehbuchautor
- Stillmark, Alexander (* 1941), deutscher Film- und Theaterregisseur und Schauspieler
- Stillmark, Hermann (1860–1923), deutsch-baltischer Pharmakologe
- Stills, Kenny (* 1992), US-amerikanischer American-Football-Spieler
- Stills, Stephen (* 1945), amerikanischer MusikerStephen Stills (* 1945)

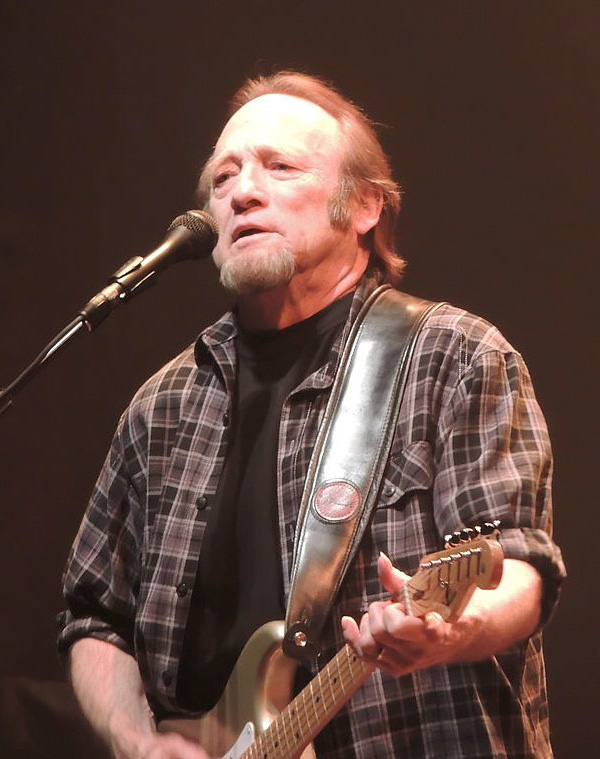
Stephen Stills (* 1945)

- Stillwell, Frank (1888–1963), australischer Geologe
- Stillwell, John (* 1942), australischer Mathematiker
- Stillwell, Lewis B. (1863–1941), US-amerikanischer Elektrotechniker
- Stillwell, Richard (1899–1982), US-amerikanischer Architekturhistoriker und Klassischer Archäologe
- Stilly, Georges C. (1904–1993), griechisch-russischer Kameramann und Filmproduzent
- Stilo, Nicola (* 1956), italienischer Jazzmusiker (Flöte, Gitarre)
- Stilp, Hans (1882–1956), österreichischer Komponist
- Stilp, Karl (* 1668), deutscher Bildhauer
- Stilp, Martina (* 1973), deutsche Schauspielerin
- Stilpon, griechischer Philosoph der Antike
- Stilu, Valentin (* 1975), deutscher Synchronsprecher
- Stilwell, Graham (1945–2019), britischer Tennisspieler
- Stilwell, Jean (* 1955), kanadische Sängerin
- Stilwell, Joseph (1883–1946), US-amerikanischer GeneralJoseph Stilwell (1883–1946)

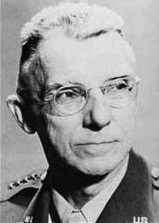
Joseph Stilwell (1883–1946)

- Stilwell, Richard G. (1917–1991), US-amerikanischer Offizier, General der US-Army
- Stilwell, Silas Moore (1800–1881), US-amerikanischer Rechtsanwalt, US-Marshal, Schriftsteller und Politiker
- Stilwell, Thomas N. (1830–1874), US-amerikanischer Politiker
- Stilwell, Victoria (* 1969), britische Hundetrainerin und Buchautorin
- Stilz, Claudia (* 1986), Schweizer Fussballspielerin
- Stilz, Eberhard (* 1949), deutscher Jurist und Richter
- Stilz, Felix (1928–2017), deutscher Steuerberater
- Stilz, Gerhard (* 1940), deutscher Hochschullehrer und Anglist
- Stilz, Roger (* 1977), schweizerisch-deutscher Fussballspieler und -trainer

### Stim
- Stima, Montfort (* 1957), malawischer Geistlicher, Bischof von Mangochi
- Štimac, Igor (* 1967), jugoslawischer bzw. kroatischer Fußballspieler und -trainer
- Štimac, Jura (* 2001), kroatischer Fußballspieler
- Štimac, Slavko (* 1960), serbischer Filmschauspieler
- Štimac, Vladimir (* 1987), serbischer BasketballspielerVladimir Štimac (* 1987)

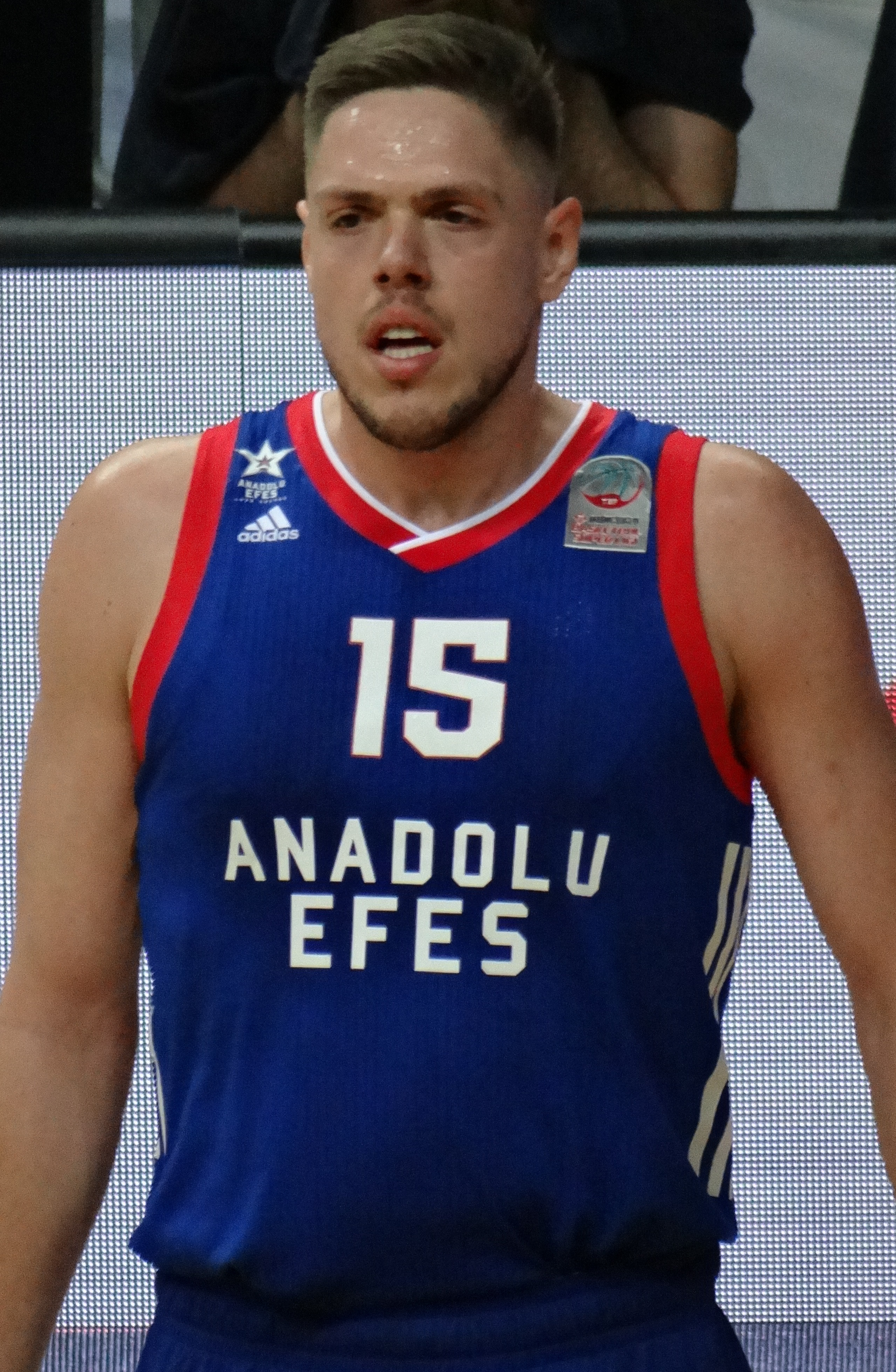
Vladimir Štimac (* 1987)

- Stimakovits, Alois (1897–1961), österreichischer Politiker (ÖVP), Landtagsabgeordneter im Burgenland
- Štimec, Spomenka (* 1949), kroatische Schriftstellerin
- Stimeder, Klaus (* 1975), österreichischer Autor und Journalist
- Stimm, Helmut (1917–1987), deutscher Romanist
- Stimm, Oswald (1923–2014), österreichischer Bildhauer
- Stimm, Thomas (* 1948), österreichischer Maler und Bildhauer
- Stimmann, Hans (* 1941), deutscher Architekt, Stadtplaner und StaatssekretärHans Stimmann (* 1941)

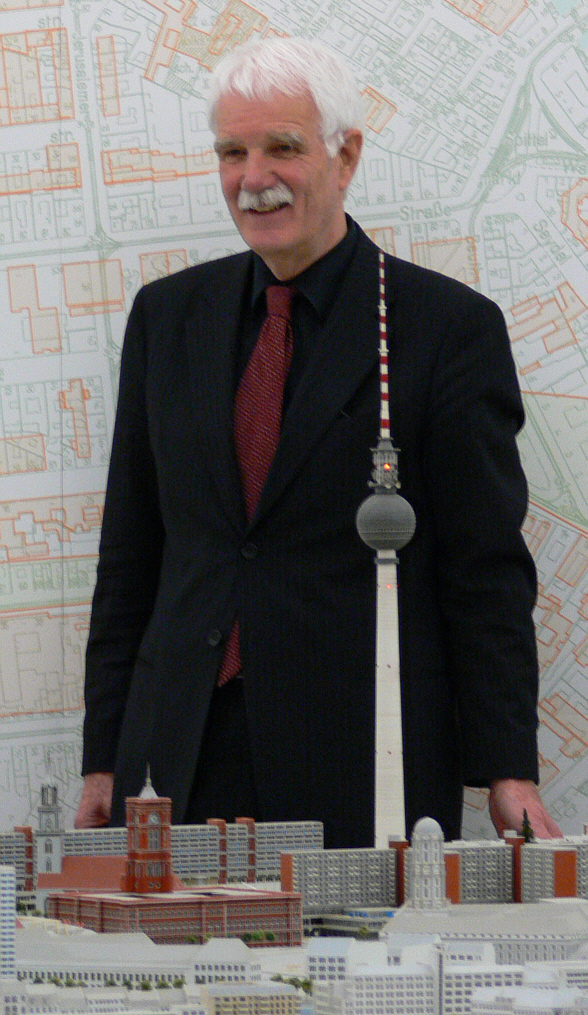
Hans Stimmann (* 1941)

- Stimmel, Ernst (1891–1978), deutscher Schauspieler und Autor
- Stimmer, Hans (1892–1979), deutscher Landwirt und Politiker (BVP), MdR
- Stimmer, Tobias (1539–1584), Schweizer Maler und Zeichner
- Stimmer-Salzeder, Kathi (* 1957), deutsche Liedermacherin und Verlegerin
- Stimming (* 1983), deutscher DJ, Komponist und Produzent
- Stimming, Albert (1846–1922), deutscher Romanist
- Stimming, Carl Joachim (1876–1931), deutscher Ministerialbeamter, Generaldirektor des Norddeutschen Lloyd
- Stimming, Franz (1884–1952), deutscher Politiker (SPD, USPD)
- Stimming, Richard (1866–1936), deutscher Urgeschichtsforscher und Arzt
- Stimmler, Ludwig (1940–2003), deutscher Jazzmusiker (Kontrabass, Bandleader)
- Stimolo, Vincenzo (1911–1945), italienischer Soldat, Partisan und Geheimagent
- Stimpel, Michael (* 1950), deutscher Mediziner und Hochschullehrer
- Stimpel, Roland (* 1957), deutscher Journalist und Chefredakteur des Deutschen Architektenblatts
- Stimpel, Udo (* 1956), deutscher Fußballspieler
- Stimpel, Walter (1917–2008), deutscher Jurist, Richter am Bundesgerichtshof
- Stimpfl, August (1924–2010), österreichischer akademischer Maler
- Stimpfl, Franz (1918–2003), österreichischer Schriftsteller
- Stimpfle, Alois (* 1954), deutscher Theologe und Hochschullehrer
- Stimpfle, Josef (1916–1996), deutscher Geistlicher, römisch-katholischer Bischof von Augsburg, Erzbischof
- Stimpson, Andrew (* 1980), britisches Model, angeblich von HIV geheilt
- Stimpson, Jodie (* 1989), englische Triathletin
- Stimpson, William (1832–1872), US-amerikanischer Naturforscher und Zoologe
- Stimson, Henry L. (1867–1950), US-amerikanischer PolitikerHenry L. Stimson (1867–1950)

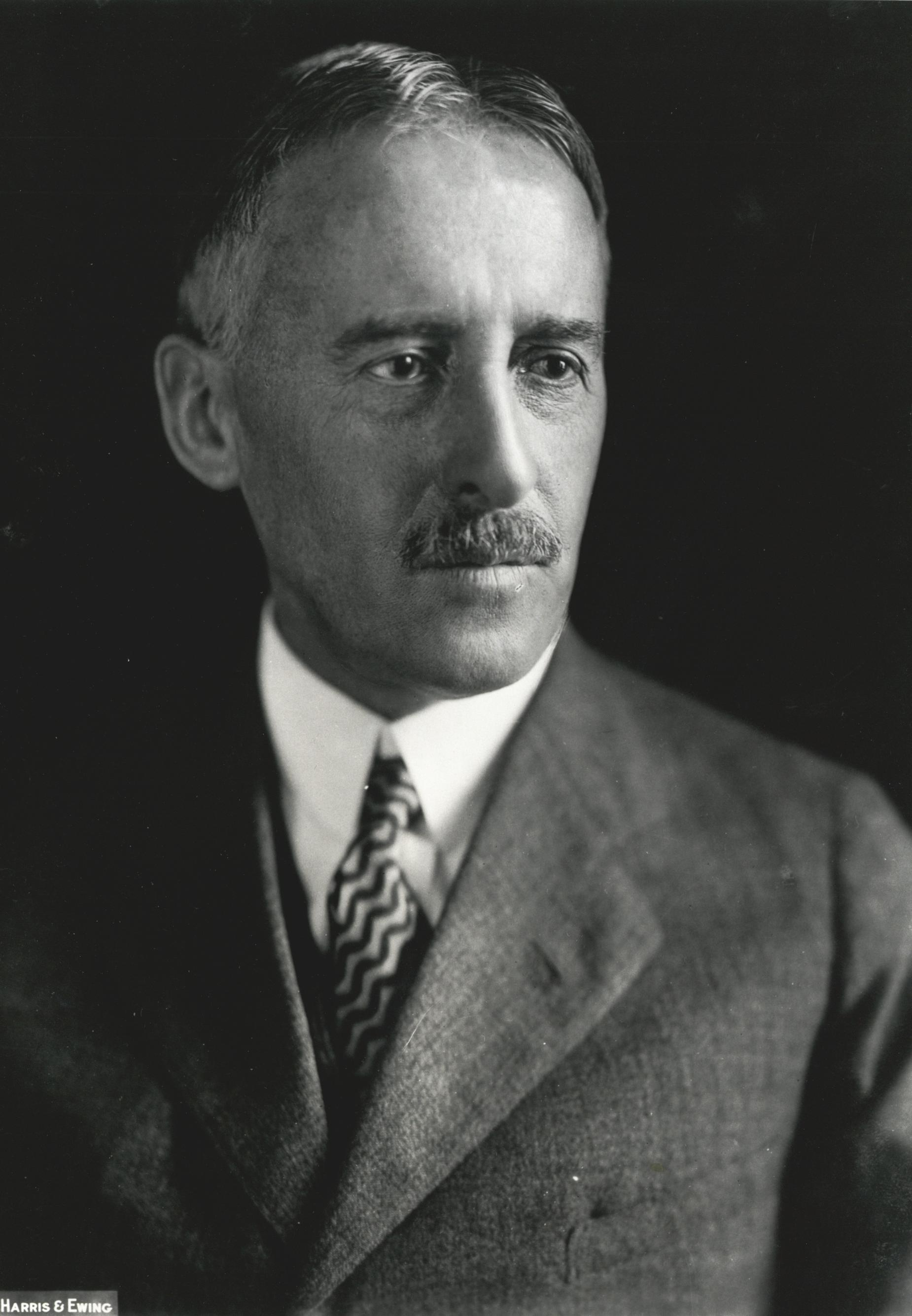
Henry L. Stimson (1867–1950)

### Stin
- Stinauer, Roland (* 1991), österreichischer Nachwuchskünstler
- Stinchcombe, Archie (1912–1994), britischer Eishockeyspieler und -trainer
- Stincic, Tom (1946–2021), US-amerikanischer American-Football-Spieler
- Stinde, Conradine (1856–1925), deutsche Schriftstellerin
- Stinde, Julius (1841–1905), deutscher Chemiker, Journalist und Schriftsteller
- Stinde, Sophie (1853–1915), deutsche Malerin und Anthroposophin
- Stindel, Philippine (* 1998), französische Schauspielerin
- Stindl, Lars (* 1988), deutscher Fußballspieler und -trainerLars Stindl (* 1988)

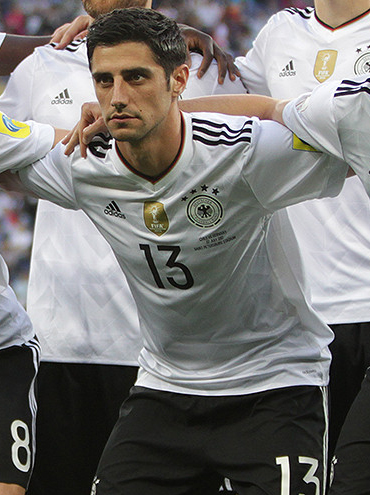
Lars Stindl (* 1988)

- Stindl, Thomas (* 1966), österreichischer Extremsportler
- Stindt, Arend († 1651), deutscher Deichbauer und Landvogt
- Stindt, Hermine (1888–1974), deutsche Schwimmerin
- Stindt, Johann Hermann (1763–1846), deutscher Mühlenbauer und Papierformenhersteller
- Stine, Clifford (1906–1986), US-amerikanischer Kameramann
- Stine, G. Harry (1928–1997), US-amerikanischer Wissenschafts-, Technologie- und Science-Fiction-Autor
- Stine, Harold E. (1903–1977), US-amerikanischer Kameramann
- Stine, Jean Marie (* 1945), amerikanische Schriftstellerin und Herausgeberin
- Stine, R. L. (* 1943), US-amerikanischer Kinder- und Jugendbuchautor
- Stinehelfer, Brina, Performancekünstlerin, Schauspielerin und Produzentin
- Stineman, Galadriel (* 1990), US-amerikanische Schauspielerin
- Stiner, Carl W. (1936–2022), US-amerikanischer Offizier, General der US-Army
- Stiner, Mary C. (* 1955), US-amerikanische Paläoanthropologin
- Stines, Trevor (* 1994), amerikanischer Schauspieler
- Stiness, Walter Russell (1854–1924), US-amerikanischer Jurist und Politiker
- Sting (* 1951), britischer Musiker, Komponist und SchauspielerSting (* 1951)

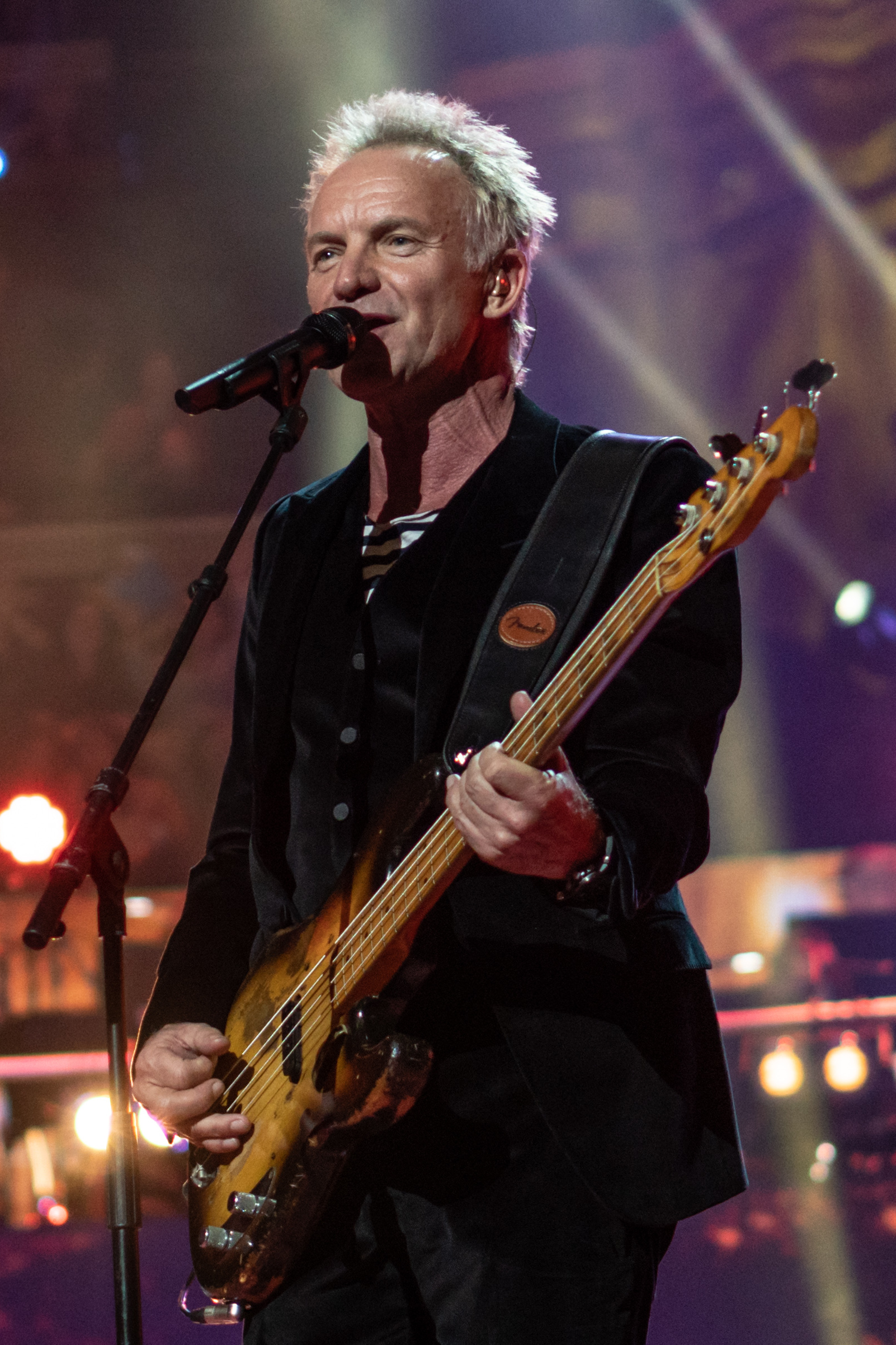
Sting (* 1951)

- Sting (* 1959), US-amerikanischer Wrestler
- Sting, Albert (1924–2020), deutscher Theologe, Psychologe, Lokalhistoriker, Direktor des Diakoniewerks und Träger der Staufermedaille
- Sting, Heinz (1904–1976), deutscher Jurist, Verwaltungsbeamter und Politiker (NSDAP), MdL
- Sting, Kai Magnus (* 1978), deutscher Kabarettist, Schriftsteller, Moderator und Schauspieler
- Sting, Wolfgang (* 1957), deutscher Erziehungswissenschaftler
- Stîngă, Ovidiu (* 1972), rumänischer Fußballspieler
- Stîngă, Vasile (* 1957), rumänischer Handballspieler und -trainer
- Stingel, Alberich (1723–1801), österreichischer Zisterzienser und Abt
- Stingel, Rudolf (* 1956), italienischer Maler
- Stingelheim, Hans Christoph von (1570–1626), Domherr
- Stingelin, Martin (* 1963), Germanist
- Stingelin, Mauro (* 2000), Schweizer Unihockeyspieler
- Stingelin, Nico (* 1998), Schweizer Unihockeyspieler
- Stingily, Byron, amerikanischer Sänger und Songwriter
- Stingl, Alfred (1939–2025), österreichischer Politiker
- Stingl, Alfred (* 1952), österreichischer Komponist und Musikpädagoge
- Stingl, Anton (1908–2000), deutscher Gitarreninterpret und -pädagoge
- Stingl, Anton jun. (* 1940), deutscher Kirchenmusiker und Musikwissenschaftler
- Stingl, Bernd (* 1968), Kommandeur
- Stingl, Georg (* 1948), österreichischer Dermatologe
- Stingl, Günther (1939–2022), österreichischer Schriftsteller
- Stingl, Helmut (1928–2000), deutscher Architekt und Stadtplaner in der DDR
- Stingl, Jörg (* 1961), sächsischer Bergsteiger
- Stingl, Josef (1919–2004), deutscher Politiker (CSU), MdB
- Stingl, Julia (* 1971), deutsche Pharmakologin und Hochschullehrerin
- Stingl, Karl (1864–1936), deutscher Ingenieur, Verwaltungsbeamter und Politiker (BVP)
- Stingl, Kiev (1943–2024), deutscher Musiker
- Stingl, Martin (1959–2019), österreichischer Kameramann
- Stingl, Matthias (* 1998), deutscher Fußballspieler
- Stingl, Miloslav (1930–2020), tschechischer Ethnologe und Sachbuchautor
- Stingl, Nikolaus (* 1952), deutscher Übersetzer
- Stingley, Derek Jr. (* 2001), US-amerikanischer American-Football-Spieler
- Stinglhammer, Hermann (* 1959), deutscher römisch-katholischer Theologe
- Stinglheim zu Karpfenstein, Ludwig von († 1593), Hofmarkherr und Pfleger
- Stinglwagner, Alois (1887–1955), deutscher Diplom-Ingenieur, Bergwerksdirektor und Politiker (BVP, CSU), MdL und Senator (Bayern)
- Stinglwagner, Gerhard (* 1941), deutscher Sachbuchautor
- Stinglwagner, Otto (1925–2013), deutscher Kommunalpolitiker (SPD)
- Stini, Josef (1880–1958), österreichischer Geologe
- Stinissen, Wilfrid (1927–2013), belgischer Karmelit, Theologe und Schriftsteller
- Stinka, André (* 1965), deutscher Politiker (SPD), MdL
- Stinka, Dieter (* 1937), deutscher Fußballspieler und -trainer
- Stinkes, Ursula (* 1959), deutsche Sonderpädagogin, Professorin für Geistigbehindertenpädagogik
- Stinner, Rainer (* 1947), deutscher Politiker (FDP), MdB
- Stinnes, Cläre (1872–1973), deutsche Unternehmerin und Ehefrau des Ruhrindustriellen Hugo Stinnes
- Stinnes, Clärenore (1901–1990), deutsche Weltreisende und RennfahrerinClärenore Stinnes (1901–1990)

Clärenore Stinnes (1901–1990)

- Stinnes, Edmund (1896–1980), deutscher Ingenieur und Großindustrieller
- Stinnes, Georg Mathias (1817–1853), deutscher Kaufmann und Reeder
- Stinnes, Gustav (1863–1923), deutscher Kaufmann, Kommerzienrat und Amateursportler
- Stinnes, Heinrich (1867–1932), deutscher Regierungsrat sowie Kunst- und Büchersammler
- Stinnes, Hermann Hugo (1842–1887), deutscher Kaufmann und Kommerzienrat
- Stinnes, Hugo (1870–1924), deutscher Unternehmer und Politiker (DVP), MdR
- Stinnes, Hugo Hermann (1897–1982), deutscher Unternehmer
- Stinnes, Johann Gustav (1826–1878), deutscher Kaufmann und Schiffseigner
- Stinnes, Margarete (1840–1911), deutsche Stifterin der Augenheilanstalt Mülheim an der Ruhr
- Stinnes, Mathias (1790–1845), deutscher Reeder, Großhandelskaufmann und Bergbau-Unternehmer
- Stinnes, Matías (1910–1975), deutsch-argentinischer Rennrodler
- Stinnes, Otto (1903–1983), deutscher Unternehmer
- Stinnett, Christina, mikronesische Frauenrechtsaktivistin und Geschäftsfrau
- Stinney, George (1929–1944), US-amerikanisches Opfer eines JustizirrtumsGeorge Stinney (1929–1944)

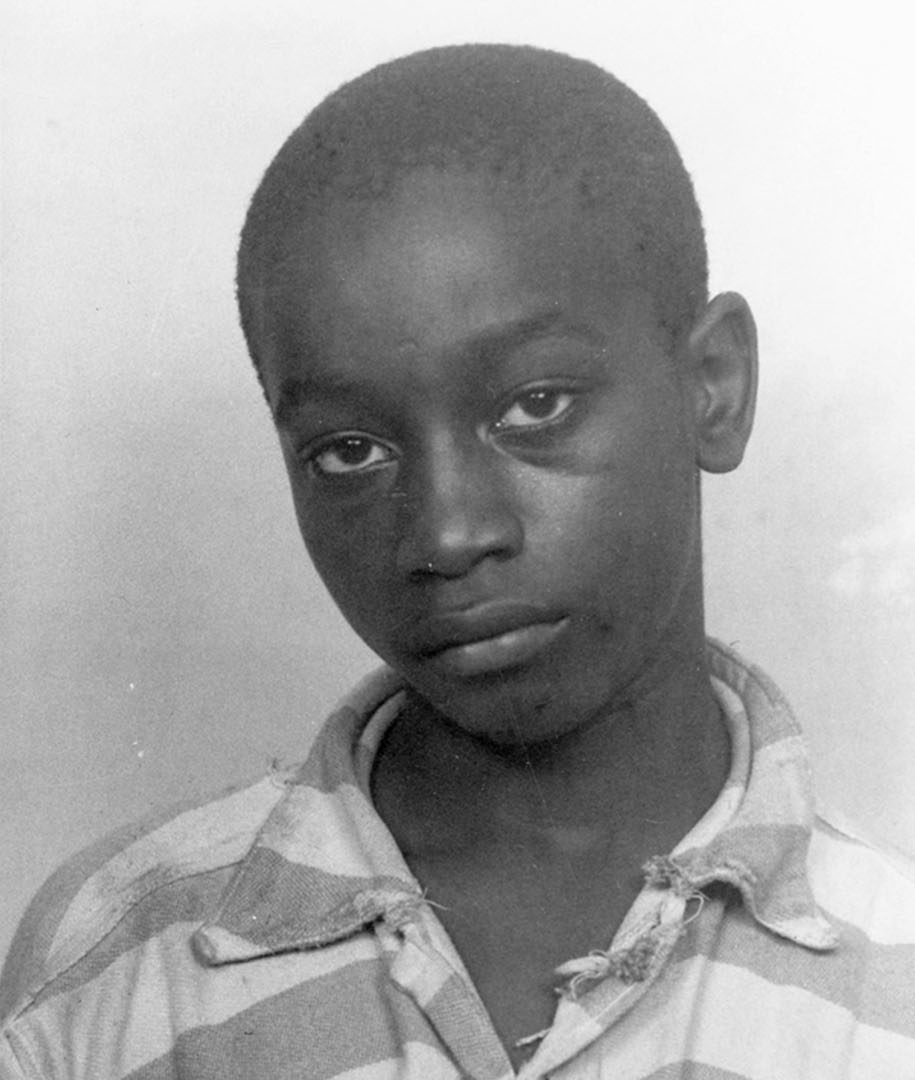
George Stinney (1929–1944)

- Stino, Kamal (* 1910), ägyptischer Politiker
- Stino, Moheb, ägyptischer Politiker
- Stinshoff, Julia (* 1974), deutsche Schauspielerin
- Stinshoff, Lars, deutscher Basketballspieler
- Stinsky, Andreas (* 1984), deutscher Archäologe und Museumsleiter
- Stinson, Albert (1944–1969), US-amerikanischer Jazzbassist
- Stinson, Charles (1931–2012), US-amerikanischer Religionswissenschaftler
- Stinson, Donavon (* 1976), kanadischer Schauspieler
- Stinson, Edward (1893–1932), US-amerikanischer Pilot, Flugzeugkonstrukteur und Unternehmer
- Stinson, Elbert (* 1944), US-amerikanischer Sprinter
- Stinson, G. E. (* 1949), US-amerikanischer Jazzmusiker
- Stinson, Jamie, australischer Gitarrist und Komponist
- Stinson, K. William (1930–2002), US-amerikanischer Politiker
- Stinson, Katherine (1891–1977), US-amerikanische Flugpionierin und Architektin
- Stinson, Kathy (* 1952), kanadische Kinderbuchautorin
- Stinson, Marjorie (1895–1975), US-amerikanische Flugpionierin
- Stinson, Marvin (* 1952), US-amerikanischer Boxer
- Stinson, Matt (* 1992), kanadischer Fußballspieler
- Stinson, Taura, US-amerikanische Songwriterin
- Stinson, Tommy (* 1966), amerikanischer Rockmusiker, BassistTommy Stinson (* 1966)

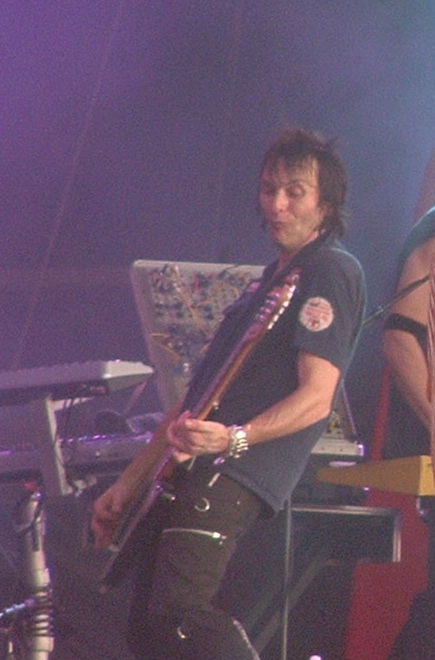
Tommy Stinson (* 1966)

- Stinstra, Baudina (1739–1821), niederländische Malerin und Geschäftsfrau
- Stinton, Colin (* 1947), kanadischer Schauspieler
- Stintzing, Georg Friedrich (1793–1835), Advokat und Ratsherr der Hansestadt Lübeck
- Stintzing, Hugo (1888–1970), deutscher Physiker und Hochschullehrer
- Stintzing, Johann G. (1739–1818), deutscher Kaufmann und Reeder
- Stintzing, Johann Georg (1740–1832), deutscher Weinhändler
- Stintzing, Roderich (1854–1933), deutscher Mediziner
- Stintzing, Roderich von (1825–1883), deutscher Jurist und Rechtshistoriker
- Stintzing, Wolfgang (1856–1921), deutscher Jurist

### Stio
- Stiowicek, Willi (* 1956), österreichischer Politiker (SPÖ), Landtagsabgeordneter

### Stip
- Stipa, Günter Johannes (1907–1993), deutscher Finnougrist
- Stipančević, Maja (* 1994), kroatische Fußballspielerin
- Stipančević, Valentina (* 1992), kroatische Fußballspielerin
- Stipančić, Antun (1949–1991), jugoslawischer Tischtennisspieler
- Stipanić, Karlo (* 1941), jugoslawischer Wasserballspieler
- Stipaničić, Andrijana (* 1981), kroatische Biathletin
- Stipanović, Tonči (* 1986), kroatischer Segler
- Stípčak, Leopold (1909–1944), österreichischer Widerstandskämpfer
- Stipčević, Nikša (1929–2011), jugoslawischer bzw. serbischer Romanist
- Stipe, Michael (* 1960), US-amerikanischer Musiker und Filmproduzent; Gründungsmitglied der Band R.E.MMichael Stipe (* 1960)

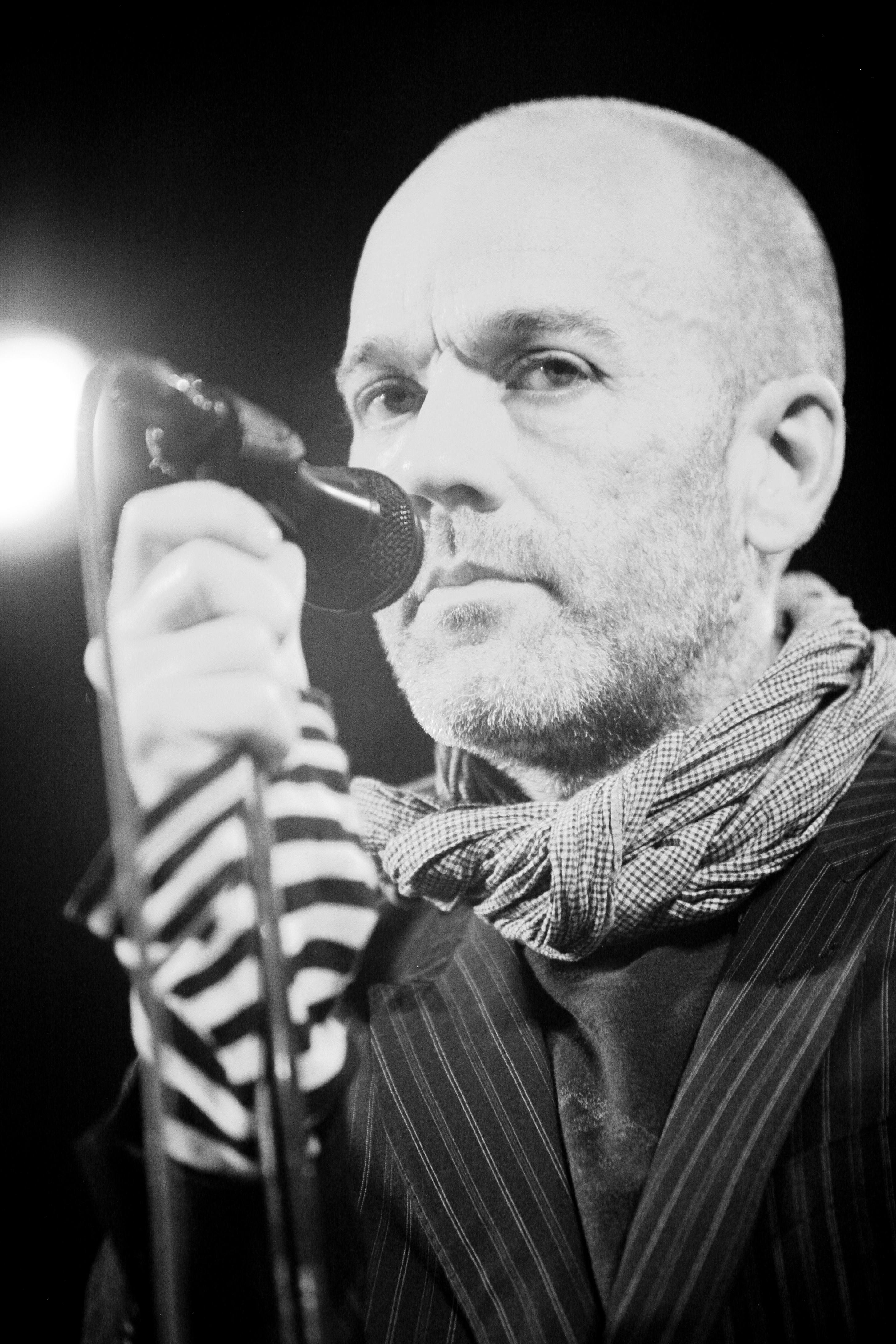
Michael Stipe (* 1960)

- Štípek, Ladislav (1923–1998), tschechischer Tischtennisspieler
- Stipek, Theodor (1863–1930), Generalmajor der österreichisch-ungarischen Armee
- Stipetić, Lucki (* 1947), deutscher Filmproduzent
- Stiphaut, Mirko van (* 1968), deutscher Gitarrist und Komponist
- Stiphout, Johannes van († 1777), alt-katholischer Bischof von Haarlem
- Stipić, Milan (* 1978), bosnischer Geistlicher und kroatisch griechisch-katholischer Bischof von Križevci
- Stipić, Nikola (* 1937), jugoslawischer Fußballspieler
- Stipić, Tomislav (* 1979), kroatischer Fußballtrainer
- Stipišić Gibonni, Zlatan (* 1968), kroatischer Musiker und Komponist
- Stiplosek, Alois (1872–1956), österreichischer Radsportler und Flugpionier
- Stipp, Hermann-Josef (* 1954), deutscher katholischer Theologe
- Stipp, Julian (* 1986), deutscher Politiker (SPD)
- Stippel, Fritz (1915–1974), deutscher Pädagogikprofessor
- Stippel, Johann (* 1940), österreichischer Politiker (SPÖ), Abgeordneter zum Nationalrat
- Stippel, Sophie (1892–1985), deutsche Bibelforscherin und Widerständige gegen den Nationalsozialismus
- Stipperger, Walter (1919–2005), österreichischer Autor und Regionalhistoriker
- Stippler, Frank (* 1975), deutscher AutomobilrennfahrerFrank Stippler (* 1975)

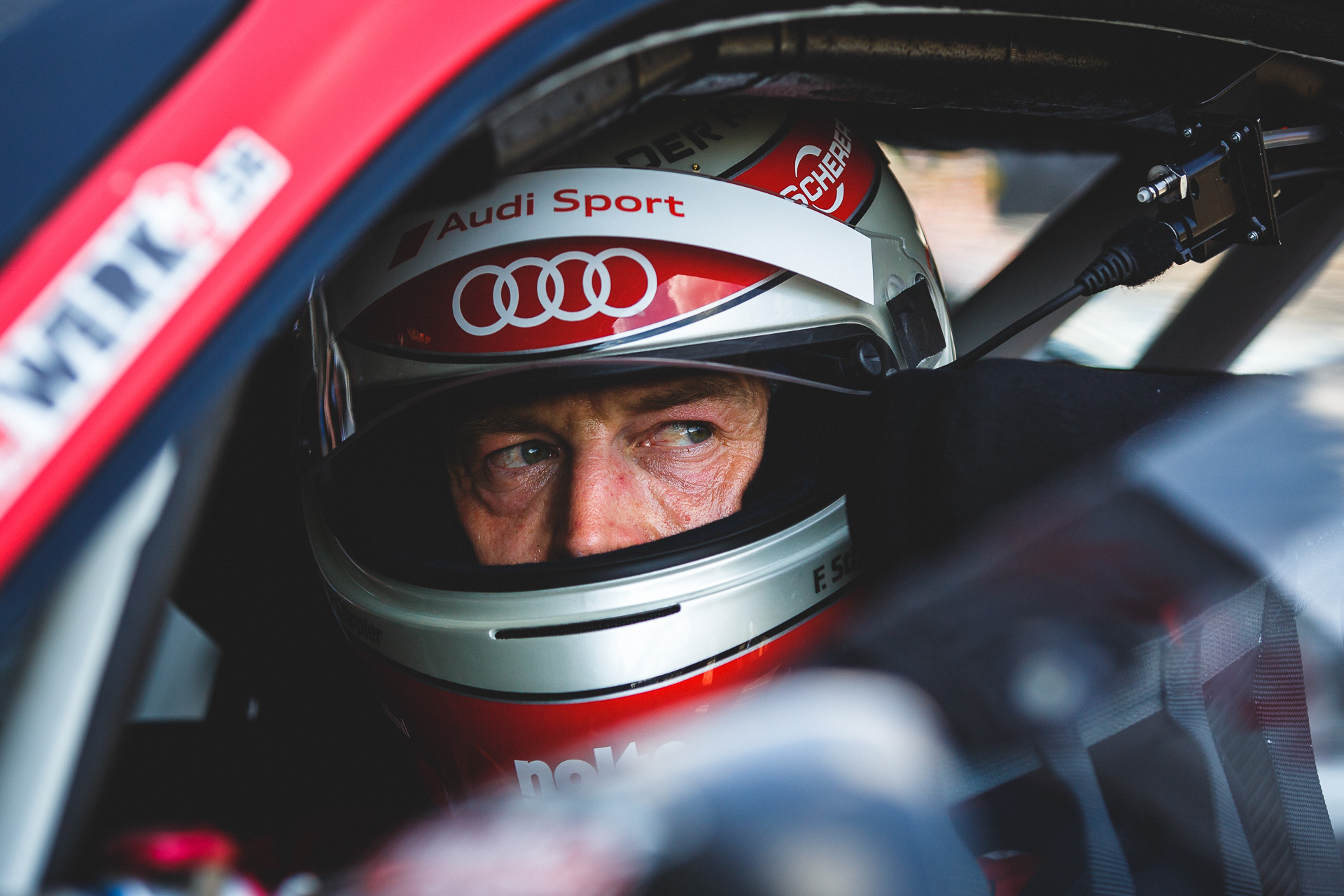
Frank Stippler (* 1975)

- Stipsicz zu Ternowa, Joseph (1755–1831), k. k. General der Kavallerie und Ritter des Maria-Theresia-Ordens
- Stipsicz, Bence (* 1997), ungarischer Eishockeyspieler
- Stipsits, Dominik (* 1994), österreichischer Badmintonspieler
- Stipsits, Thomas (* 1983), österreichischer Kabarettist, Schauspieler und KrimisatirenautorThomas Stipsits (* 1983)

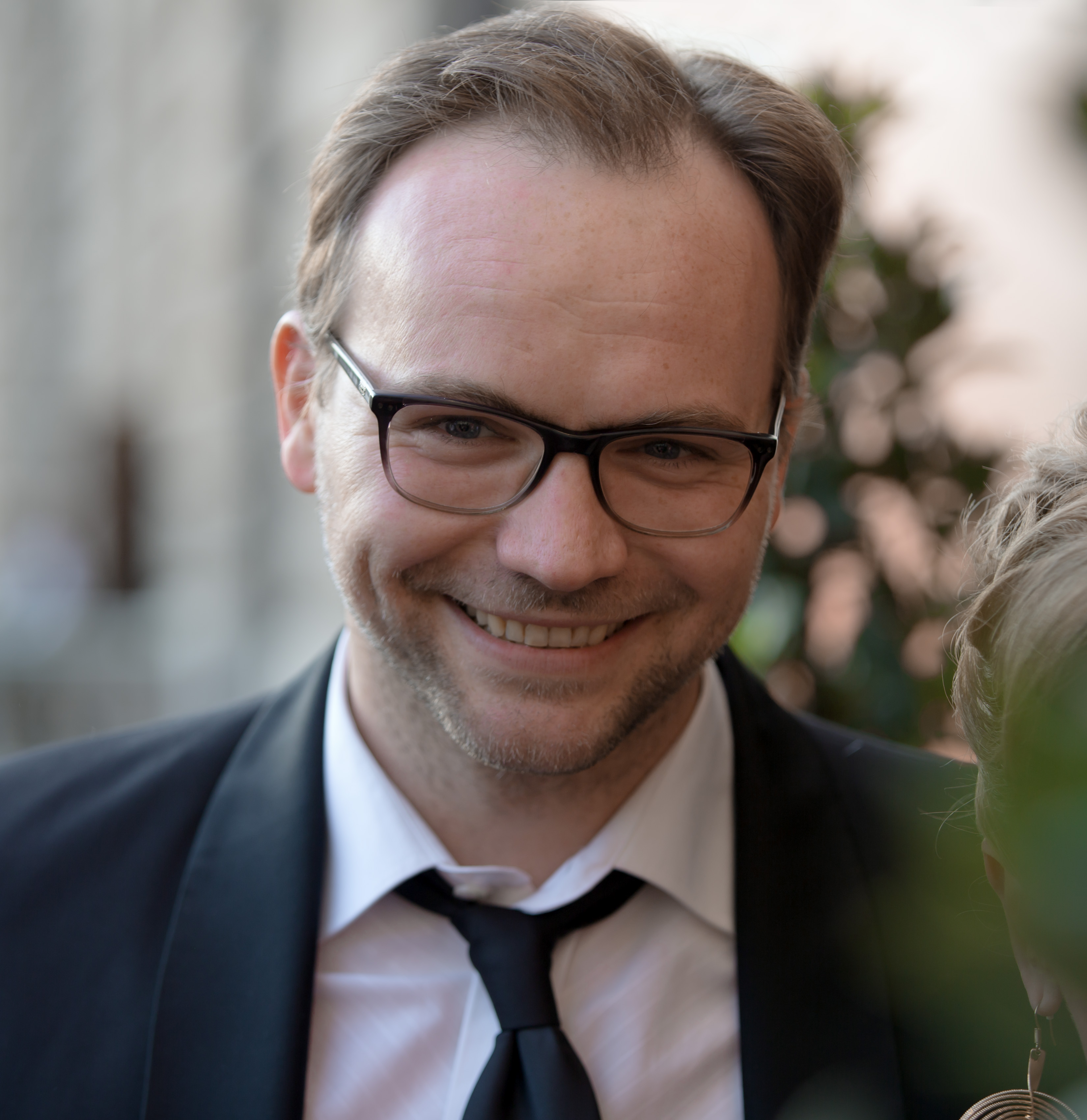
Thomas Stipsits (* 1983)

### Stir
- Știrbei, Barbu Dimitrie († 1869), rumänischer Staatsmann und Fürst
- Știrbei, Marina (1912–2001), österreich-rumänische Pilotin und Adelige
- Știrbey, Barbu (1872–1946), rumänischer Ministerpräsident
- Stirblytė, Arūnė (* 1968), litauische Politikerin
- Stirböck, Oliver (* 1967), deutscher Politiker (FDP), MdL
- Stiren, Josef (1930–2003), deutscher römisch-katholischer Geistlicher
- Stiriz, Sarah (* 2003), deutsche Volleyballspielerin
- Stirkat, Falk (* 1984), deutscher Autor und Notarzt
- Stirl, Tobias (* 2000), deutscher Fußballtorhüter
- Stirling, Anton (1926–2011), österreichischer römisch-katholischer Priester und Generalvikar der Diözese Eisenstadt
- Stirling, Ben (* 1998), schottischer Fußballspieler
- Stirling, David (1915–1990), britischer Gründer des SAS
- Stirling, David (* 1981), uruguayischer Polospieler
- Stirling, Guillermo (* 1937), uruguayischer Rechtsanwalt und Politiker
- Stirling, James (1692–1770), schottischer Mathematiker
- Stirling, James (1791–1865), britischer Offizier und Gouverneur in Australien
- Stirling, James (1926–1992), britischer Architekt
- Stirling, James Hutchison (1820–1909), schottischer Philosoph
- Stirling, Jane (1804–1859), schottische Amateurpianistin
- Stirling, Lancelot (1849–1932), australischer Politiker, Präsident des South Australian Legislative Council
- Stirling, Linda (1921–1997), US-amerikanische Schauspielerin, Showgirl und Model
- Stirling, Lindsey (* 1986), US-amerikanische Violinistin und KomponistinLindsey Stirling (* 1986)

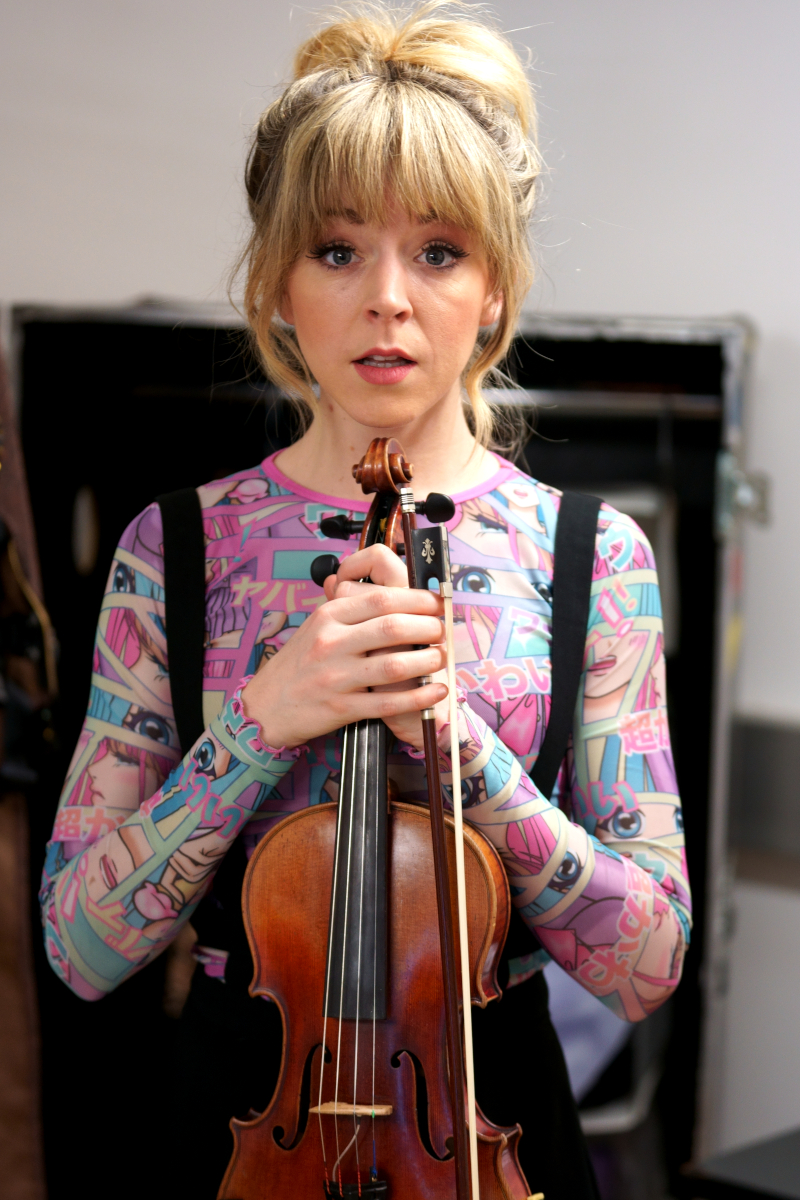
Lindsey Stirling (* 1986)

- Stirling, Matthew Williams (1896–1975), US-amerikanischer Ethnologe und Archäologe
- Stirling, Paul (* 1990), irischer Cricketspieler
- Stirling, Rachael (* 1977), britische Schauspielerin
- Stirling, Robbie (* 1960), kanadischer Unternehmer und Autorennfahrer
- Stirling, Robert (1790–1878), schottischer Priester und Ingenieur
- Stirling, Rosemary (* 1947), britische Leichtathletin
- Stirling, S. M. (* 1953), kanadisch-US-amerikanischer Science-Fiction-Schriftsteller
- Stirling, Steve (* 1949), kanadischer Eishockeyspieler und -trainer
- Stirling, Wilhelmina (1865–1965), britische Autorin und Sammlerin
- Stirling, William Gurdon (1907–1973), britischer General
- Stirling, Yates junior (1872–1948), amerikanischer Marineadmiral
- Stirling-Hamilton, William, 10. Baronet (1830–1913), britischer General
- Stirling-Maxwell, William (1818–1878), schottischer Adliger, Politiker, Mitglied des House of Commons, Kunsthistoriker, Historiker und Sammler
- Stirn, Aglaja Valentina (* 1962), deutsche Hochschullehrerin
- Stirn, Dieter (* 1961), deutscher Fußballspieler
- Stirn, Janez (* 1966), jugoslawischer Skispringer
- Stirn, Max (1880–1916), deutscher Architekt
- Stirnberg, Bonifatius (* 1933), deutscher Bildhauer
- Stirnbrand, Franz Seraph († 1882), deutscher Porträtmaler
- Stirnemann, Bernhard (1936–2011), Schweizer Schauspieler, Regisseur, Liedermacher, Kulturunternehmer und Politiker (SP)
- Stirnemann, Hanna (1899–1996), deutsche Kunsthistorikerin und Kuratorin
- Stirnemann, Kathrin (* 1989), Schweizer Mountainbikerin
- Stirnemann, M. Vänçi (* 1951), Schweizer Autor und Künstler
- Stirnemann, Stefan (* 1960), Schweizer Gymnasiallehrer, Altphilologe, Rechtschreibkritiker, Übersetzer
- Stirnemann, Victoria (* 2002), deutsche Eisschnellläuferin und Boxsportlerin
- Stirner Brantsch, Veronika (* 1959), italienische Politikerin (Südtirol)
- Stirner, Karl (1882–1943), deutscher Maler, Illustrator und Schriftsteller
- Stirner, Karl (* 1970), österreichischer Komponist und Musiker
- Stirner, Max (1806–1856), deutscher Philosoph, Journalist, Schriftsteller und ÜbersetzerMax Stirner (1806–1856)

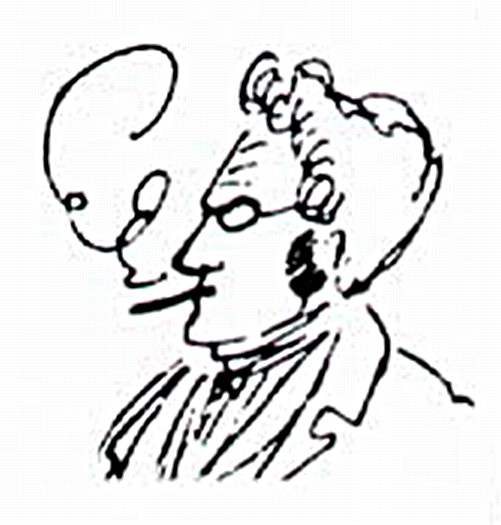
Max Stirner (1806–1856)

- Stirnimann, Charles (* 1954), Schweizer Historiker
- Stirnimann, Friedrich (1841–1901), Schweizer Porträt-, Kirchen- und Genremaler
- Stirnimann, Heinrich (1920–2005), Schweizer Dominikaner, Theologe und Ökumeniker
- Stirnimann, Pascal, Schweizer Wirtschaftsprüfer
- Štironja, Ivan (* 1960), kroatischer Geistlicher und römisch-katholischer Bischof von Poreč-Pula
- Stirrup, Jock (* 1949), britischer Militär und Life Peer
- Stirton, Owen (* 2007), schottischer Fußballspieler
- Stirton, Ruben Arthur (1901–1966), US-amerikanischer Paläontologe

### Stis
- Stischow, Sergei Michailowitsch (* 1937), russischer Physiker und Geochemiker
- Stisi, Kay (* 1971), deutscher Fußballspieler und -trainer
- Stiska, Erika (1926–2016), deutsche Schauspielerin
- Stiso, Sergio (* 1458), griechischer Humanist und Philosoph
- Stisser, August (1671–1741), deutscher lutherischer Theologe
- Stisser, Balthasar (1526–1583), deutscher Jurist und gräflicher Kanzler
- Stisser, Bruno (1592–1646), deutscher Rechtswissenschaftler und Jurist
- Stisser, Johann Andreas (1657–1700), deutscher Botaniker und Gründer des Botanischen Gartens in Helmstedt
- Stisser, Karl (1865–1948), deutscher evangelisch-lutherischer Geistlicher, Generalsuperintendent
- Stisser, Kilian (1562–1620), Jurist, geheimer Rat und Kanzler des Erzstiftes Magdeburg
- Stisser, Martin Chilian (1635–1707), deutscher lutherischer Geistlicher
- Stisser, Wolfgang Melchior (1632–1709), deutscher evangelischer Theologe und Lehrer
- Stisted, Henry (1909–1962), britischer Autorennfahrer
- Stisted, Henry William (1817–1875), britischer Offizier, Vizegouverneur von Ontario

### Stit
- Stitelmann, Aimée (1925–2004), Schweizer Pädagogin und Kommunistin
- Stiten, Anton von († 1564), Bürgermeister von Lübeck
- Stiten, Franz von († 1590), Ratsherr der Hansestadt Lübeck
- Stiten, Gottschalk von (1530–1588), Ratsherr der Hansestadt Lübeck
- Stiten, Hartwig von († 1635), Lübecker Ratsherr
- Stiten, Hartwig von († 1511), deutscher Politiker und Bürgermeister der Hansestadt Lübeck
- Stiten, Hartwig von (1640–1692), deutscher Politiker und Lübecker Ratsherr
- Stiten, Heinrich von († 1484), Bürgermeister der Hansestadt Lübeck
- Stiten, Heinrich von († 1588), Ratsherr in Lübeck
- Stiten, Jürgen von (1528–1612), Ratsherr der Hansestadt Lübeck
- Stiten, Jürgen von († 1672), deutscher Jurist und Ratsherr der Hansestadt Lübeck
- Stiten, Nikolaus von († 1427), Ratsherr der Hansestadt Lübeck
- Stites, Richard (1931–2010), US-amerikanischer Historiker und Hochschullehrer
- Stites, Wendy (* 1949), australische Kostümbildnerin beim Film
- Stith, John E. (* 1947), amerikanischer Schriftsteller
- Štitkovac, Nermin (* 2000), bosnischer Leichtathlet
- Stitt, Kevin, US-amerikanischer Filmeditor
- Stitt, Kevin (* 1972), US-amerikanischer PolitikerKevin Stitt (* 1972)

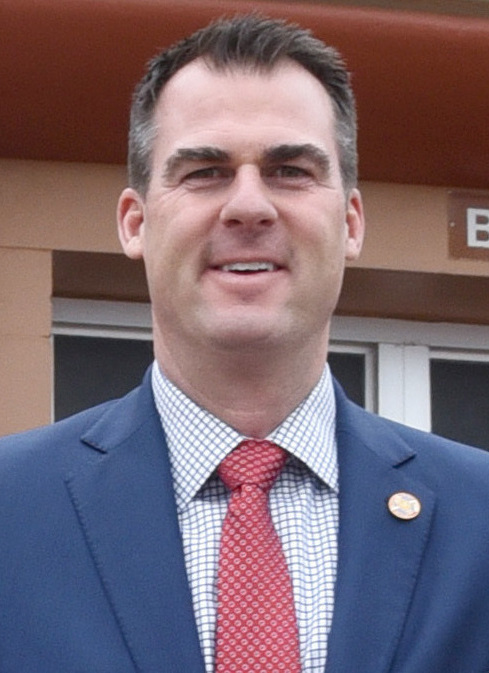
Kevin Stitt (* 1972)

- Stitt, Sonny (1924–1982), amerikanischer Saxophonist
- Stittrich, Frida (* 2003), deutsche Schauspielerin
- Stitts, Staciana (* 1981), US-amerikanische Schwimmerin
- Stitz, Ilka (* 1960), deutsche Autorin
- Stitz, Norma (* 1958), US-amerikanische Pornodarstellerin
- Stitzel, Michael (* 1940), deutscher Wirtschaftswissenschaftler
- Stitzer, Karl (1896–1972), deutscher Schriftsteller
- Stitzinger, Ludwig (1892–1951), deutscher Jurist und Landrat
- Stitzinger, Luis (1968–2023), deutscher Bergsteiger
- Stitzinger, Patrick (* 1981), niederländischer Langstreckenläufer
- Stitzl, Andreas (* 1974), deutscher Biathlet und Skilangläufer und heutiger Biathlontrainer

### Stiv
- Stivachtis, Konstantinos (* 1980), griechischer Volleyballspieler
- Stival, Alexi (* 1963), brasilianischer Fußballtrainer und -spieler
- Stivaletti, Sergio (* 1957), italienischer Special-Make-up-Effektdesigner und Regisseur
- Stivanello, Giorgio (1932–2010), italienischer Fußballspieler
- Stivell, Alan (* 1944), französischer Musiker und SängerAlan Stivell (* 1944)

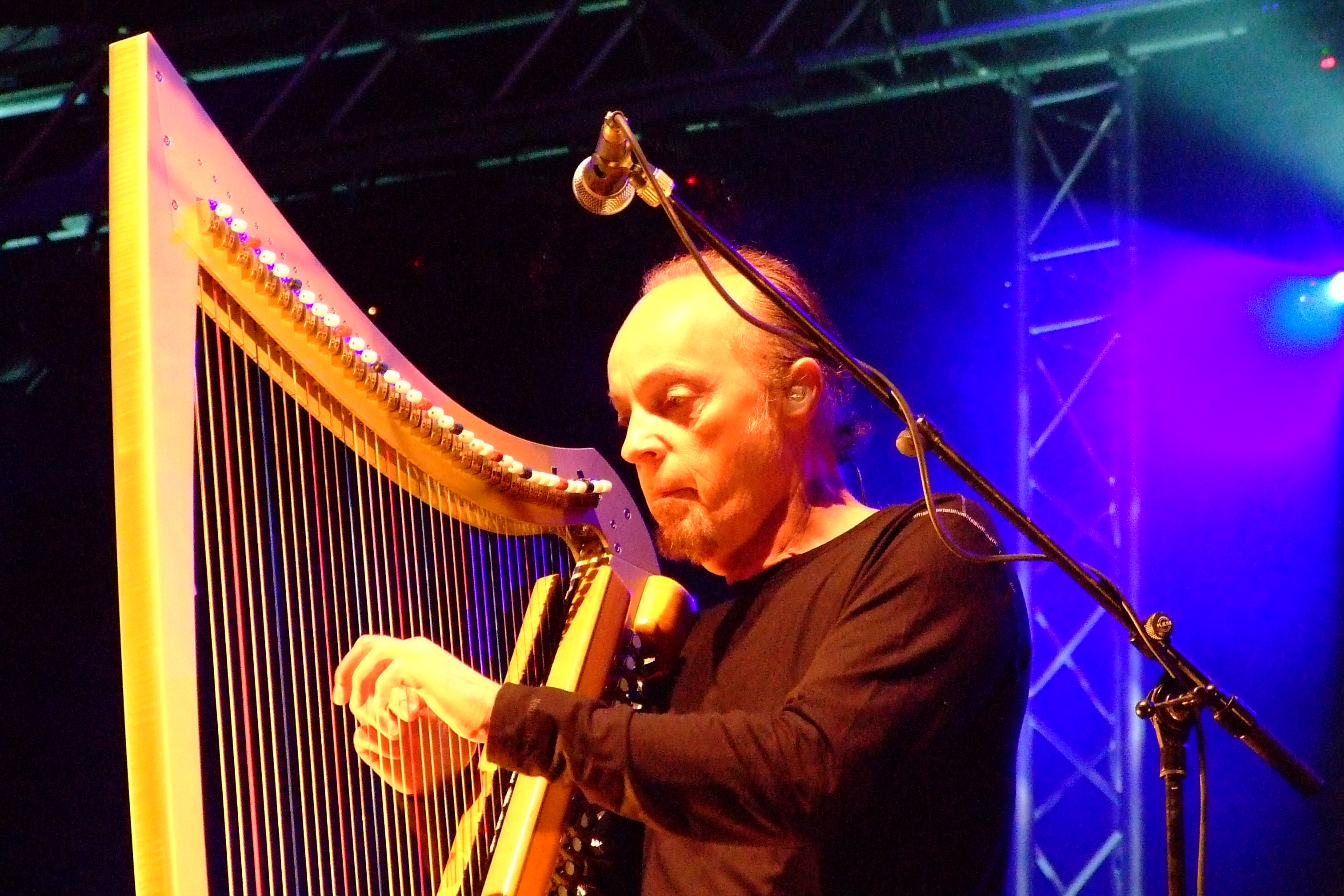
Alan Stivell (* 1944)

- Stiven, David (* 1940), australischer Filmeditor
- Stivens, Dal (1911–1997), australischer Schriftsteller
- Stiverne, Aiyanna (* 1995), kanadische Leichtathletin
- Stiverne, Bermane (* 1978), kanadischer Boxer
- Stivers, Moses D. (1828–1895), US-amerikanischer Politiker
- Stivers, Steve (* 1965), US-amerikanischer Politiker (Republikanische Partei)
- Štivičić, Tena (* 1977), kroatische Dramatikerin, Hörspiel- und Drehbuchautorin
- Stivín, Jiří (* 1942), tschechischer Musiker und Komponist
- Stivínová, Zuzana (* 1940), tschechische Schauspielerin
- Stivínová, Zuzana (* 1973), tschechische Schauspielerin
- Stivori, Francesco († 1605), italienischer Organist und Kirchenkomponist

### Stiw
- Stiwitz, Friedrich (* 1910), deutscher SS-Führer und Kriegsverbrecher in Konzentrationslagern

### Stix
- Stix, Alfred (1882–1957), österreichischer Kunsthistoriker und Museumsdirektor
- Stix, Gerulf (1935–2024), österreichischer Wirtschaftsberater und Politiker (FPÖ), Abgeordneter zum Nationalrat
- Stix, Gottfried W. (1911–2010), österreichischer Literaturhistoriker
- Stix, Jakob (* 1974), deutscher Mathematiker
- Stix, Karl (1939–2003), österreichischer Politiker (SPÖ), Landeshauptmann des BurgenlandesKarl Stix (1939–2003)

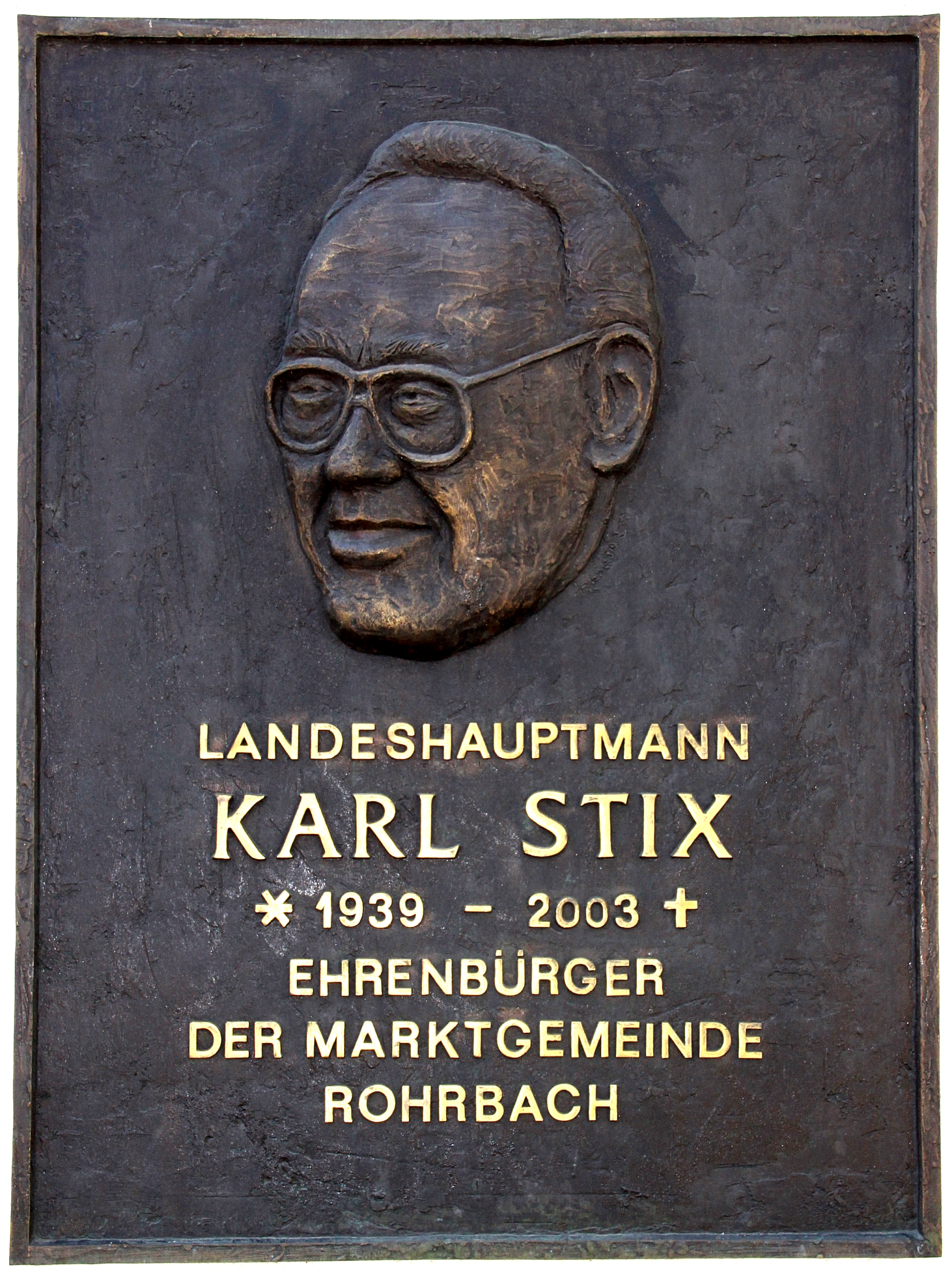
Karl Stix (1939–2003)

- Stix, Philipp (* 1978), österreichischer Schauspieler
- Stix, Robert (1903–1974), österreichischer Elektrotechniker und Hochschullehrer
- Stix, Steve (* 1975), deutscher DJ und Produzent
- Stix, Thomas H. (1924–2001), US-amerikanischer Physiker
- Stix-Hackl, Christine (1957–2018), österreichische Juristin und Diplomatin
- Stixenberger, Erwin (* 1965), Schweizer Sänger
- Stixrud, Martin (1876–1964), norwegischer Eiskunstläufer

### Stiz
- Stiz, Fausto (* 1952), italienischer Radrennfahrer
- Stizenberger, Ernst (1827–1895), deutscher Arzt und Botaniker (Lichenologie)